# Provincia de León
León (en leonés Llión) es una provincia española situada en el noroeste de la comunidad autónoma de Castilla y León. Su capital es León. Limita al norte con Asturias y Cantabria, al este con la provincia de Palencia, al sur con las provincias de Zamora y Valladolid y al oeste con Galicia, concretamente con las provincias de Orense y Lugo. Tiene una extensión de 15 581 km² y en 2024 contaba con 447 802 habitantes.
Como tal, quedó constituida en la división administrativa de 1833, tras las reformas llevadas a cabo por Javier de Burgos, formando parte, aunque sin operatividad administrativa, de la región de León. Está dividida en 211 municipios, agrupados en siete partidos judiciales: Sahagún, León, La Bañeza, Ponferrada, Astorga, Cistierna y Villablino.
Lugar de paso entre importantes regiones de la península ibérica, por la provincia leonesa discurren dos grandes rutas: de sur a norte la Vía de la Plata, y de este a oeste el Camino de Santiago.

## Toponimia

Como en buena parte de España, la provincia toma su nombre de la capital

Al igual que la mayor parte de las provincias de España, la provincia de León toma su nombre de su capital. Este deriva del latín legio, legionis, con el significado de ‘legión’, de donde la etimología popular derivó en el nombre actual. Hace referencia a la legión romana que se acantonó en su actual emplazamiento; con el paso del tiempo el mismo nombre de la legión se utilizó para designar el conjunto urbano que creció a su alrededor.
En cuanto a la evolución de legio a León, en latín clásico la gi se pronuncia como si fuese una gui, por lo que la pronunciación de legio sería leguio, algo que acabó derivando en Leio o Leionem, que a su vez acabaron en el nombre actual de León.

## Geografía física

### Localización
La provincia de León se localiza en la parte noroccidental de la península ibérica, en la región histórica de León dentro de la comunidad autónoma de Castilla y León (España). Limita por el norte con el principado de Asturias y con Cantabria, donde la cordillera Cantábrica juega el papel de frontera natural entre la meseta Norte y la costa cantábrica. Por el oeste, son distintas unidades del macizo Galaico-Leonés quienes ejercen de frontera con las provincias gallegas de Orense y Lugo. Al sur limita con las provincias de Zamora y Valladolid y al este con la provincia de Palencia, sin que exista una frontera natural entre ellas.

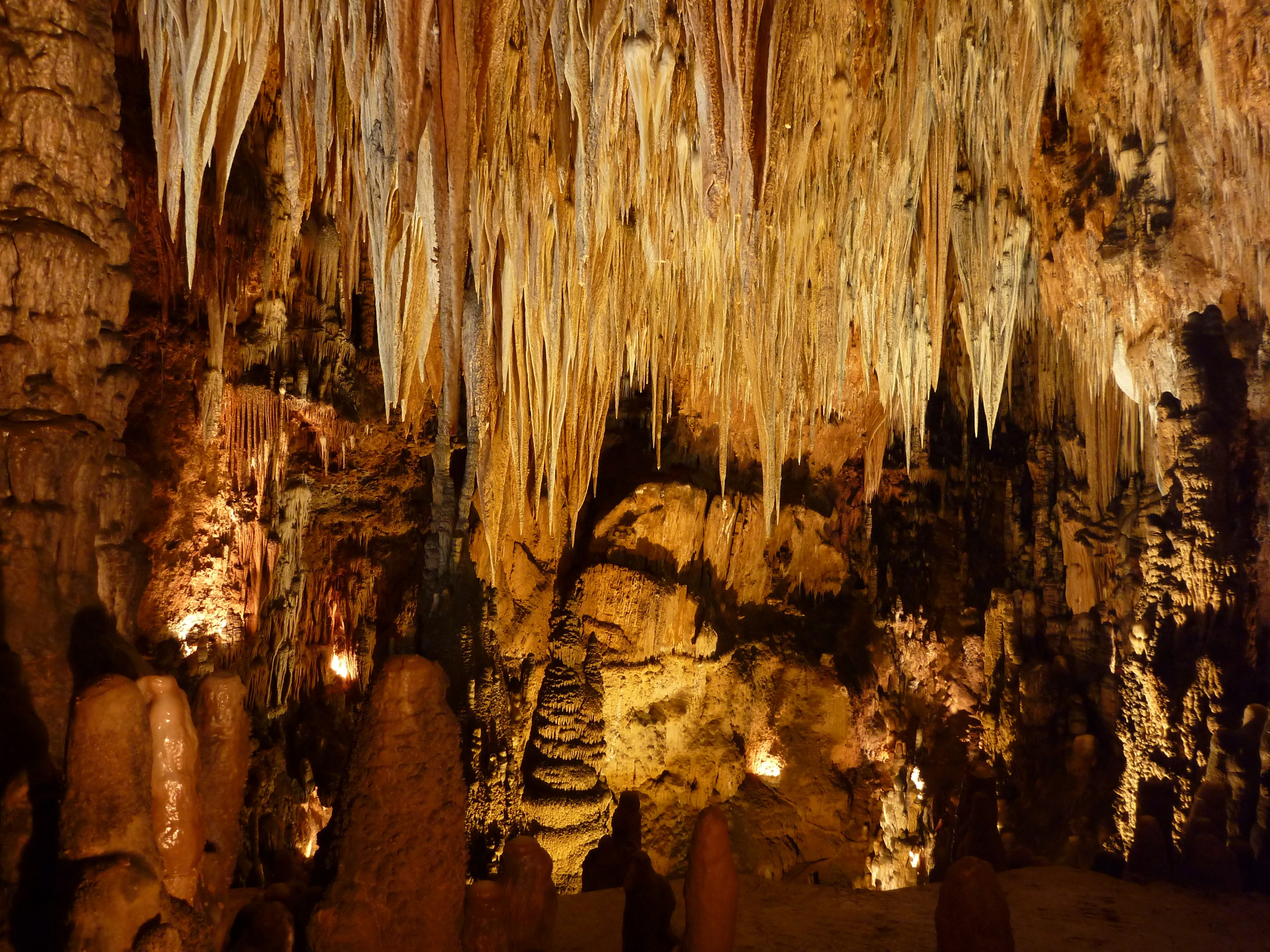
El material calizo de las montañas Cantábricas favoreció la creación de formaciones kársticas como la cueva de Valporquero

| Noroeste: Provincia de Lugo                    | Norte: Principado de Asturias | Nordeste: Cantabria              |
| Oeste: Provincia de Lugo y Provincia de Orense |                               | Este: Provincia de Palencia      |
| Suroeste: Provincia de Orense                  | Sur: Provincia de Zamora      | Sureste: Provincia de Valladolid |

### Orografía
Desde el punto de vista estructural, el relieve de la provincia se organiza en torno a tres grandes unidades morfológicas: la cordillera Cantábrica, el macizo Galaico-Leonés y la Meseta. Las formaciones montañosas ocupan una parte importante del relieve, estando más del 50 % de la superficie total por encima de los 1000 metros de altitud.
Cordillera Cantábrica
La cordillera Cantábrica está representada por el llamado macizo Asturiano. De entre todo el conjunto destacan los Picos de Europa, donde los contrastes topográficos resultado de la orogenia hercínico-alpina se han visto acentuados por el encajonamiento de la red fluvial (con profundas hoces como el desfiladero de Los Beyos y la garganta del Cares), y donde encontramos cumbres que pasan de los 2500 m de altitud como Torre de Cerredo (2648 m) o Torre del Llambrión (2642 m). Las formas verticales, los circos glaciares, los complejos kársticos, las gargantas, los neveros, las dolinas y las simas son los elementos más significativos.

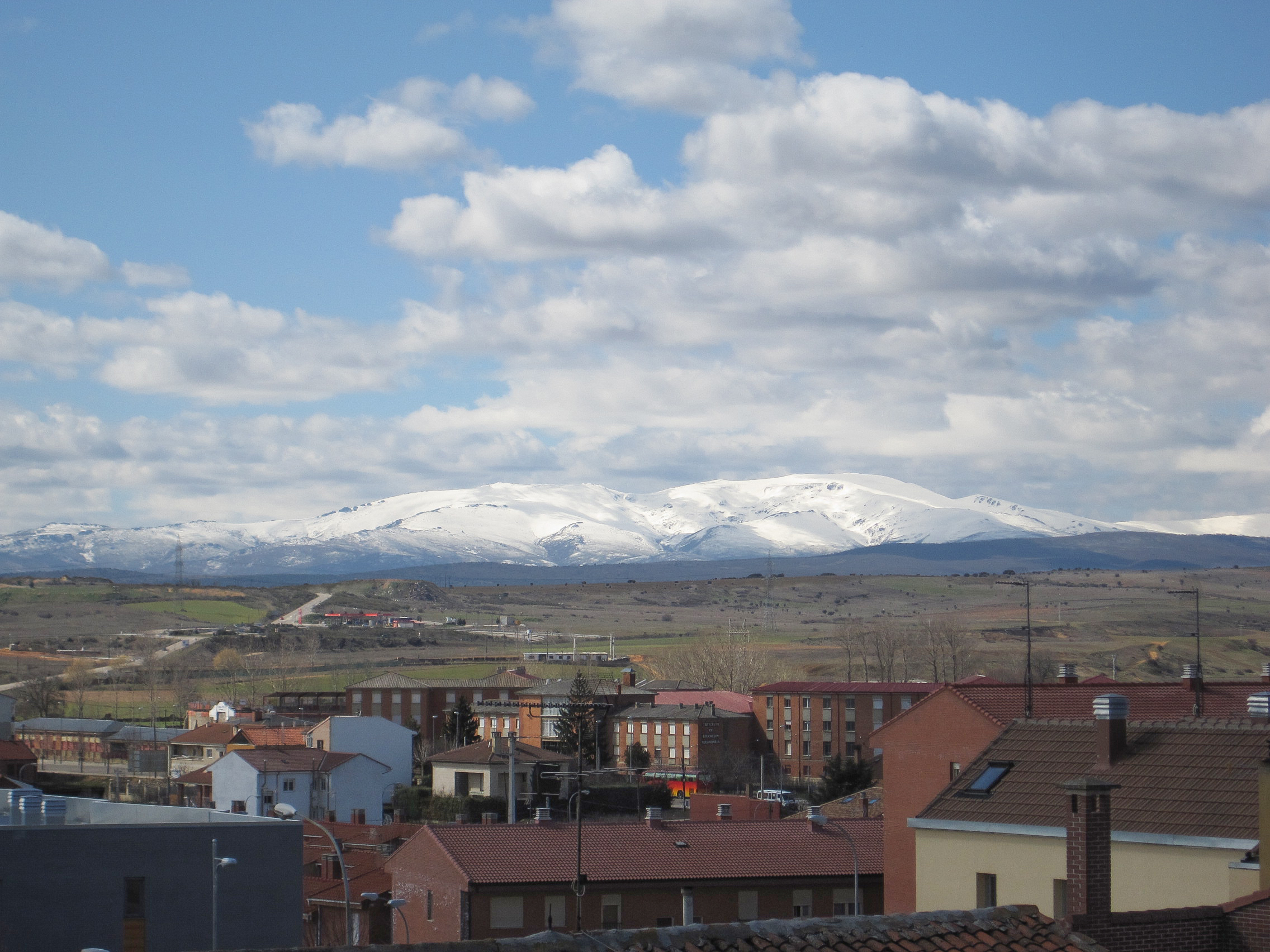
El Teleno, cumbre más alta de los Montes de León, visto desde Astorga

En la zona occidental, las alineaciones se disponen de oeste a este, dejando corredores fluviales que, en el caso de los ríos Luna y Omaña, abrieron las depresiones que conforman las comarcas de Babia y Omaña. En el sector central, distintos cursos de agua abrieron valles transversales de disposición norte-sur, llegando a formar en algunas ocasiones gargantas como las Hoces de Vegacervera o las Hoces de Valdeteja. El modelado glaciar y el modelado kárstico dejaron su impronta con formaciones como la cueva de Valporquero.
Macizo Galaico-Leonés

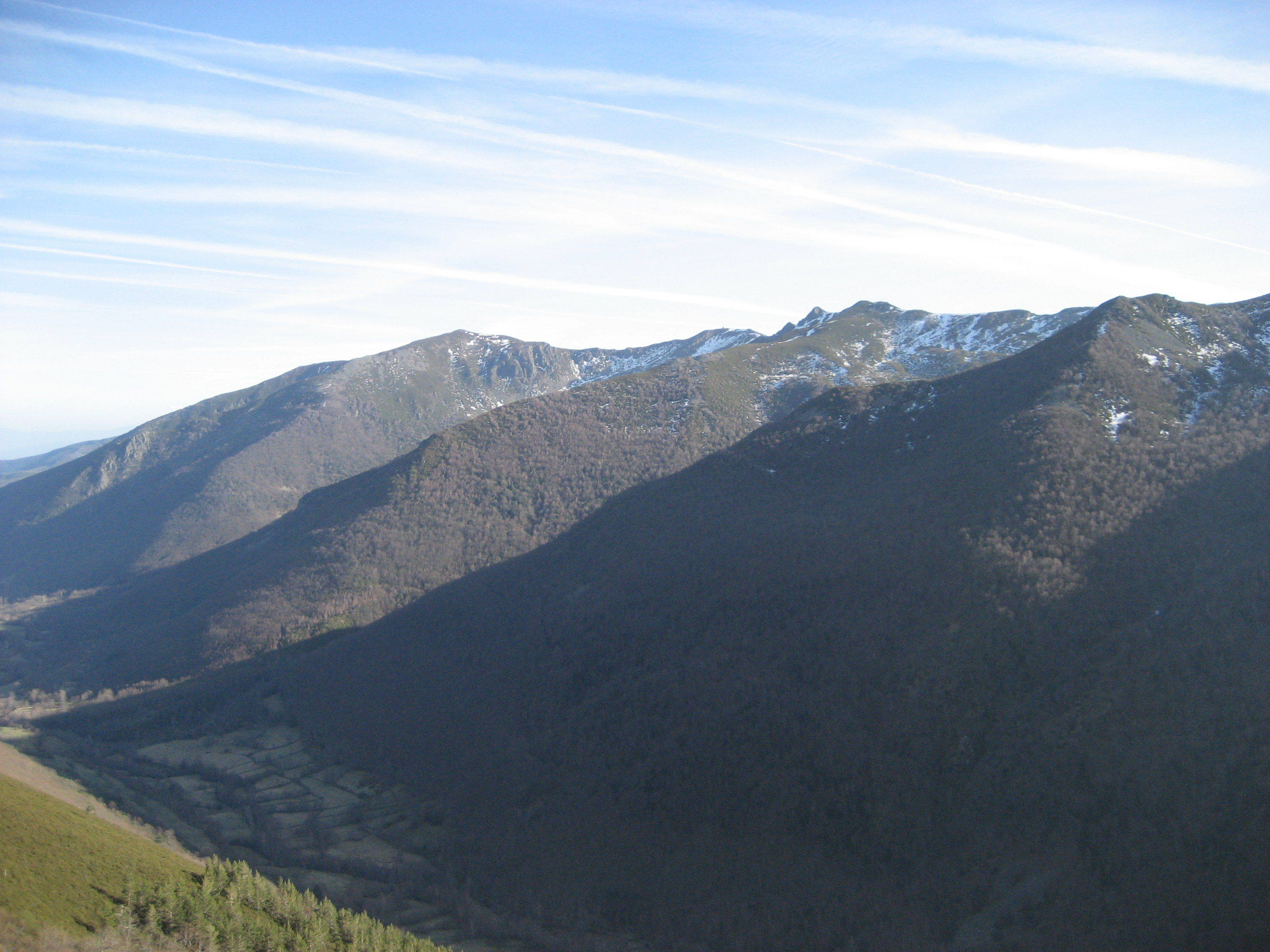
Vista de los montes de Ancares, en el límite occidental de la provincia

Los montes galaico-leoneses cierran a la provincia por el oeste, separándola de Galicia. Constituyen un abombamiento del antiguo macizo paleozoico que se fracturó en distintas unidades: la sierra de Gistredo, con el pico Catoute (2117 m), los Montes de León, con el Teleno (2188 m), La Cabrera, con el Vizcodillo (2121 m), y las montañas occidentales como los Ancares, con el Cuiña (1992 m), y el Caurel, con el Montouto (1541 m). En el centro de todas ellas se formó la hoya del Bierzo caracterizada por un paisaje de campiñas y vegas. Las cumbres son aplanadas, interrumpidas por alineaciones de crestones de cuarcitas (picones, altos, peñas), y las formas glaciares se manifiestan con ejemplos de valles en U o con lagos como los de Truchillas y La Baña.
La Meseta
El sector leonés de la Meseta ocupa la parte central y sureste de la provincia siendo el extremo noroeste de la cuenca sedimentaria que ocupa el interior de España. Con una altitud media entre 700 y 1000 metros de altitud, es un relieve casi horizontal de páramos con suaves ondulaciones tan sólo interrumpidos por terrazas e interfluvios, formados por los ríos que descienden, tanto de la cordillera Cantábrica como del macizo Galaico-Leonés. A estos relieves planos y elevados se les conoce como páramos de rañas o chanas. En la zona sur, sobre los materiales sedimentarios la erosión originó amplios valles con interfluvios que apenas destacan. Estas llanuras onduladas, al entrar en contacto con los páramos del centro de la cuenca, dejan de ser espacios abiertos al ser interrumpidas por cerros testigo, tesos o alcores.

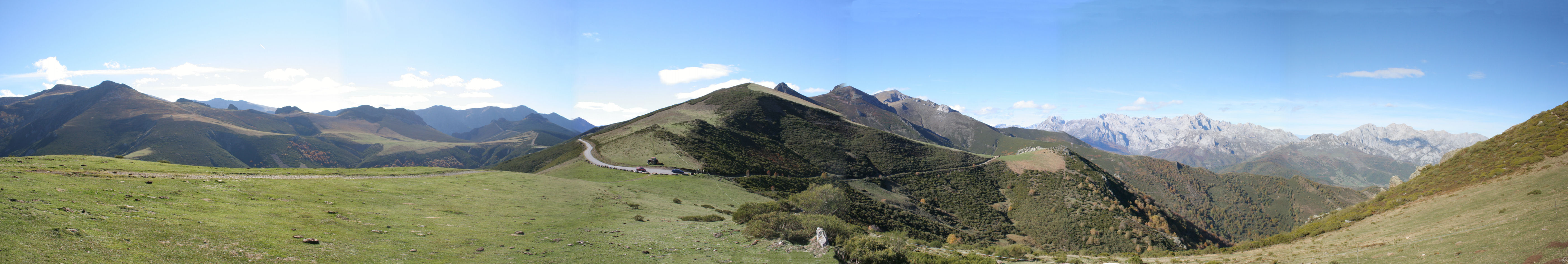
Vista desde el puerto de San Glorio, en el límite entre León y Cantabria, con los Picos de Europa a la derecha de la imagen

### Hidrografía
Ríos

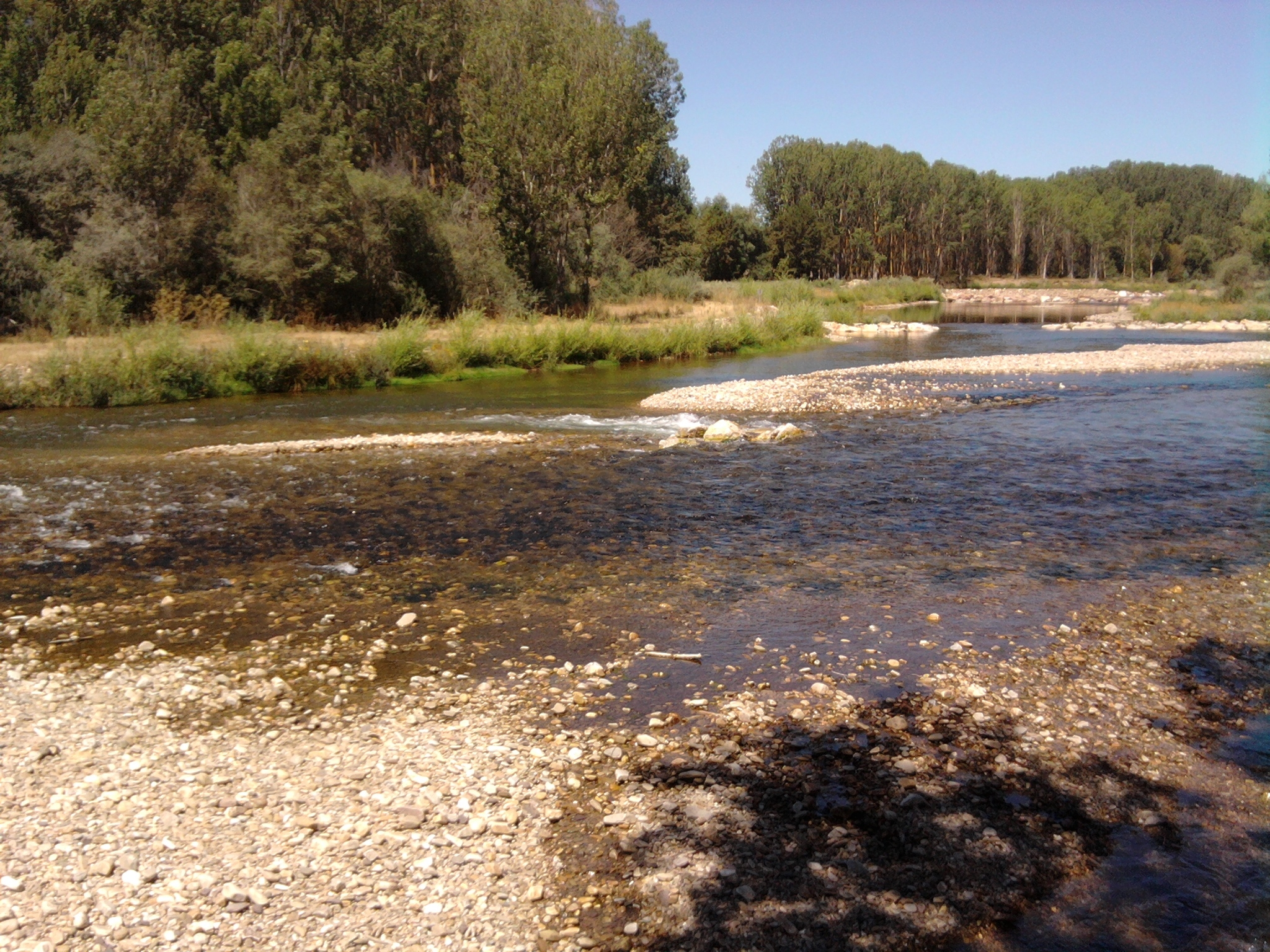
De la unión de los ríos Luna y Omaña nace el Órbigo

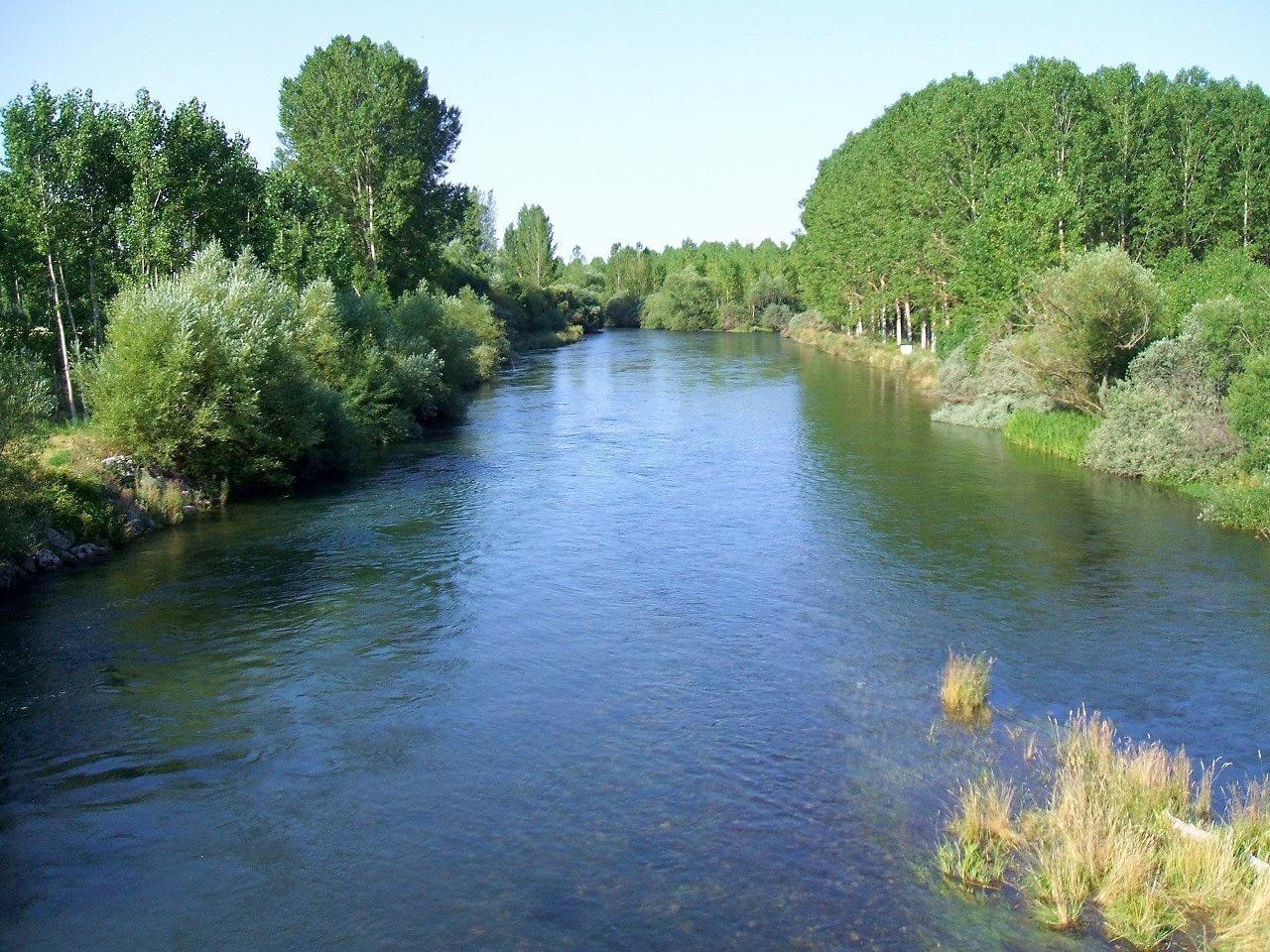
El río Esla a su paso por Gradefes

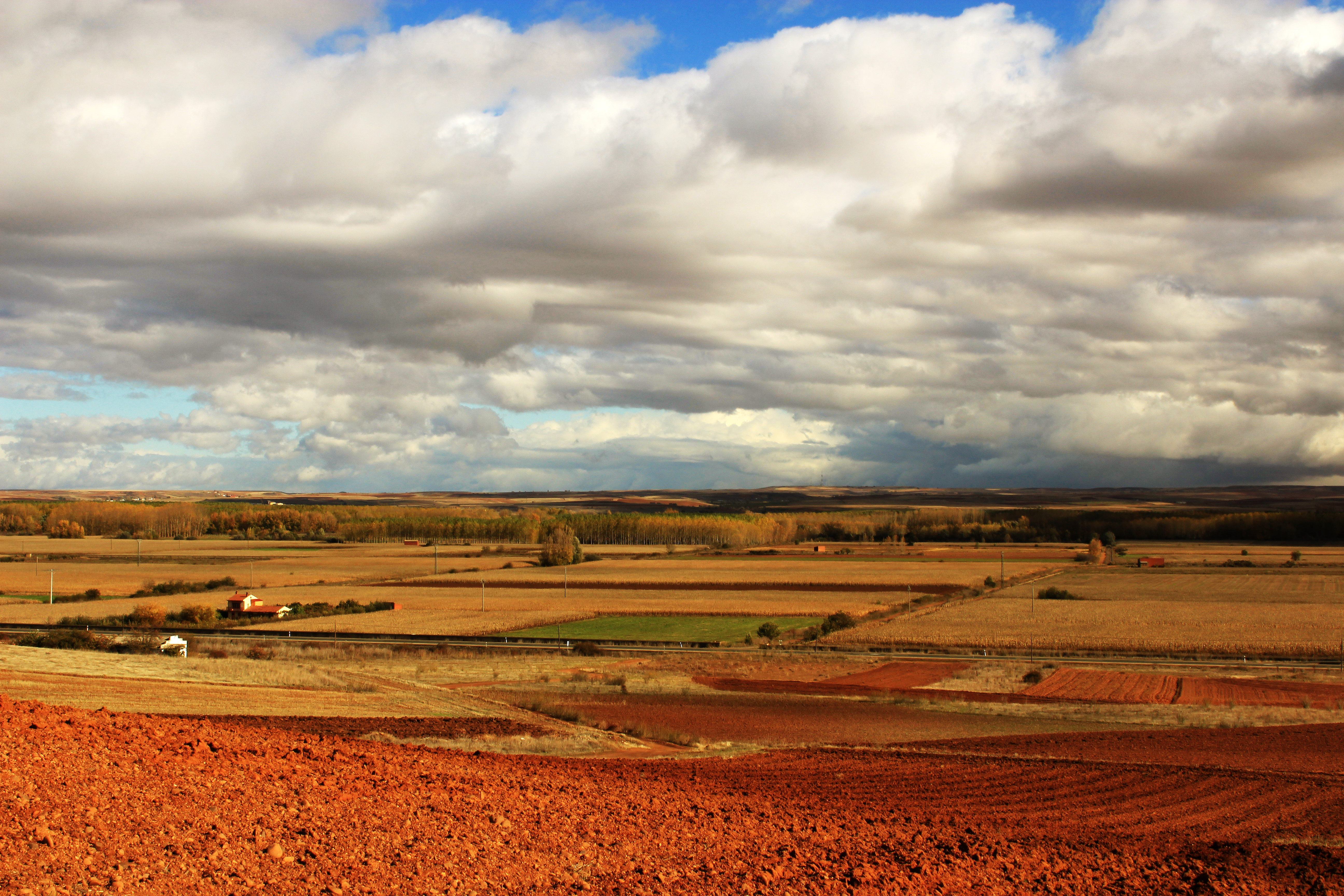
La vega del Esla

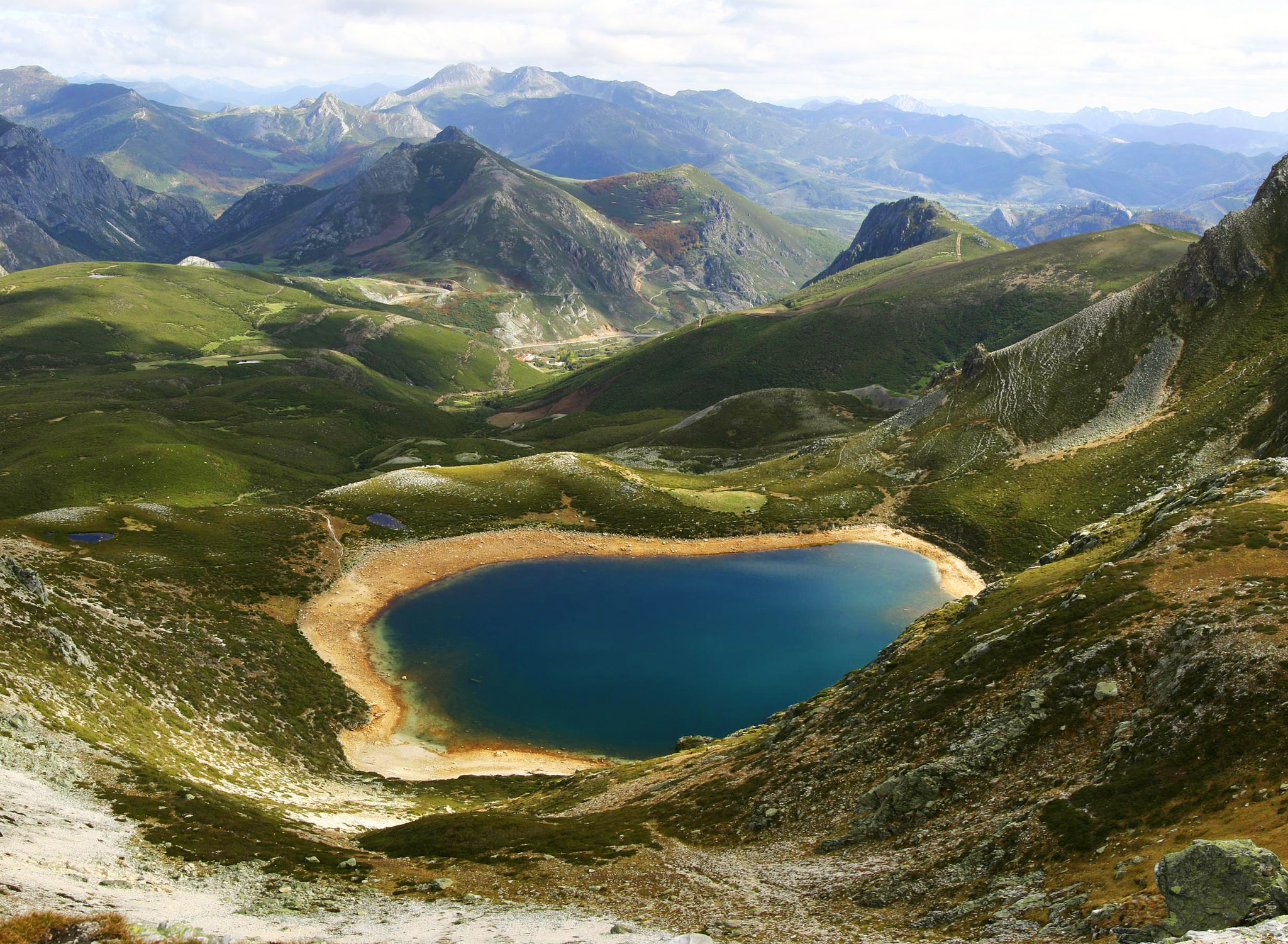
El lago Ausente, de origen glaciar, cerca de la estación de esquí de San Isidro

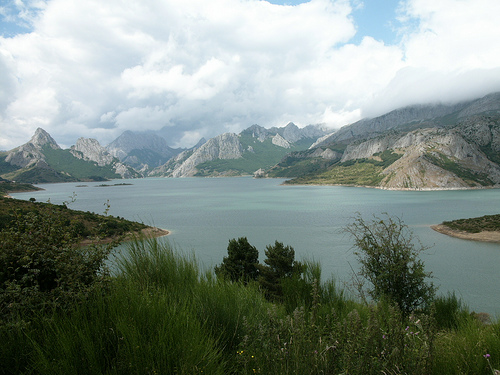
Embalse de Riaño

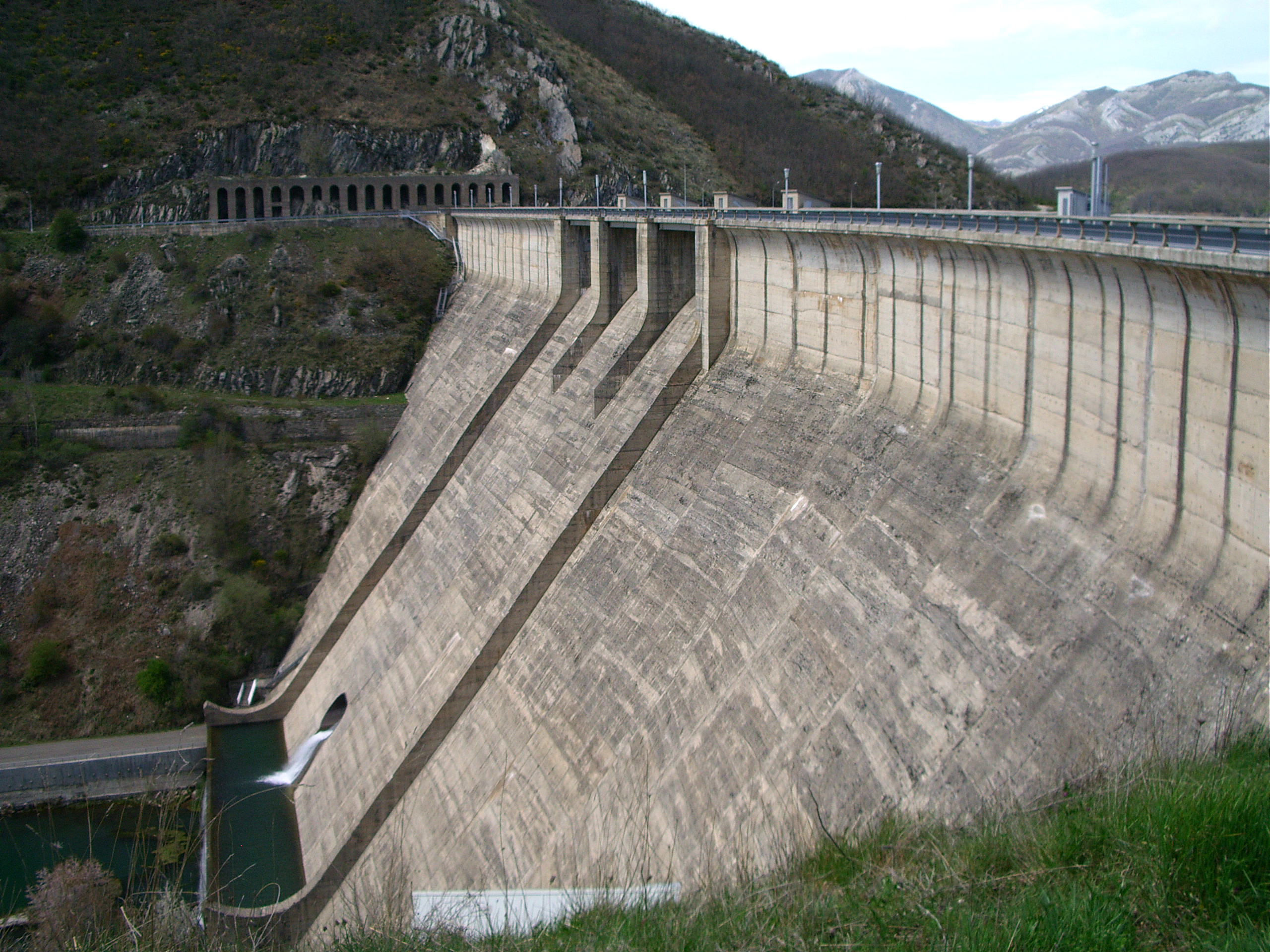
Presa del embalse del Porma

Debido a su estructura montañosa, la provincia leonesa reparte su territorio entre tres cuencas hidrográficas: Cantábrico, Miño-Sil (hasta 2008, ambas conformaban la Confederación Hidrográfica del Norte), y Duero. La cuenca del Cantábrico representa tan sólo el 2,2 % de la superficie, limitándose, por un lado, a los valles de Sajambre y Valdeón, drenados por los ríos Sella y Cares, y por otro, a los valles de Balouta y Suarbol con los ríos Balouta y Moreira, que fluyen hacia el río Navia.
La cuenca del Miño-Sil representa el 27,7 % de la superficie provincial y está separada de la cuenca del Duero por los Montes de León, a partir de los cuales, y hacia el oeste, se expande el sistema del Sil. Este, que nace a más de 1500 metros de altitud en la vertiente leonesa del puerto de Somiedo, atraviesa las comarcas de Laciana, El Bierzo y La Cabrera Baja y tiene como aportes principales, dentro de la provincia, a los ríos Boeza, Cúa, Burbia, Selmo y Cabrera.
La cuenca del Duero representa el 72,1 % de la superficie y tiene como eje principal el río Esla, uno de los principales afluentes del Duero con 5040 hm³ al año. A él vierten sus aguas la mayor parte de cursos fluviales de la cuenca a través de sus afluentes Porma (con su afluente el Curueño), Bernesga (con su afluente el Torío), Cea y Órbigo (con sus afluentes Tuerto, Turienzo, Duerna, Jamuz y Eria). También forman parte de la cuenca el río Valderaduey, que vierte sus aguas al Duero en las cercanías de Zamora, y el río Grande, que desde los valles de Besande y Valverde de la Sierra desagua en el Carrión, ya en la provincia de Palencia.
Lagos
Entre los lagos y lagunas de origen natural podemos distinguir dos tipos, los de origen glaciar y los esteparios. A los primeros corresponden, entre otros, los lagos Ausente e Isoba en Puebla de Lillo, el lago de La Baña, el lago de Truchillas o el Pozo Cheiroso en Valdeprado. De tipo estepario son, entre otras, la laguna de Chozas de Arriba, las lagunas de Sahelices del Payuelo, la laguna de Cal en Fontecha (Valdevimbre), la Laguna Grande en Bercianos del Real Camino y la laguna de Villadangos del Páramo.
El deterioro de la capa freática ha provocado la desaparición de muchos de los humedales que existían en la provincia, al igual que la desecación de lagunas en el Páramo tras la concentración parcelaria y la puesta en marcha del regadío artificial. En su obra de 1948, Luis Pardo describió 125 en León, de los cuales sobreviven tan sólo medio centenar.
Embalses
Varios cauces fluviales tienen regulado su caudal mediante pantanos, embalses y presas. En la cuenca del Miño-Sil se encuentran los de La Campañana, Las Rozas, Matalavilla y Bárcena. Excepto este último, que también se usa para abastecimiento y regadío, todos ellos sirven para generar energía hidroeléctrica.
En la cuenca del Duero se sitúan los de Barrios de Luna, Casares, Porma, Riaño y Villameca. La mayoría de ellos genera también energía hidroeléctrica además de su uso como abastecimiento y regadío, y algunos de ellos, como los de Barrios de Luna, Porma y Riaño, son usados también para la práctica de deportes náuticos, estando en el del Porma la Escuela de Deportes Náuticos de Castilla y León.

### Clima

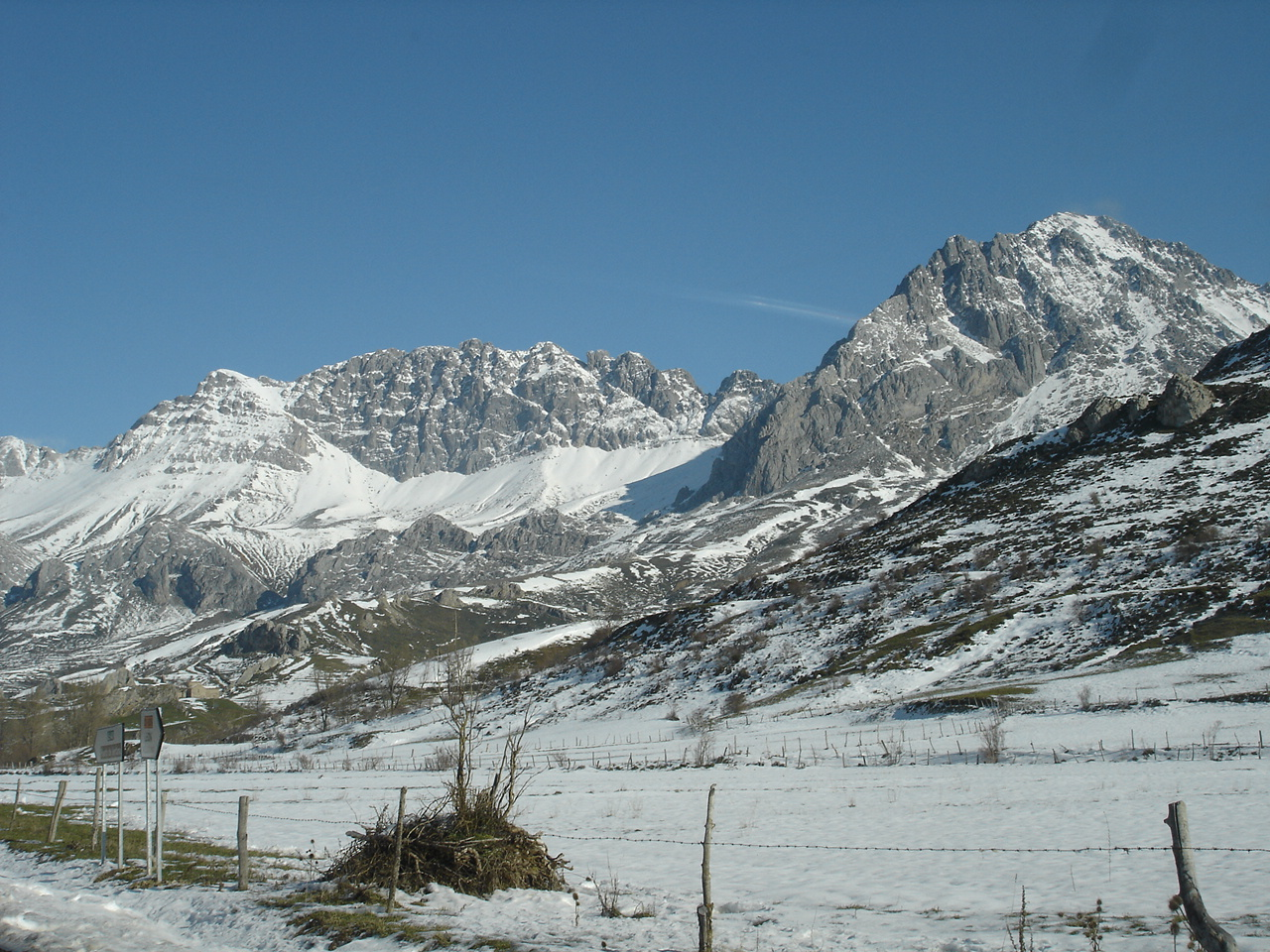
En invierno, las nevadas son habituales en parte de la provincia, especialmente en las montañas

En términos climáticos, la provincia de León sirve de transición entre la Meseta y las zonas montañosas. El clima predominante es el mediterráneo continentalizado, aunque matizado en algunas zonas, como el noroeste, de influencia atlántica, y la hoya berciana, de temperaturas más suaves. En general, son características una elevada amplitud térmica (desde los 12 a los 20 °C), inviernos fríos y largos, primavera y otoño cortos, heladas y veranos cortos y calurosos.
Las precipitaciones se reparten de forma irregular a lo largo del año y dependiendo de la zona. Así, en la franja norte y noroeste se alcanzan los 1500 mm anuales mientras que en determinadas zonas del sur de la provincia apenas llegan a los 500 mm. Dichas precipitaciones se concentran sobre todo en otoño y primavera con un mínimo en verano, especialmente acentuado en la llanura, y en forma de nieve en invierno.
En cuanto a las temperaturas, en general es un clima frío debido a la altitud y la abundancia de heladas (que persisten de noviembre a mayo), siendo más intenso en las zonas montañosas llegando a alcanzar los –18 °C por ejemplo en Villamanín. Los veranos son cortos, siendo los días más calurosos entre el 15 de julio y el 15 de agosto en que se pueden llegar a superar los 30 °C.

## Naturaleza

### Geología

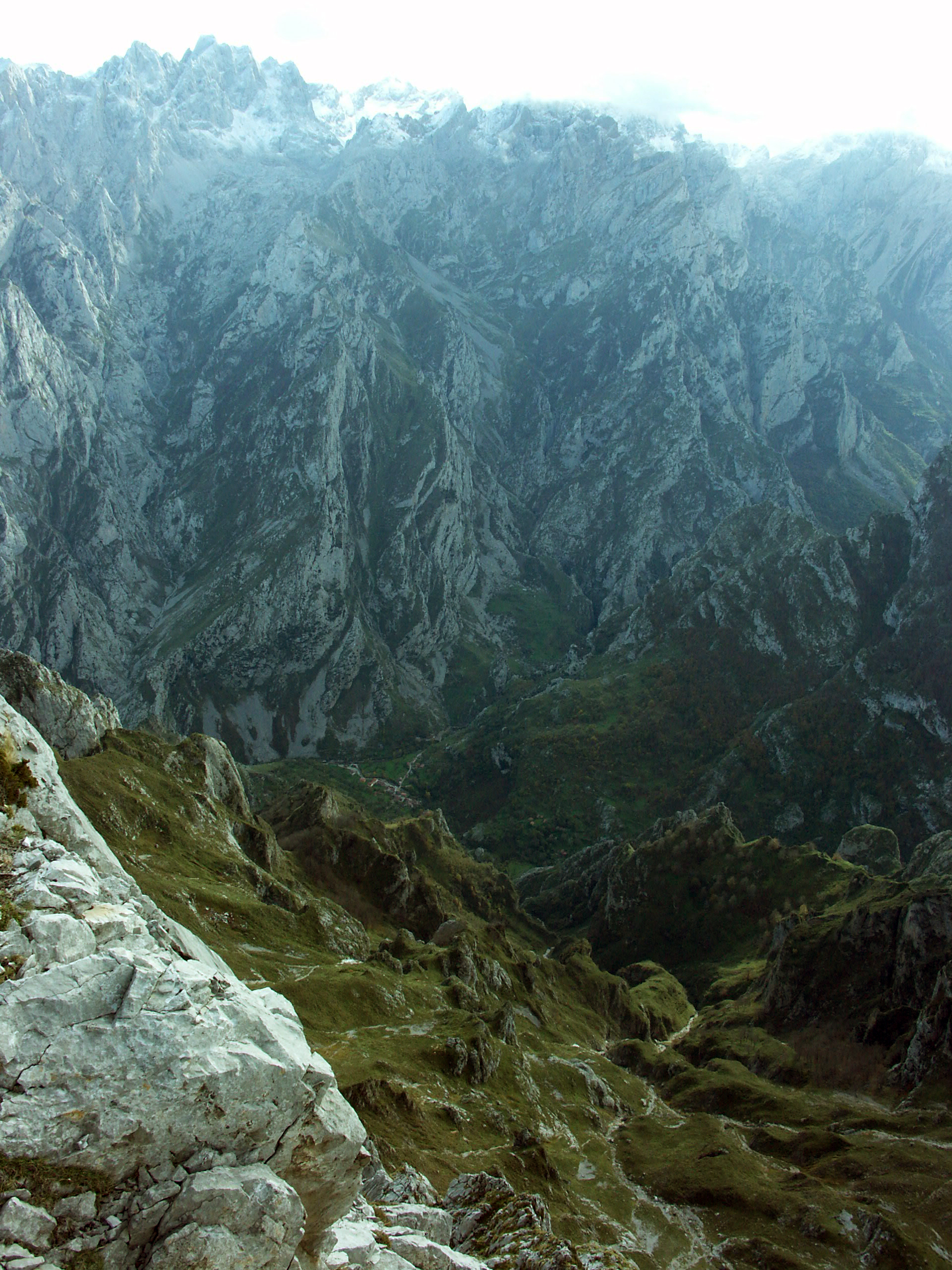
Ilustración del desnivel (2200 metros) presente entre el punto más alto de la provincia, Torrecerredo, y el pueblo de Caín

El territorio de la provincia de León no constituye una unidad homogénea sino que se pueden diferenciar tres grandes unidades geológicas: al norte, coincidiendo con la unidad morfológica de la cordillera Cantábrica, aflora el zócalo paleozoico, al oeste se encuentra la depresión del Bierzo y el conjunto constituyente del macizo Galaico-Leonés, y el resto del territorio lo constituye la cuenca sedimentaria que ocupa la mayor parte de la comunidad autónoma y en la que se distinguen dos tipos de roquedo, los materiales del viejo zócalo del Primario y los materiales sedimentarios depositados durante el Terciario y el Cuaternario en el centro de la misma.

### Flora

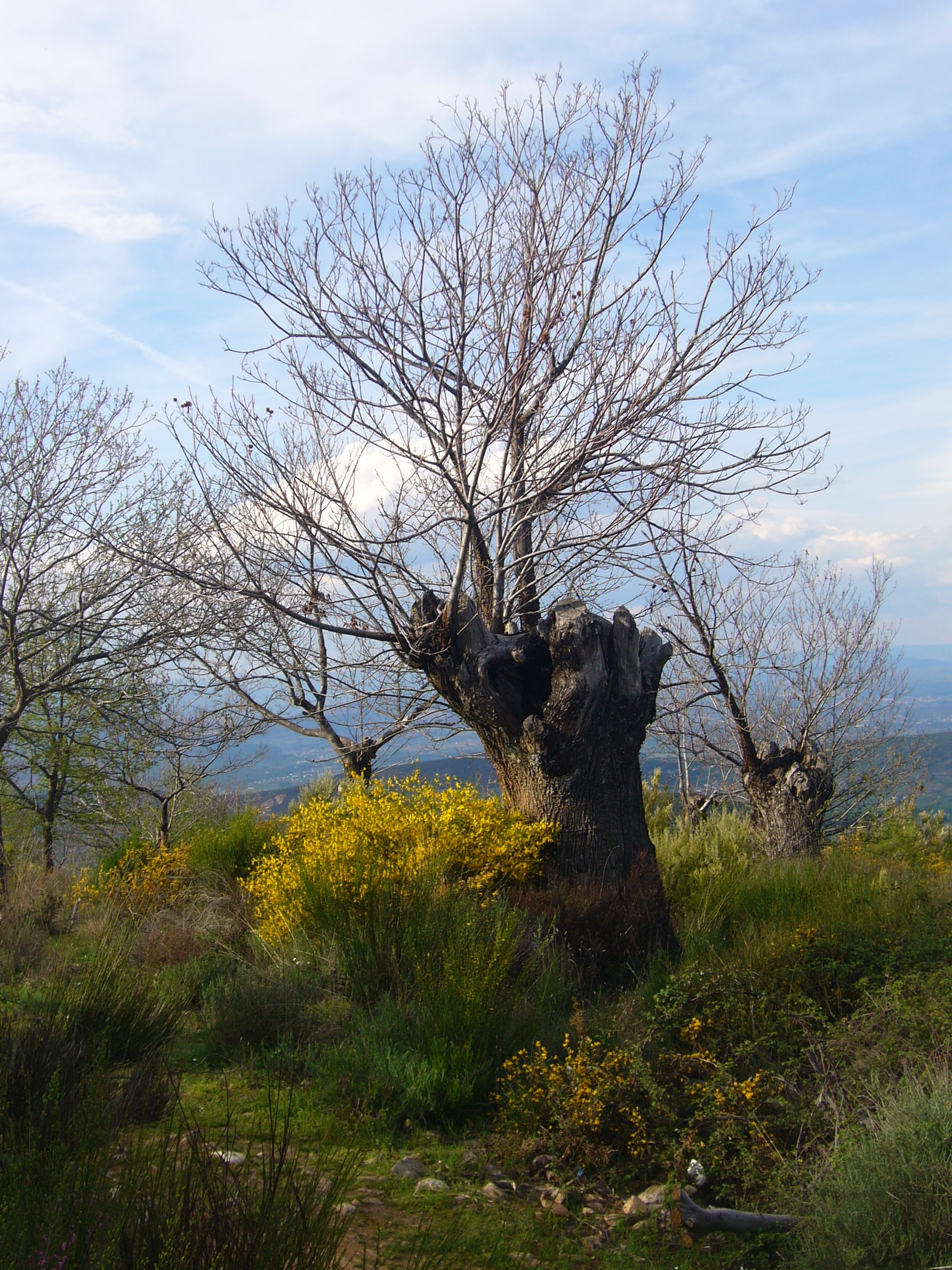
Castaño cerca de Las Médulas

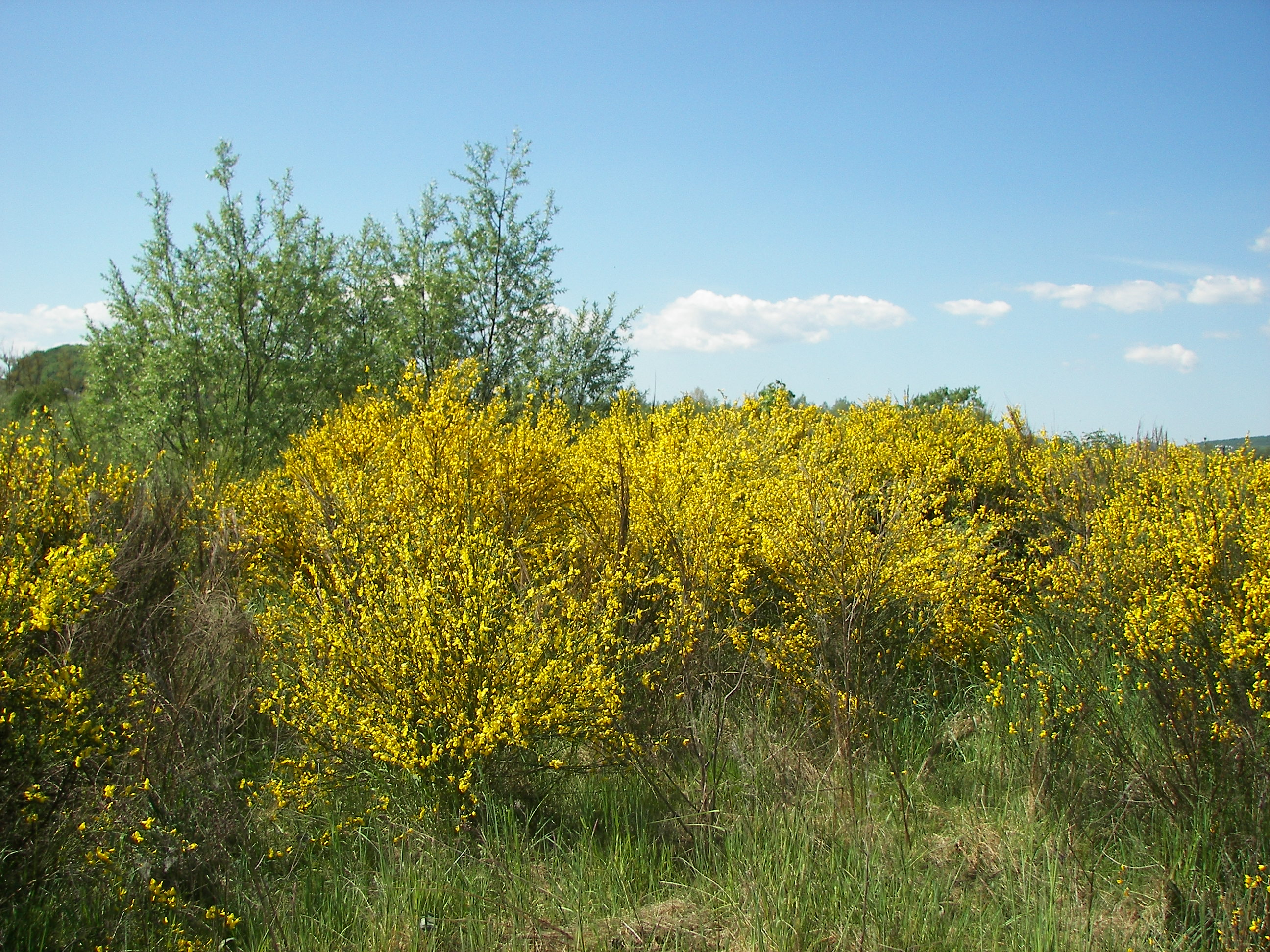
En aquellas zonas donde no están presentes los árboles, crecen, entre otros arbustos, las escobas

La flora de la provincia de León es muy variada, con unas 3000 especies distintas que representan el 20 % de las que se pueden encontrar en la península ibérica. Las formaciones vegetales presentes muestran una diferenciación entre la llanura y la montaña, aunque en ambos dominios predominan las especies mediterráneas y de transición a la vegetación atlántica.
Tras la última glaciación, se implantó un clima más árido propiciando el desarrollo de vegetación xerófila y así, el hayedo retrocedió a las montañas Cantábricas. Allí donde este se retiró, se implantó la encina, estando actualmente presente solo en rodales dispersos ya que la mayor parte desapareció al sustituirse por tierras de cultivo. Son montes de pies raquíticos, utilizados tradicionalmente para carboneo y leña, de los cuales el más extenso es el encinar de Becares. Junto a la encina se desarrollan el quejigo y las sabinas, que se encuentra en espacios más áridos y de más baja temperatura, como los sabinares de Crémenes y Mirantes de Luna. En las zonas más húmedas se desarrolla el rebollo, ocupando grandes superficies (siendo la provincia leonesa la que mayor extensión presenta de ellos) como monte degradado que ha perdido su porte original.
En cuanto a la montaña, ofrece matices como la altura, la temperatura o la humedad. Hasta los 1400 metros de altitud se desarrollan los rebollares que enlazan con las repoblaciones de pino silvestre (o en estado natural como en Cofiñal), y en la base con los robledales de carballo y albar, con los bosques de castaños en El Bierzo o los hayedos de las montañas Cantábricas, entre los cuales destaca el Faedo de Ciñera, considerado en 2007 el bosque mejor cuidado de España.
El sotobosque de estos bosques está cubierto por formaciones de matorrales constituidas por helechos, brezo o tojo. Allí donde los árboles no pueden crecer por efecto del frío y de los vientos se encuentra una vegetación de constituida por piornos, enebros, escobas o retamas. La variada masa forestal favorece la aparición de distintas especies de musgos y líquenes, como barbas de capuchino, pulmonarias o musgo de Islandia, así como una abundante flora micológica.

### Fauna

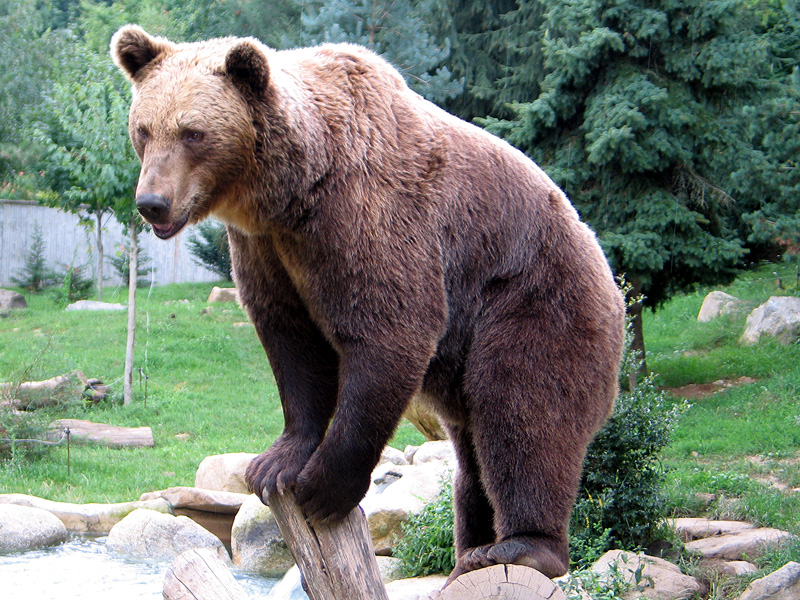
El oso pardo es una de las especies más emblemáticas de León

La provincia cuenta con una fauna rica y variada debido a su situación de transición entre el mundo mediterráneo y el eurosiberiano y entre la llanura y la montaña. Así, en cuanto a los íctidos, las aguas leonesas sustentan especies autóctonas como trucha común, tenca y barbo o alóctonas como el lucio. En relación con los distintos medios acuáticos están presentes anfibios como el tritón jaspeado, mamíferos como el desmán o la nutria, y aves como distintas especies de ánades y lavanderas o el martín pescador.
En las zonas llanas de la provincia se encuentran aves como la avutarda o el cernícalo y pequeños mamíferos como la liebre y, en zonas arboladas, la comadreja o el armiño. En el entorno de los núcleos de población son comunes las cigüeñas blancas, la golondrina, distintas especies de páridos, las grajas, que en España tan sólo se reproducen en la zona centro-sur de la provincia, o rapaces como el milano real. En las zonas que dan paso a campiñas o bosques están presentes mamíferos como el jabalí, el zorro, el corzo o el lobo. Por último, en las zonas de montaña, ya sea en pastizales o en bosques, habitan el ciervo, la cabra montés, el rebeco, la perdiz pardilla o la garduña y aves como el águila real.
Sin embargo, las especies más emblemáticas dentro de la provincia son el oso pardo y el urogallo. El primero, en su núcleo occidental, se extiende, dentro de la provincia, por Los Ancares, Laciana, Babia y Omaña, y en su núcleo oriental ocupa la Montaña de Riaño. Amenazado de peligro de extinción, en los últimos años su población se ha incrementado gracias al apoyo de las administraciones y el trabajo de organizaciones como la Fundación Oso Pardo con proyectos de conservación y educación medioambiental. En cuanto al urogallo, desde principios de los años ochenta ha venido sufriendo un retroceso de su población de hasta el 70 % debido a la fragmentación de su hábitat, la baja tasa de reproducción y el alto grado de depredación por lo que se están llevando a cabo programas de conservación mediante mejoras del hábitat o cría en cautividad, entre otros. Además, desde 2005 está constatada la existencia de una población de urogallos en los montes de León, los situados más al sur de todas las poblaciones conocidas, cuya adaptación a un ecosistema mediterráneo resulta única en su especie, viviendo en condiciones de sequía estival y con una dieta distinta a la habitual.

### Espacios protegidos
Red de Espacios Naturales

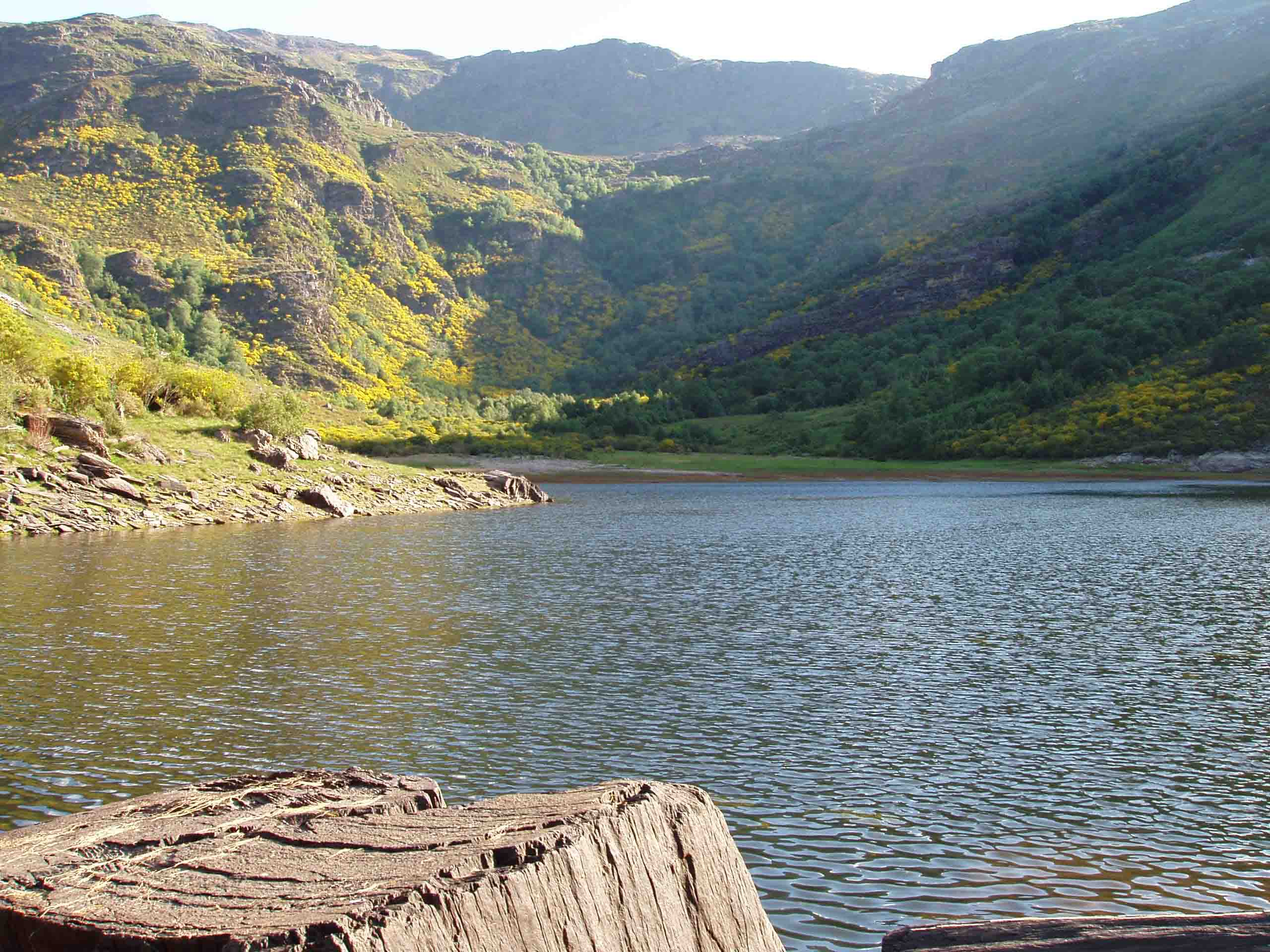
Monumento Natural del Lago de la Baña, en La Cabrera, creado en 1990

Desde que en 1991 la Junta de Castilla y León se adscribió al marco legal que permitía la protección y regulación de sus espacios naturales, se ha ido configurando una red que, a fecha de 2010, integra cerca de cuarenta espacios bajo distintas figuras de protección. De todos ellos, la provincia de León alberga ocho espacios entre los que destacan el parque nacional de Picos de Europa, creado en 1995 a partir de la ampliación del parque nacional de la Montaña de Covadonga, y el Parque Regional de Picos de Europa, creado en 1994.
En cuanto a espacios naturales están la Sierra de Ancares, ejemplo de convivencia de influencias gallegas, leonesas y cantábricas, Las Médulas, con su característico modelado antrópico fruto de la minería romana, el Valle de San Emiliano, ejemplo de zona de transición entre la flora y fauna eurosiberiana y la mediterránea, y las Hoces de Vegacervera, de alto valor geomorfológico. Por último, los monumentos naturales del lago de La Baña y del lago de Truchillas, que destacan por sus valores botánico, faunístico y geomorfológico pero que en la actualidad se encuentran amenazados por la presencia de explotaciones mineras a cielo abierto.
Reservas de la Biosfera

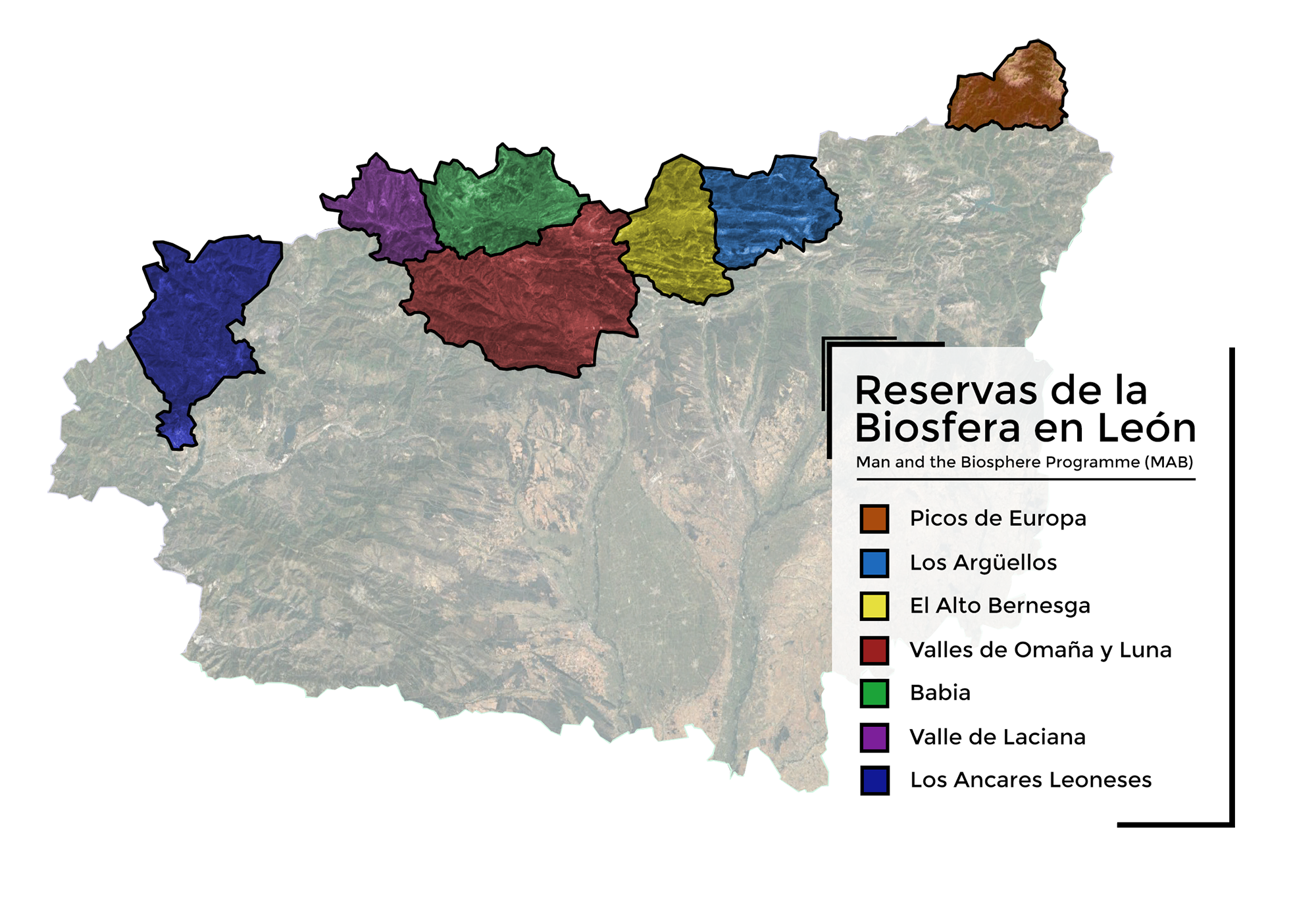
Reservas de la Biosfera en León

Las áreas catalogadas como Reserva de la biosfera, reconocidas por la Unesco por su interés científico y su riqueza natural y cultural, están representadas en León por siete espacios que ocupan un total de 3 290,253 km² (un 21,12 % del total de la superficie provincial).
Red Natura 2000
La Red Natura 2000, cuyo objetivo es asegurar la supervivencia de las especies y hábitats más amenazados de Europa y que consta de Zonas de especial conservación (ZEC), catalogadas previamente como Lugares de Importancia Comunitaria (LIC), de acuerdo con la Directiva de Hábitats, y de Zonas de especial protección para las aves (ZEPA), dadas en virtud de la Directiva de Aves. está presente en la provincia con 16 LIC y 11 ZEPA.

## Historia
Los primeros restos de actividad humana en la actual provincia de León pertenecen al Paleolítico Inferior, encontrándose numerosos yacimientos en las zonas llanas de la provincia. Se estima que durante el Paleolítico medio, se comenzaron a habitar las zonas más montañosas, debido a la aparición de restos en estos territorios. Aquí habitaba el Homo heidelbergensis, en una sociedad dedicada a la caza y la recolección. Del Paleolítico Superior existen dos importantes yacimientos en la provincia, como la Cueva de la Cantera en Alcedo de Alba y la Cueva de la Uña, en la cabecera del río Esla.

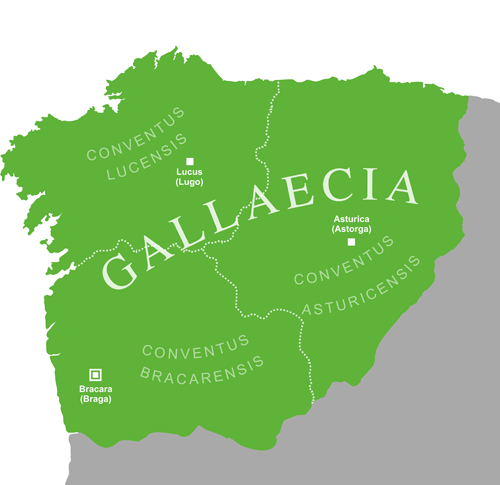
División judicial de la provincia romana de Gallaecia. El actual territorio de la provincia de León pertenecía al convento Asturicense con capital en Astorga

Desde el siglo VI a. C., la zona estuvo habitado por los astures, un pueblo de origen celta que habitaba los actuales territorios de Asturias, León y partes de Zamora y Orense. Este pueblo, junto a los cántabros, fueron los que tuvieron una resistencia mayor a la conquista de Roma, siendo los últimos pueblos hispanos en ser conquistados. Esto se produjo durante las guerras astur-cántabras, entre el 29 y el 19 a. C. Los astures se levantaron en armas en numerosas ocasiones contra los romanos, siendo una de las más desatacadas la rebelión ástur del año 65 d. C. Entre los ríos Bernesga y Torío se asentaron los campamentos de la Legio VI y VIII, en el emplazamiento de la actual ciudad de León, siendo la Legio VIII, la única legión estacionada en la península ibérica hasta el final del imperio romano de occidente. Bajo el dominio romano, la ciudad de Asturica Augusta (actual Astorga) fue capital del convento Asturicense, división judicial perteneciente a la provincia Tarraconense. Posteriormente, el territorio formó parte de la provincia de Gallaecia, creada en el año 298 d. C. por Diocleciano.
Tras el fin del dominio romano, el territorio pasó a formar parte de un reino suevo con capital en Braga, desde el año 409 al 585, cuando León cae bajo dominio visigodo hasta el siglo VIII. Durante este periodo se crea el ducado Asturiense con capital en Astorga, donde se creó una sede episcopal. La invasión musulmana contó con la resistencia cristiana en las montañas de los Picos de Europa. El Reino de los ástures o de Asturias, con capital en Oviedo, comenzó a expandirse hacia el sur aprovechando la debilidad de Al-Ándalus, llegando a León sobre el 866 bajo el mandado de Ordoño I. En el siglo X, García I traslada la corte desde Oviedo hasta León, convirtiéndose entonces en capital del reino de León hasta el año 1230. Este reino llegó a conquistar territorios al sur del Duero, aunque también se vio atacado por Al-Ándalus, que llegó a destruir la ciudad de León en alguna ocasión, de la mano de Almanzor.

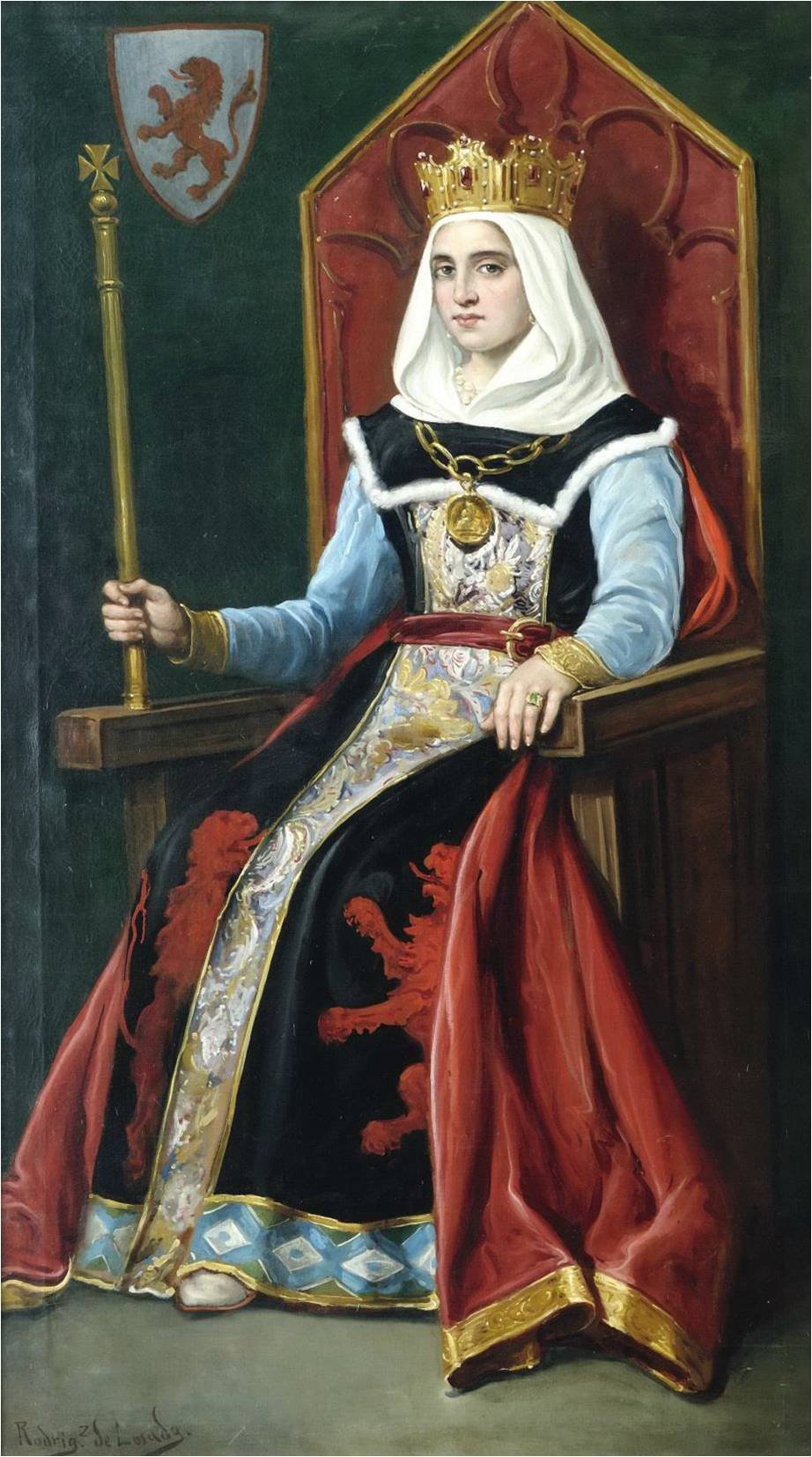
Cuadro de Urraca I de León en el ayuntamiento de la ciudad

En el año 1017, Alfonso V promulga el Fuero de León, una serie de preceptos con el objetivo de repoblar la ciudad de León, siendo consideradas una de las primeras leyes territoriales que se conocen en la España cristiana de la Edad Media, convirtiendo a León en pionero en asuntos legislativos. En el año 1037 se produce la primera unión del Rey de León con el de Castilla, mediante una unión dinástica de Fernando I con su esposa Doña Sancha, siendo el primer rey castellano en reinar en León. Fernando I amplió el territorio del Reino de León con nuevas conquistas en la zona norte de Portugal y al este de Castilla. A su muerte, Fernando I dividió su reino entre sus tres hijos, confiando el Reino de León a su hijo Alfonso. El Rey Sancho II, hermano de Alfonso VI, se hizo con el control de los res reinos en 1072, coronándose Rey de León, aunque Alfonso VI recuperó el trono tras la muerte de Sancho, y amplió el territorio del reino gracias a la debilidad de las taifas árabes, que se enfrentaban entre sí. Tras la conquista de Toledo en 1085 por parte de Alfonso VI, los andalusíes contaron con el apoyo de los almorávides, que obligaron a replegarse al Reino de León. A la muerte de Alfonso VI, el reino pasó a manos de su hija Urraca, siendo un caso inédito en la Europa Medieval.
El hijo de Urraca, Alfonso VII heredó el reino y se nombró emperador en la catedral románica de León en el año 1135, constituyendo la Corona de León que estaba integrada por los Reinos de León y Galicia, Castilla y Toledo y de Portugal, independizándose este último en el año 1139. A su muerte, su hijo Fernando II se quedó con el Reino de León y Galicia, quien tuvo que hacer frente de los ataques almohades por el sur, castellanos por el este y portugueses por el oeste.
Su hijo, Alfonso IX, fue el primer rey en convocar una curia plena en el claustro de San Isidoro en León, siendo la primera vez que acuden representantes del pueblo llano, siendo las primeras cortes de la historia, por lo que la UNESCO ha reconocido a León como lugar "cuna del parlamentarismo".
La llegada al trono de Fernando III supuso la unión definitiva con Castilla y la creación de la Corona del mismo nombre, que estaba integrado por el Reino de León, lo que supuso la pérdida de relevancia de León frente a otros territorios de Castilla.

Territorio adscrito a la ciudad de León en 1590 según las Cortes de Castilla

Aunque perteneciente a la Corona de Castilla, el Reino de León, que tenía como territorio a las actuales provincias de León y a Asturias, siguió administrado de manera independiente, conservando su estatus de reino hasta 1833. En 1720, bajo el reina de Felipe V se crean veinte intendencias, entre las que se encuentra León. El Plan Soler de 1799 realiza una nueva división del territorio de España, por el cual se crean seis provincias marítimas, entre las que está Oviedo, al norte de la cordillera cántabra, que es desgajada de la de León.
La ocupación francesa trajo una nueva división en prefecturas, al estilo de Francia, por la cual, en el territorio de León se crea la prefectura de Esla con capital en Astorga, constituida por tres subprefecturas, la de Astorga, León y Benavente, que nunca llegó a entrar en vigor, debido a la guerra de independencia de España, en la que la Junta del Reino de León se proclamó soberana para luchar contra el ejército francés. Durante la contienda se produce en territorio leonés el sitio de Astorga.
En 1822 se produce una nueva división territorial, que solo duraría un año, dividiendo el territorio entre la provincia de León, en el este, y la del Vierzo (actual comarca de El Bierzo), en el este, con capital en Villafranca del Bierzo.
En 1833 nace la provincia de León, con capital en la ciudad del mismo nombre,uniendo las provincias erigidas en 1822 y dando como resultado los límites provinciales actuales. La provincia es integrada en la Región de León junto a Zamora y Salamanca.

## Símbolos
Escudo
La figura del león apareció por primera vez en las monedas acuñadas en tiempos de Alfonso VII (1126-1157), y su uso se generalizará bajo Fernando II (1157-1188) y Alfonso IX (1188-1230). Este león sería el símbolo más antiguo de Europa Occidental, anterior a los leones ingleses y a las flores de lis francesas, y si bien al principio no se ajustaba a las posteriores normas heráldicas, bajo Alfonso IX aparecen fijadas las armas leonesas, con el león rampante que mira a su derecha. La corona que lleva el león comenzó a verse en monedas y signos de Sancho IV, posiblemente a partir de 1284, y el motivo de su añadido sería el de reforzar el carácter regio de la insignia. Cuando, en el siglo XIX, la Diputación Provincial quiso diferenciar sus emblemas, esta distinción consistió en que el león del emblema provincial fuese coronado y el que usase el Ayuntamiento no, ya que, por lo demás, las representaciones de ambos escudos no muestran diferencias sustanciales.
Uno de los aspectos más característicos de este león es su color, el púrpura; además de por su rareza —apenas existe en la heráldica de otros países y su origen como esmalte heráldico estaría en el propio escudo leonés—, la elección de este color hay que buscarla en la representación de la condición imperial, siendo, quizás, el propio Alfonso VII quien lo eligió. En el siglo XX, a pesar de las especificaciones sobre el color del león en el Real Decreto 2267/1982, de 3 de septiembre, las representaciones oficiales de esta figura adoptaron un tono rosado o fucsia con el objetivo, parece ser, de evitar el tono morado original, quizás por asociarse a la República. En cuanto al esmalte del campo del escudo, el color plata apareció por primera vez en el retrato de Alfonso IX del Tumbo A, y su elección se debería a que ofrecía contraste y armonía con el púrpura del león.
Bandera
En época medieval se citan los estandartes reales con un león rampante, mientras que los estandartes de los ejércitos tendrían la forma de pendoneta, con león pasante. Este sería de color púrpura sobre un fondo de color blanco o plata. Posteriormente, el reino de León es representado en los siglos XVI y XVII por medio de una bandera blanca con león púrpura.
En la Edad Moderna, la única enseña utilizada fue el pendón regio y concejil de la capital leonesa, que era carmesí y llevaba las armas de la ciudad. Se confeccionaba uno nuevo por cada proclamación de un nuevo rey y, por ejemplo, un acta del 18 de febrero de 1789 del Libro de Acuerdos Municipales señala que el pendón de la ciudad era carmesí, con seis pequeños escudos con leones de oro, plata y seda. Con el paso del tiempo, y con algunas variaciones, acabaría representando a toda la provincia. Así, a finales del siglo XIX, la Diputación Provincial usó una bandera con el escudo sobre fondo rojo, y en 1960 adoptó una bandera que usaría de forma habitual durante la década siguiente; inspirada en el pendón carmesí, llevaba el escudo de León en el centro y alrededor los de sus partidos judiciales.
En 1977 se propuso que la bandera provincial fuese púrpura y, aunque consistió en una reinterpretación artificiosa del carmesí, la propuesta fue bien acogida entre medios oficiales y leonesistas. Así, tanto Ayuntamiento como Diputación adoptaron dicha enseña como propia y se generalizó y popularizó de forma exitosa.

## Gobierno y administración
Las provincias son Entidades Administrativas Regionales, inferiores a la comunidad autónoma, determinadas por la agrupación de municipios, con personalidad jurídica propia y plena capacidad para el cumplimiento de la garantía de los principios de solidaridad y equilibrio intermunicipales, en el marco de la política económica y social.
El Gobierno y la administración autónoma de la provincia corresponden a la Diputación Provincial.

### Historia de la Diputación Provincial de León

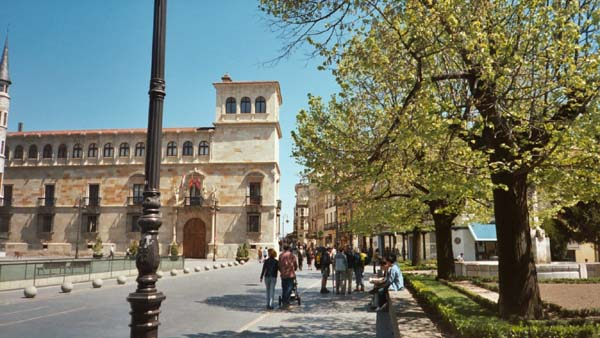
Sede de la Diputación Provincial, en la Calle Ancha de la capital

Hasta la creación de las Diputaciones Provinciales, la administración provincial básicamente era un instrumento fiscalizador, pero mediante el artículo 335 de la Constitución de Cádiz (1812) se dotó a las Diputaciones Provinciales de una serie de prebendas como el reparto de las contribuciones, la vigilancia de las infracciones a la Constitución, el censo y estadística provinciales, el establecimiento de los Ayuntamientos constitucionales, etc. Al frente de ella quedaba un jefe superior, designado por el rey. Este nuevo cargo, que ejercía además como delegado del Gobierno, asumió las competencias de orden público y el poder ejecutivo y servía de enlace entre los Ayuntamientos y la Diputación. Sin embargo, a los catorce meses de existencia, Fernando VII acabó con la obra de las Cortes declarando nula y sin efecto la Constitución.
Durante el sexenio absolutista de Fernando VII (1814-1820), la corriente reformista liberal se paralizó, volviéndose al conservadurismo del antiguo régimen. Tras este período, durante el Trienio Liberal (1820-1823), la cuestión provincialista vuelve a surgir. La Ley para el Gobierno económico-político de las Provincias considera a las Diputaciones como el Ayuntamiento General de la provincia.
En 1919-1920 fue presidente de la Diputación de León Julio Fernández y Fernández y en 1930 lo fue Germán Gullón Núñez, abogado astorgano de ideas liberales y progresistas y padre del crítico literario, jurista y académico Ricardo Gullón. Germán Gullón Núñez formó parte de la Diputación de León que apostaba por la Mancomunidad Castellana, proyecto, que no se llegó a formar administrativamente, de crear una mancomunidad de diputaciones provinciales de Castilla la Vieja, Castilla la Nueva y León con el mayor número de provincias castellanas procurando que se llamase Castilla y León. En ambos gobiernos fue diputado provincial por el distrito de Sahagún el profesor y matemático José del Corral y Herrero.

## Geografía humana

### Organización territorial

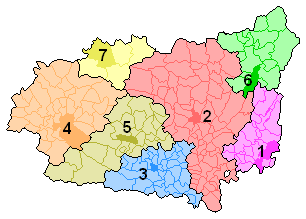
Partidos judiciales de la provincia:
1. Sahagún
2. León
3. La Bañeza
4. Ponferrada
5. Astorga
6. Cistierna
7. Villablino

La organización territorial de la provincia se divide entre las comarcas, los municipios y las entidades locales. A nivel administrativo no existe una comarcalización oficial a excepción de El Bierzo, reconocida en 1991, por lo que existen divisiones agrícolas, sanitarias o turísticas, entre otras. La única división oficial es la judicial, con el reparto de la provincia entre siete partidos: Sahagún, León, La Bañeza, Ponferrada, Astorga, Cistierna y Villablino.
Sin embargo, desde la Edad Media, momento en el que alcanzaron carácter administrativo y jurisdiccional, se tienen noticias de las comarcas tradicionales de León, cuyos orígenes fueron diversos concejos, señoríos y divisiones eclesiásticas. Así, la montaña oriental se articula en multitud de valles con características propias, abiertos por los ríos Esla, Valdellorma, Cea, Grande, Yuso y sus afluentes, y que cuenta con Cistierna como centro económico, comercial y administrativo. En la montaña central, los valles de los ríos Porma, Curueño y Torío y la cabecera del Bernesga dan personalidad comarcal a la zona, en la cual destaca Boñar como centro comercial y económico. Por su parte, las comarcas de la montaña occidental se agrupan en torno a los ríos Bernesga, Luna y Omaña y tienen a La Robla como su núcleo más dinámico; la mayor parte de estas demarcaciones estaban vinculadas a un castillo de importancia, centro de las mismas durante el periodo de consolidación del reino de Asturias.
Las tierras bajas del sureste provincial se reparten entre diversas comarcas definidas por tipos geográficos como riberas, vegas y páramos; al norte predominan las riberas y vegas de los ríos Bernesga, Torío, Curueño, Porma, Esla y Cea, mientras que al sur se extienden los páramos, interrumpidos por oteros y por las vegas del Órbigo, Esla y Cea. Territorios influenciados históricamente por León y Astorga, sus principales núcleos son las antiguas capitales de jurisdicciones y señoríos: Valencia de Don Juan, Santa María del Páramo, Valderas, Sahagún y Mansilla de las Mulas. La región de Astorga, centro principal de toda esta zona, comprende una serie de territorios bien diferenciados entre las sierras de los Montes de León, las vegas del Órbigo y el Tuerto y los valles del Duerna, Eria y Jamuz. Además de Astorga, otros núcleos de importancia son La Bañeza, Benavides de Órbigo, Carrizo de la Ribera y Veguellina de Órbigo.
En cuanto a la zona occidental de la provincia, si bien se ha aplicado al término Bierzo significados muy distintos (dando su denominación a la actual comarca de El Bierzo), su distribución tradicional se reparte por los valles bajos del Sil, el Boeza, el Cúa y el Burbia, los cuales eran una parte importante del antiguo Partido de Ponferrada. Toda la región, constituida por los llanos de la hoya berciana y los valles y riberas de su orla montañosa, fue fruto de numerosos repartos jurisdiccionales y eclesiásticos, y como consecuencia de todo ello deriva un conjunto de territorios bien identificados.
A nivel local, la provincia se divide en 211 municipios, regidos políticamente por un ayuntamiento, en los que se encuentran 1226 entidades de población o EATIMES, el 33 % de las existentes en España. Estas se gobiernan a través de una junta vecinal, que se compone de un Presidente y varios vocales, y se ocupa de la gestión de los bienes comunales. Cuando la población cuenta con menos 250 habitantes, puede gestionarse mediante concejo abierto, compuesto por un alcalde y la asamblea de todos los vecinos.
Estas instituciones, por debajo del nivel municipal, son herederas directas de los concejos medievales, que surgieron en los territorios del norte de la Península, entre ellos el reino de León. Estos concejos consistían en la reunión de todos los vecinos para gestionar las tierras y otros bienes comunales (pastos, montes, molinos) así como los trabajos en común, como hacenderas para arreglar caminos y fuentes.

### Demografía
Evolución

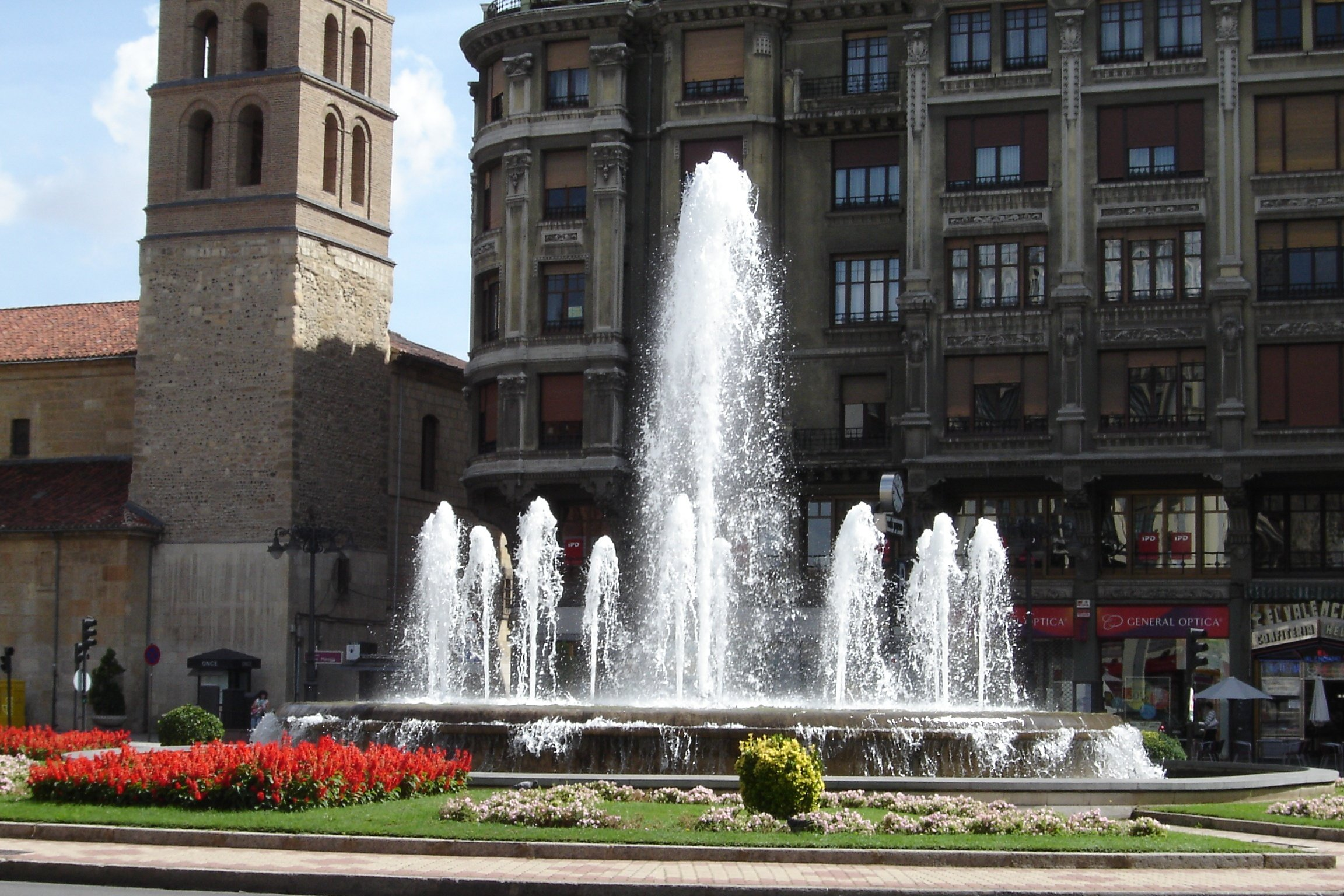
León

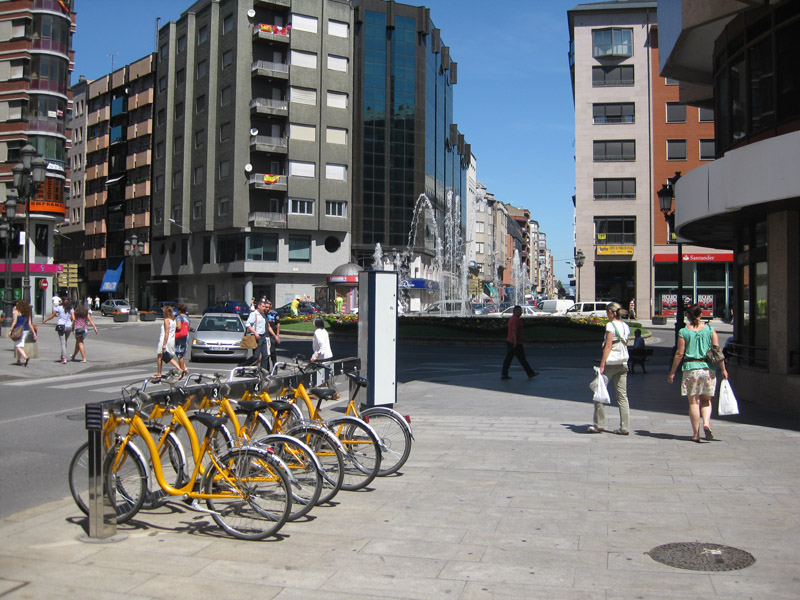
Ponferrada

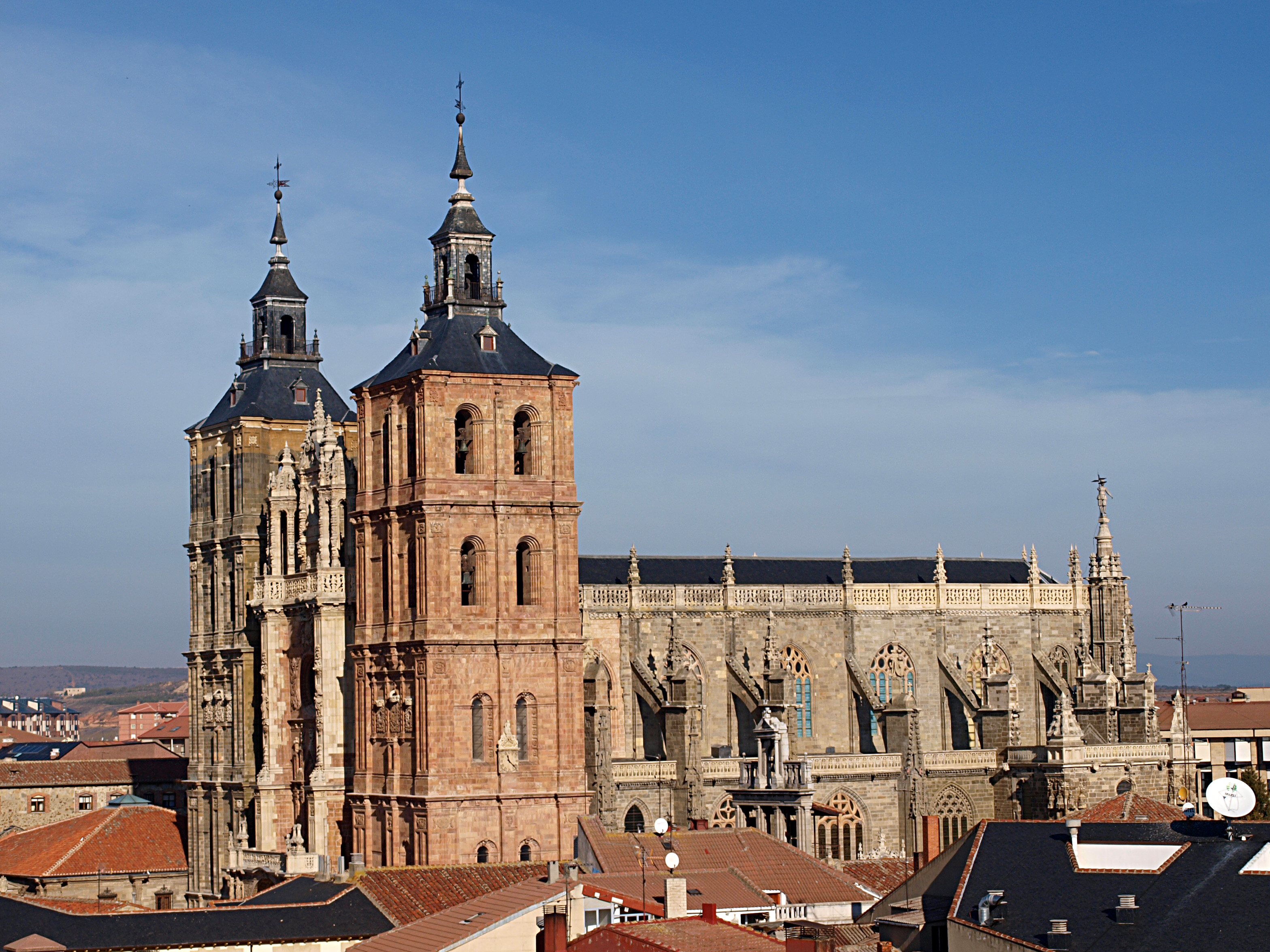
Astorga

El primer censo oficial de 1857 reveló que residían en la provincia un total de 348 756 personas, en 81 212 hogares, estando el grueso de la población en las zonas rurales, siendo los únicos núcleos urbanos que sobresalían León, con 10 040 habitantes, Astorga, con 4804 habitantes y Villafranca del Bierzo, con 4547 habitantes. En Ponferrada, hoy segunda ciudad de la provincia, residían 3565 habitantes, cifra muy similar a la de Valderas, con 3544 y La Bañeza, con 3106.
El crecimiento demográfico durante la segunda mitad del siglo XIX lo lastró la gran mortalidad, a duras penas compensada por la natalidad, produciéndose el mayor incremento en la zonas rurales. Así, en 1900, prácticamente en el siglo XX, la provincia contaba con 386 083 personas que residían en 103 052 viviendas; la capital contaba entonces con 15 580, y Ponferrada ya había empezado a convertirse en el núcleo urbano de referencia de la comarca berciana al contar con 7188 habitantes, adelantando a Astorga, con 5573 habitantes, como segundo núcleo de la provincia, posición que ya nunca abandonará.
Durante toda la primera mitad del siglo XX, siguiendo la dinámica del resto del país, la mortalidad descendió rápidamente mientras la natalidad lo hacía a un ritmo muy inferior; provocando un gran crecimiento vegetativo, que al coincidir en el tiempo con el período autárquico a finales del período, que impulsó el desarrollo de la minería del carbón y del hierro, provocó un gran crecimiento demográfico. El desarrollo urbano en este período no obstante fue escaso, alcanzando la capital los 59 549 habitantes en 1950, Ponferrada 23 773 y Astorga 9916, por último, San Andrés del Rabanedo ya comenzaba un tímido desarrollo urbano por el desbordamiento hacia el oeste de la capital, alcanzando los 6045 habitantes. En el global, la provincia alcanzó los 544 779 habitantes, que residían en 140 007 hogares.
En la siguiente mitad del siglo XX, la provincia alcanzó su máximo histórico, con 584 594 personas habitando 143 040 viviendas en 1960, comenzando a declinar a partir de entonces, a consecuencia del éxodo rural y la debilidad industrial de la provincia, que basaba su economía en la minería y la agricultura. Así, casi a finales de siglo, en 1991, la provincia contaba ya con 520 433 habitantes que residían en 170 407 hogares, lo que hace notar que en cada vivienda compartían techo menos personas que con respecto a 1960. A pesar del despoblamiento de la provincia, sus núcleos urbanos se refuerzan, alcanzando la capital en dicho año los 147 625 habitantes, el máximo histórico registrado en el municipio, Ponferrada, 59 702, San Andrés del Rabanedo, ya consolidado como tercer municipio de la provincia al verse beneficiado por el desbordamiento de la capital, alcanza los 21 643; Astorga los 13 802.
Durante el resto del siglo XX y tras el cambio de siglo, la población continuó bajando hasta un mínimo de 492 720 habitantes en el año 2004, a partir del cual, la llegada de inmigrantes extranjeros revierte la tendencia y permite recuperar en 2008 el medio millón de habitantes, con 500 200; una cifra que no obstante volvería a perder al finalizar la década, en 2010, con 499 284 habitantes. Desde entonces se sigue manteniendo el desarrollo urbano frente al despoblamiento rural, alcanzando el área urbana de la capital leonesa los 199 281 habitantes y Ponferrada los 63 747, representando ambos más del 50 % de la población provincial. Durante este período de decadencia demográfica, se ha producido de forma paralela un envejecimiento progresivo de la población, con un 33,15 % por encima de los 60 años.
Los datos de la pirámide de población de 2021 se pueden resumir así:
- La población menor de 20 años es el 14,31 % del total.
- La comprendida entre 20-40 años es el 19,02 %.
- La comprendida entre 40-60 años es el 31,08 %.
- La mayor de 60 años es el 33,15 %.

| Gráfica de evolución demográfica de la provincia de León entre 1900 y 2021                                                                                |
| |
| Población de derecho (1900-1991) o población residente (2001) según los censos de población del INE. Población según el padrón municipal de 2017 del INE. |

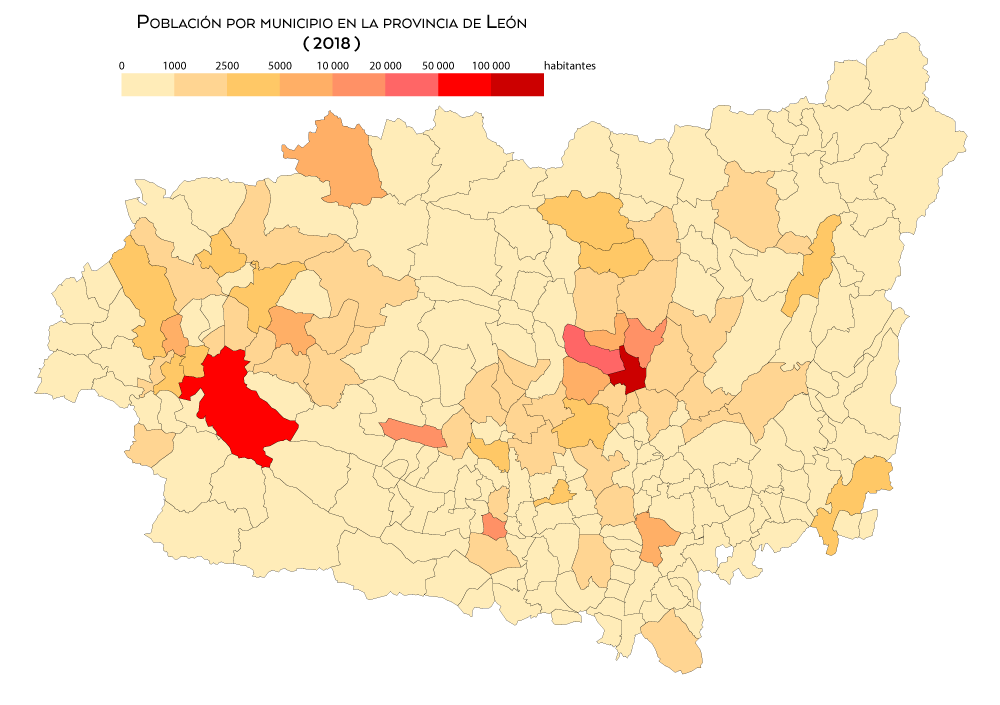
Población por municipio (2018)
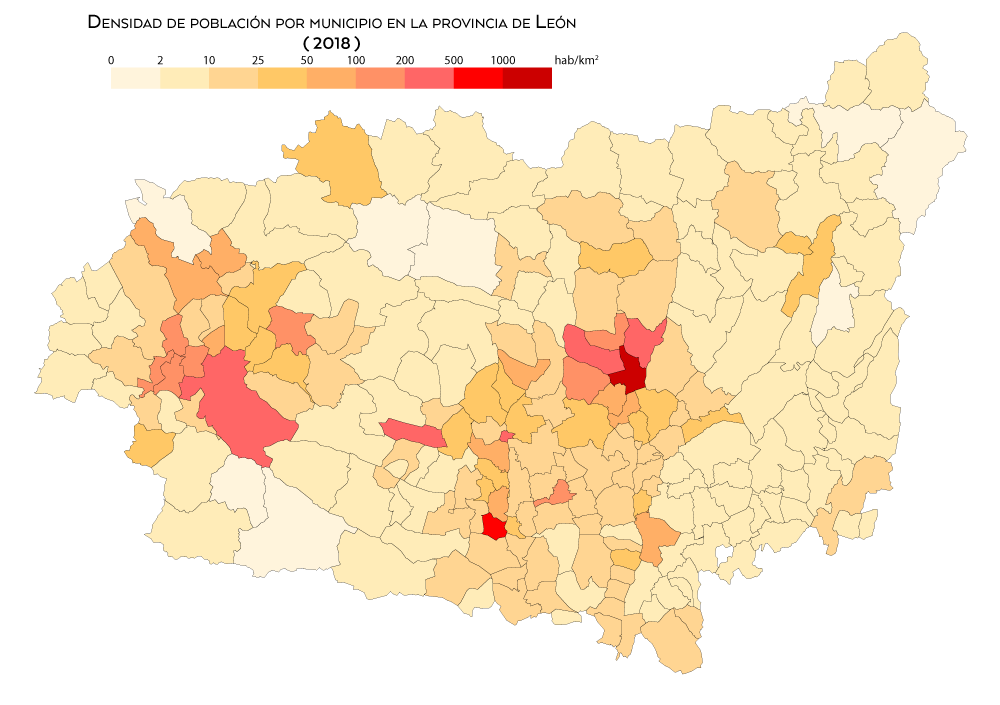
Densidad de población (2018)
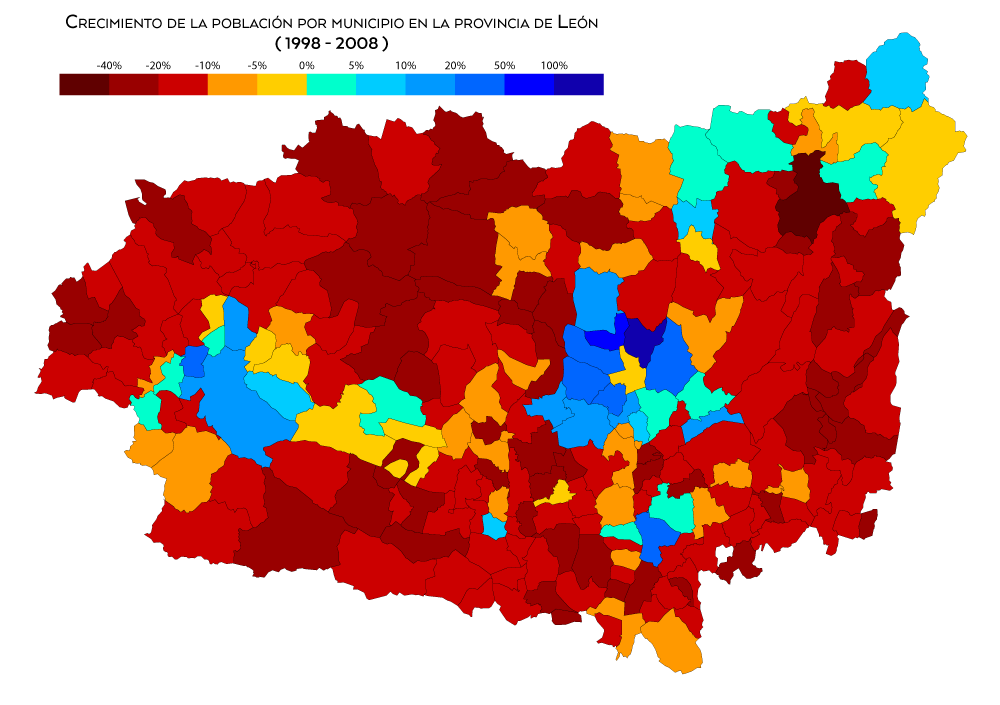
Crecimiento de la población entre 1998 y 2008
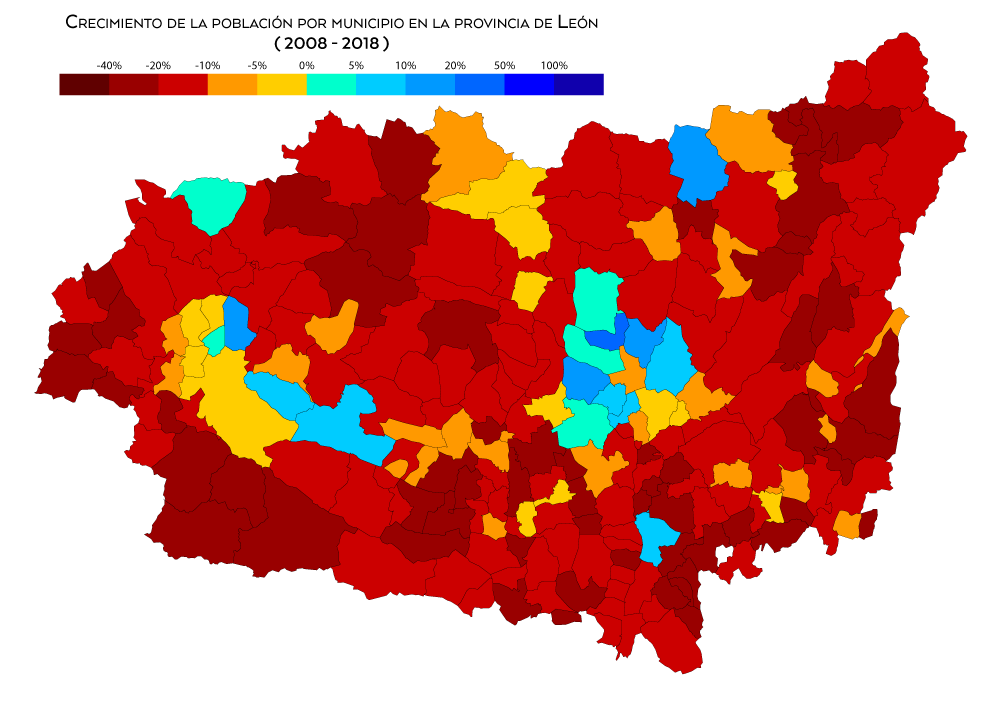
Crecimiento de la población entre 2008 y 2018

Distribución

Densidad de población (INE 2009)

La provincia de León tiene una superficie de 15,581 km² y una población de 447 802 personas, resultando una densidad de 28,74 hab/km², mayor que la densidad de la comunidad autónoma de 25,38 hab/km² pero muy inferior a los 96,1 hab/km² de España. La provincia se sitúa como la segunda más poblada de Castilla y León, tras perder la primera posición debido al escaso dinamismo demográfico de la provincia. En el conjunto nacional, la provincia se encuentra en el puesto 33.
La distribución de la población leonesa no es uniforme, distinguiéndose dos áreas especialmente pobladas que son a su vez las más dinámicas demográfica y económicamente: las áreas de León y de Ponferrada, que aglutinan conjuntamente más del 50 % de la población provincial, un porcentaje que tiende a aumentarse por el mayor dinamismo de estas áreas frente al resto de la provincia. Tras estas dos áreas podemos destacar las ciudades de Astorga y La Bañeza y la Ribera del Órbigo, más poblada en el pasado. En el lado opuesto, las áreas menos pobladas son las comarcas de la Tierra de Sahagún, La Cabrera y la Montaña Oriental, con densidades de población por debajo de los 10 hab/km².
Movimientos migratorios
Reseña histórica

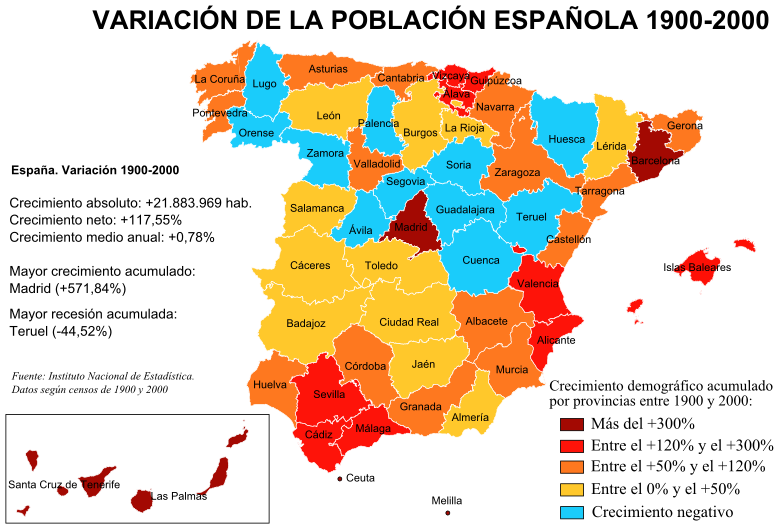
Variación de la población española entre 1900 y 2000

A finales del siglo XIX, principios del siglo XX, el desarrollo de la minería creará una gran afluencia de población hacia los principales polos extractivos; las cuencas de Laciana, El Bierzo, La Magdalena, Ciñera, Sabero, San Emiliano y Valderrueda, extendiéndose esta última más allá de la provincia de León, hacia la cuenca minera palentina. Los valles mineros, poco poblados y dependientes de una rudimentaria economía agraria de subsistencia registraron un importante crecimiento demográfico.
En los años sesenta, la provincia perdió gran parte de sus efectivos demográficos debido al éxodo rural, emigrando gran parte de la población hacia otras zonas más dinámicas; Madrid y Barcelona sobre todo, pero también el País Vasco, Asturias y el extranjero. Debido a este fenómeno demográfico, la población provincial pasó de 584 594 en 1960 a 517 368 en 1981, produciéndose al mismo tiempo un proceso de concentración de los leoneses en la capital y Ponferrada, que pasan de 73 483 a 131 134 personas y de 37 053 a 52 499 respectivamente en el mismo período. La crisis minera en los años ochenta se suma a la emigración causada por el éxodo rural, causando una decadencia demográfica en las cuencas mineras que aún hoy continua.
Por último, el último movimiento migratorio destacable en la provincia, se produce en el inicio de los años noventa con la afluencia de extranjeros hacia la provincia, coincidiendo con el auge de la construcción. El incremento del número de extranjeros logra invertir la decadencia que la provincia mantenía, salvo en pequeños períodos, desde los años sesenta, con un mínimo en el año 2004, cuando 492 720 personas habitan la provincia. El proceso de concentración en torno a los núcleos urbanos se mantiene, reforzando el papel de las áreas de León y Ponferrada; San Andrés del Rabanedo y especialmente, Villaquilambre multiplican su población debido al escaso suelo disponible en el municipio de León.
Principales localidades
Situación actual
En 2023, la población leonesa se encontraba compuesta por 410 106 personas nacidas en España y por 38 467 personas nacidas en el extranjero. En cuanto a la nacionalidad había 425 175 españoles y 23 398 extranjeros. Entre los principales colectivos inmigrantes destacan los 3843 marroquíes, los 2904 colombianos y los 2082 portugueses. Tras ellos también destacan los 1808 rumanos, los 1635 búlgaros y los 1300 venezolanos. Por continentes, destacan los 8711 americanos, de los que 6491 son de América del Sur, seguidos de los 8333 europeos, y 4872 africanos.
En cuanto a la emigración, en 2023, de las 538 443 personas nacidas en la provincia y residentes en España, tan solo 343 759 residían en León, distribuyéndose el resto por toda la geografía nacional, destacando las 47 357 personas residentes en Madrid, los 25 094 residentes en Asturias, los 24 188 residentes en Cataluña, destacando el colectivo de 19 779 leoneses en Barcelona, los 22 761 residentes en otras provincias de Castilla y León, los 17 336 leoneses residentes en el País Vasco y las 14 793 personas residentes en Galicia.

### Economía

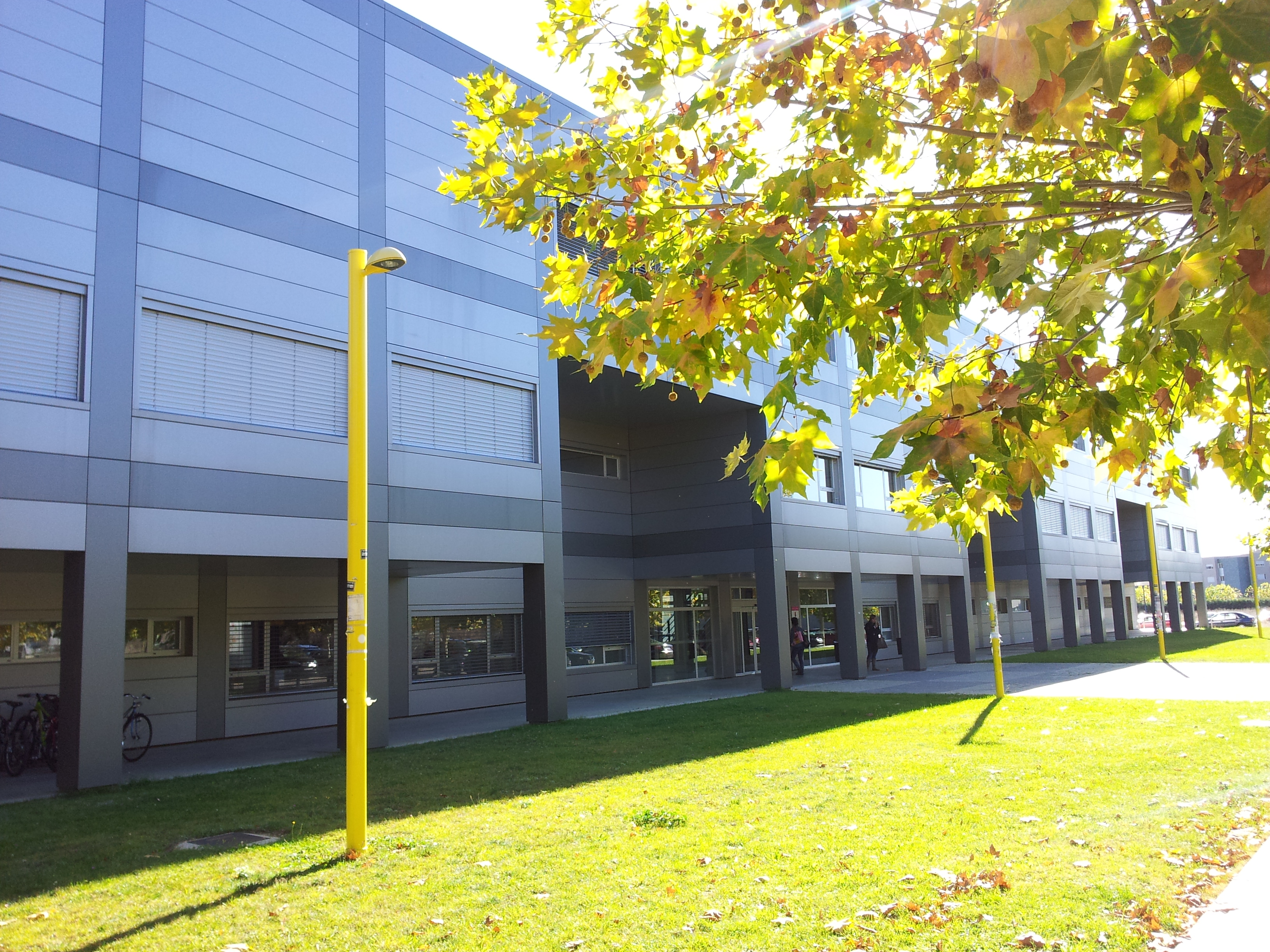
Sede del supercomputador Caléndula, en la Universidad de León

### Transportes y comunicaciones

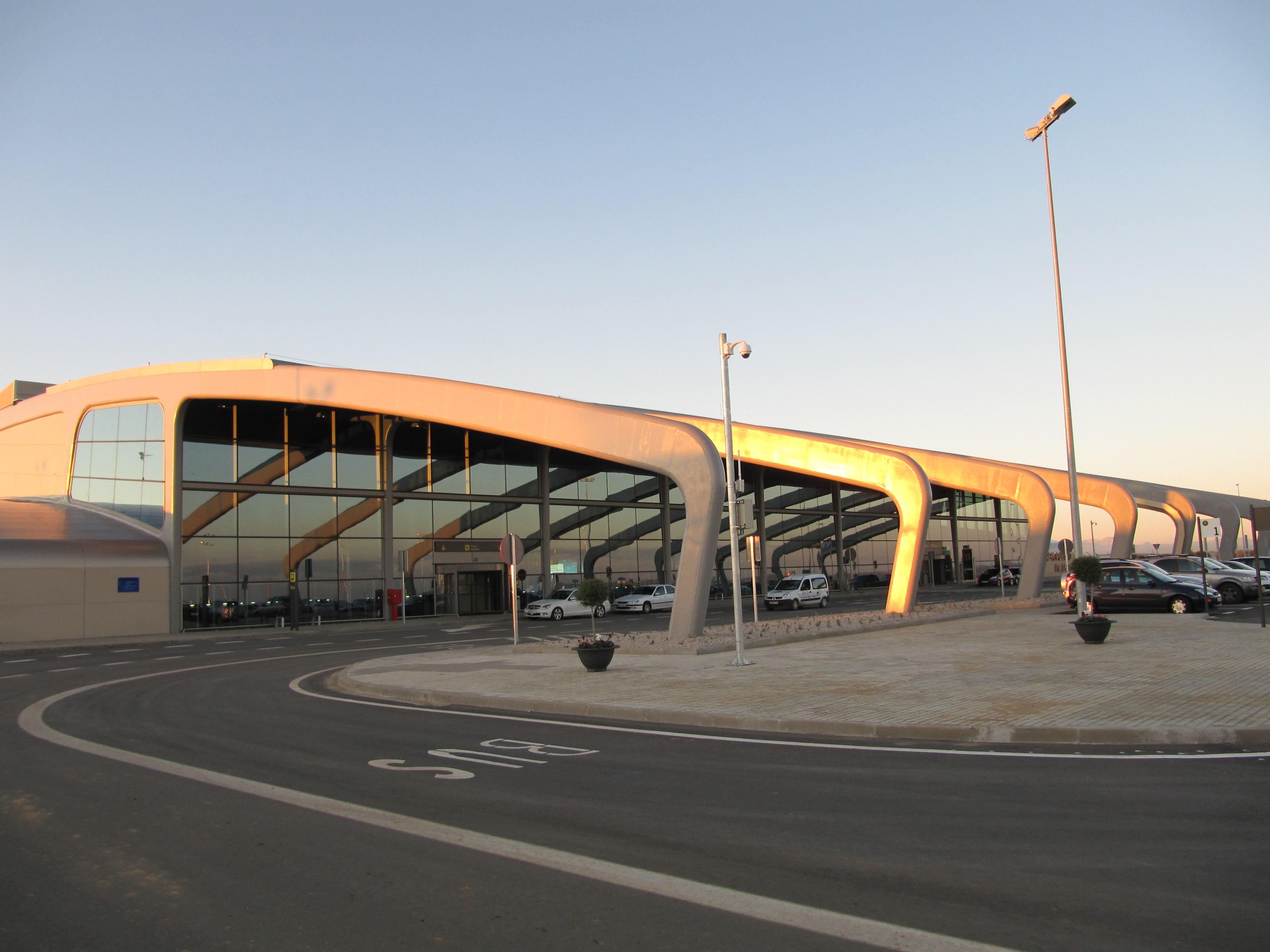
El Aeropuerto de León, inaugurado en 1999, mantiene vuelos nacionales

Debido a su situación, la provincia de León es un nodo fundamental para el tráfico procedente o con destino a Galicia y Asturias. De este modo, en la provincia concurren los ejes de la A-66 y la A-6, principales viales de acceso a Asturias y Galicia respectivamente, situándose el cruce de estas dos vías en Benavente, a escasos diez kilómetros del límite provincial. La red ferroviaria sigue este patrón y León es la principal puerta de entrada a Asturias y el acceso a Galicia, a través de El Bierzo, es uno de los existentes a esta comunidad autónoma. En lo referente al transporte aéreo, la provincia cuenta con un aeropuerto en la capital.
Red de carreteras

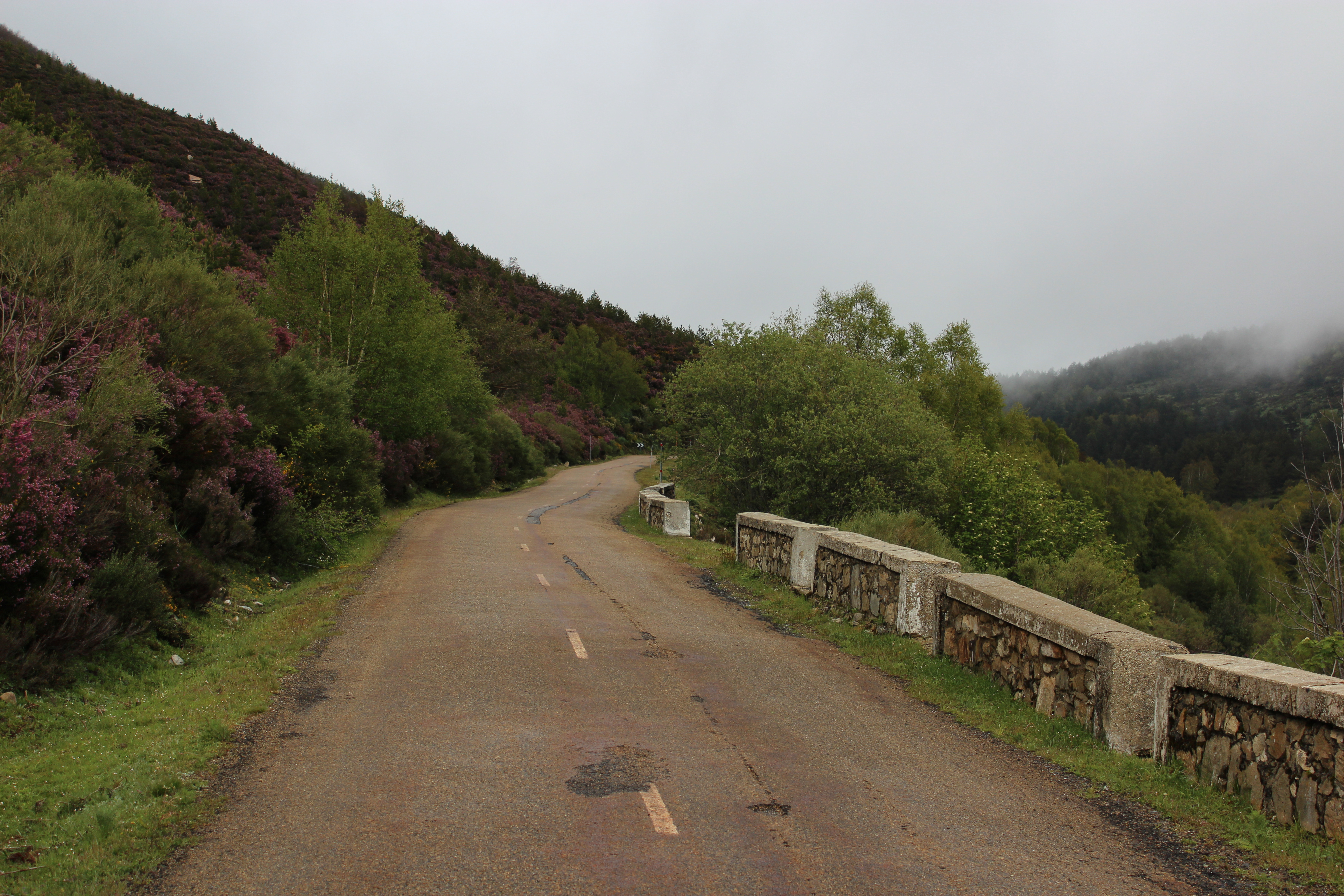
Carretera LE-333 a la altura del pinar de Lillo

La red de carreteras de la provincia se encuentra gestionada por el Estado, la Junta, la Diputación y finalmente por la Confederación Hidrográfica del Miño-Sil, ocupándose esta última de las carreteras que permiten el acceso a canales y embalses para la realización de labores de mantenimiento.
| Identificador | Nombre                                            | Desde/Hasta                                                     | Ciudades importantes de León por donde pasa                                        |
| ------------- | ------------------------------------------------- | --------------------------------------------------------------- | ---------------------------------------------------------------------------------- |
|               | Autovía del Noroeste                              | Madrid-La Coruña                                                | La Bañeza, Astorga, Torre del Bierzo, Bembibre, Ponferrada, Villafranca del Bierzo |
|               | Autovía Ruta de la Plata                          | Gijón-Sevilla                                                   | León, Villamañán                                                                   |
|               | Autopista Ruta de la Plata                        | León-Campomanes                                                 | León, La Robla                                                                     |
|               | Autopista León-Astorga                            | León-Astorga                                                    | León, Astorga                                                                      |
|               | Autovía Camino de Santiago                        | Burgos-León                                                     | León, Sahagún                                                                      |
|               | Autovía de comunicación entre la LE-20 y la LE-30 | León (de LE-20 a LE-30 y N-601)                                 |                                                                                    |
|               | Circunvalación interior de León                   | De N-630 a Trobajo del Camino (N-120)                           |                                                                                    |
|               | Circunvalación exterior de León                   | De Puente Castro (N-601) a Valverde de la Virgen (A-66 y AP-71) |                                                                                    |

| Nombre | Desde/Hasta                       | Ciudades importantes de León por donde pasa                                        |
| ------ | --------------------------------- | ---------------------------------------------------------------------------------- |
| N-6    | Madrid-La Coruña                  | La Bañeza, Astorga, Torre del Bierzo, Bembibre, Ponferrada, Villafranca del Bierzo |
| N-120  | Logroño-Vigo                      | Sahagún, León, Astorga, Ponferrada, Toral de los Vados                             |
| N-536  | Ponferrada-El Barco de Valdeorras | Ponferrada, Carucedo, Puente de Domingo Flórez                                     |
| N-601  | Madrid-León                       | León, Mansilla de las Mulas                                                        |
| N-621  | León-Unquera                      | León, Cistierna, Riaño                                                             |
| N-625  | Mansilla de las Mulas-Arriondas   | Mansilla de las Mulas, Cistierna                                                   |
| N-630  | Gijón-Sevilla                     | La Robla, León, Villamanín                                                         |

Transporte ferroviario

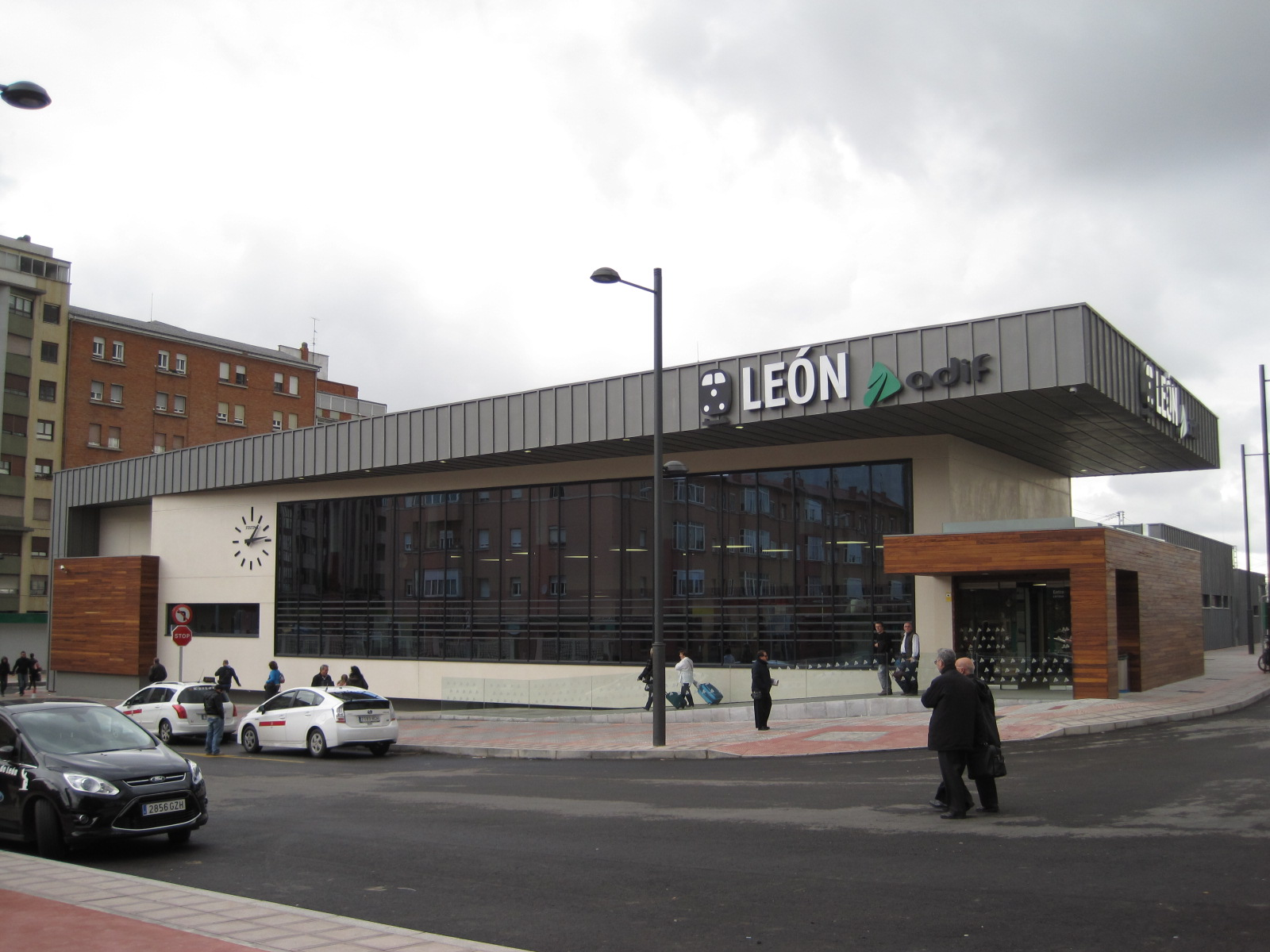
Estación de León

Las líneas de ferrocarril de la provincia se encuentran gestionadas por el Adif, distinguiéndose tres redes de diferente ancho: las redes de ancho ibérico y estándar, operadas por Renfe Operadora, y la red de ancho métrico, operada por Renfe Cercanías AM (división comercial de Renfe Operadora, heredera de los servicios de la extinta FEVE).
Las líneas de ferrocarril gestionadas por Adif y que pasan por la provincia son la Venta de Baños-Gijón y la León-La Coruña, así como la León Clasificación - Torneros del Bernesga, siendo esta última de reciente diferenciación del tronco común de la Venta de Baños-Gijón para la llegada del tren de alta velocidad a la capital. La provincia además es sede del puesto de mando del noroeste, situado en la capital. Cuenta León con una tercera línea, la Ruta de la Plata, cuyo tramo entre Astorga y Plasencia se encuentra cerrado desde 1985.
En cuanto a las líneas de ancho métrico gestionadas por Adif (anteriormente por Feve, hasta 2013), se encuentra el «Ferrocarril de La Robla», inaugurado en 1894, cerrado en 1991 al tráfico de viajeros, restringiendo el tráfico a los trenes de mercancías y reabierto en el 2003, cuando se retoman los servicios de pasajeros entre León y Bilbao.
La línea de alta velocidad Valladolid-Palencia-León entró en servicio en 2015. Actualmente se encuentra en construcción la línea a Asturias. Se encuentra también en estudio informativo la línea de alta velocidad León-Ponferrada-Monforte de Lemos, incluida en el PEIT, pero cuya ejecución futura sin embargo se encuentra en suspenso.

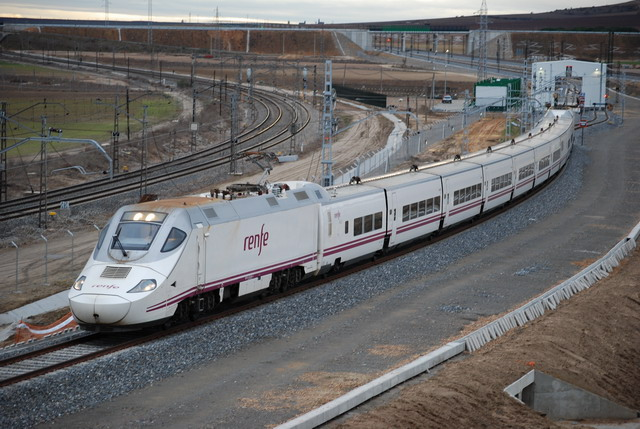
Los servicios Alvia que recorren la provincia son: Barcelona-Vigo/Gijón; Castellón/Alicante-Gijón; Gijón-Madrid y León-Madrid

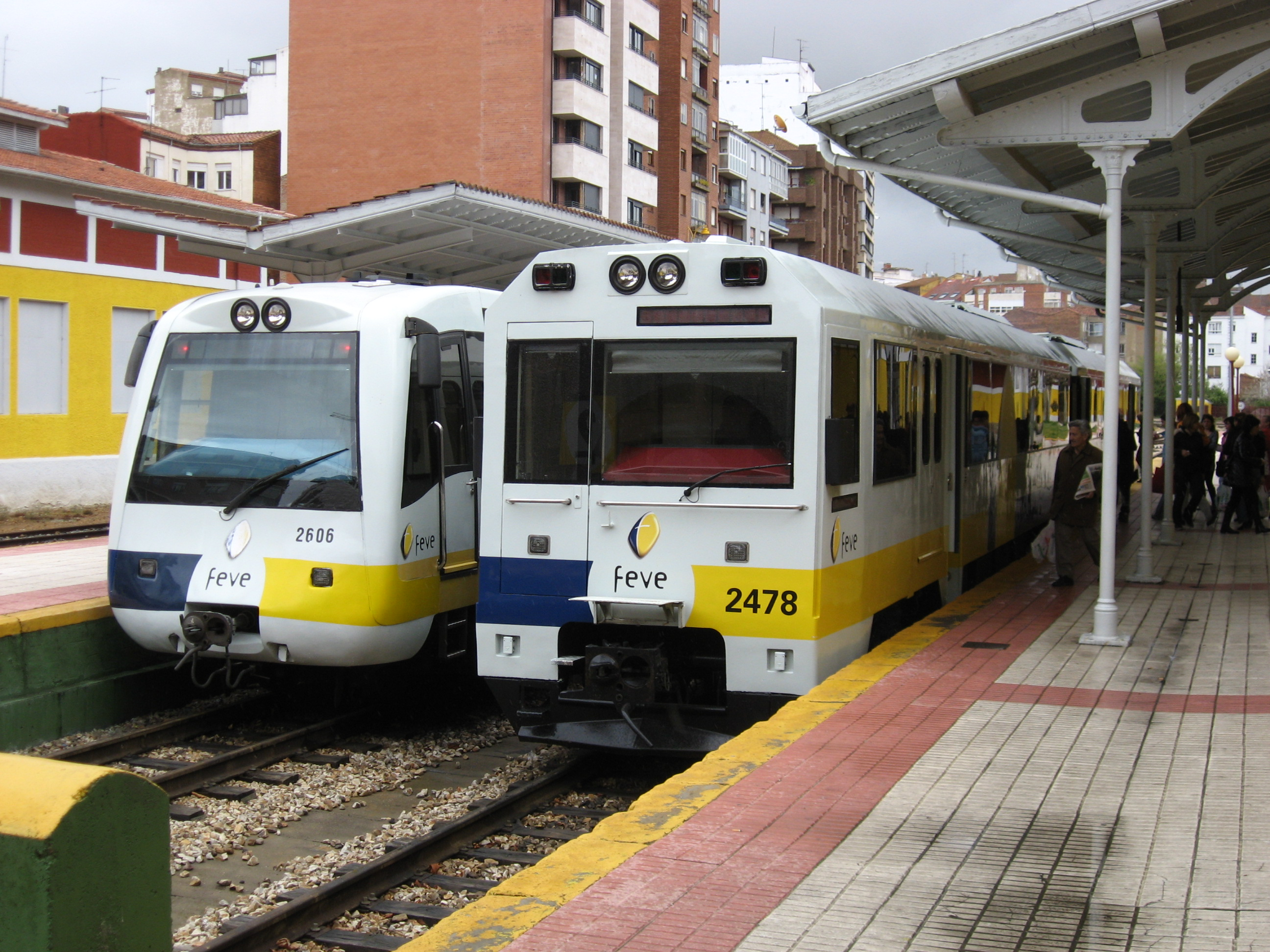
Unidades 2600 y 2500 de Renfe Cercanías AM en la estación de León-Matallana

Las principales estaciones de ferrocarril se ubican en León, Ponferrada, Sahagún y Astorga.
Renfe Operadora ofrece servicios de media y larga distancia. En Media Distancia, gestiona las líneas R4f R23, R29 y R30, con 1, 6, 2 y 1 tren por sentido y día respectivamente. Todas las líneas tienen como origen o destino la capital provincial o Ponferrada y como destino u origen Bilbao, Madrid, Valladolid, Gijón y Monforte de Lemos, siendo operadas por trenes 2700 en el primer caso y S-449 los demás.
En cuanto a Larga Distancia, Renfe Operadora ofrece los siguientes productos: Alvia, Arco y Trenhotel. Los trenes Alvia comenzaron a circular en el trayecto León-Madrid en noviembre del 2007, la apertura en diciembre del mismo año de la línea de alta velocidad hasta Valladolid amplió el servicio a tres trenes diarios, que se convirtieron en cuatro en septiembre del 2008, poco después de la puesta en marcha de una nueva línea entre Barcelona y Vigo, con un tren diario por sentido y cuyo recorrido discurre en parte por la provincia de León. Finalmente, en noviembre del mismo año, el servicio León-Madrid pasó a la actual frecuencia de cinco trenes por sentido distribuidos en tres servicios diferenciados: Alicante-Madrid; Gijón-Madrid y León-Madrid con una, tres y una frecuencias por sentido respectivamente.
El servicio Arco presente en la provincia se concreta en el Arco Camino de Santiago, que realiza los trayectos Bilbao-Vigo e Irún-La Coruña. Respecto a los servicios Trenhotel, la provincia se benefició del primer servicio de estas características puesto en marcha en España: el Trenhotel Galicia, que comunica Barcelona con La Coruña y Vigo, contando actualmente con un segundo, el Trenhotel Asturias, que comunica Asturias con Barcelona.
La construcción de la línea de alta velocidad, cuya inauguración hasta León está prevista para 2012, permitirá a Renfe Operadora ofrecer servicios AVE en la provincia.
Cercanías León
La empresa Renfe mantiene en funcionamiento un servicio de Cercanías entre las localidades de León y Guardo aprovechando la línea de ferrocarril que discurre entre León y Bilbao. Este servicio atraviesa en su recorrido los municipios de León, Villaquilambre y Garrafe de Torío, así como la Montaña. Esta línea también formará parte del futuro tranvía de León.
La línea  recorre la distancia de unos 100 km que separan las dos localidades de los extremos en casi tres horas, y dispone para ello de varios trenes por sentido con diferentes frecuencias en función del destino, que se reducen en fines de semana y festivos. Actualmente circulan por esta cercanía unidades de las series 2600 y 2700. Tras la localidad de San Feliz, el servicio se extiende hasta Cistierna y tras ésta hasta Guardo, aunque con diferente régimen tarifario.
Transporte aéreo
El Aeropuerto de León, que entró en servicio en 1999, está situado en los términos municipales de Valverde de la Virgen y San Andrés del Rabanedo, a seis kilómetros de la capital provincial, aprovechando las instalaciones de la base militar de la Virgen del Camino. Tras varias ampliaciones, el aeropuerto cuenta con una pista de 3000 metros de longitud y un edificio terminal inaugurado en octubre de 2010 con una capacidad de 580 pasajeros por hora.
Mantiene vuelos operados por Air Nostrum con el aeropuerto de Barcelona todo el año, que se refuerzan en temporada estival con enlaces a otros destinos.

## Servicios

### Energía

Localizaciones de las centrales térmicas y de las principales centrales hidroeléctricas

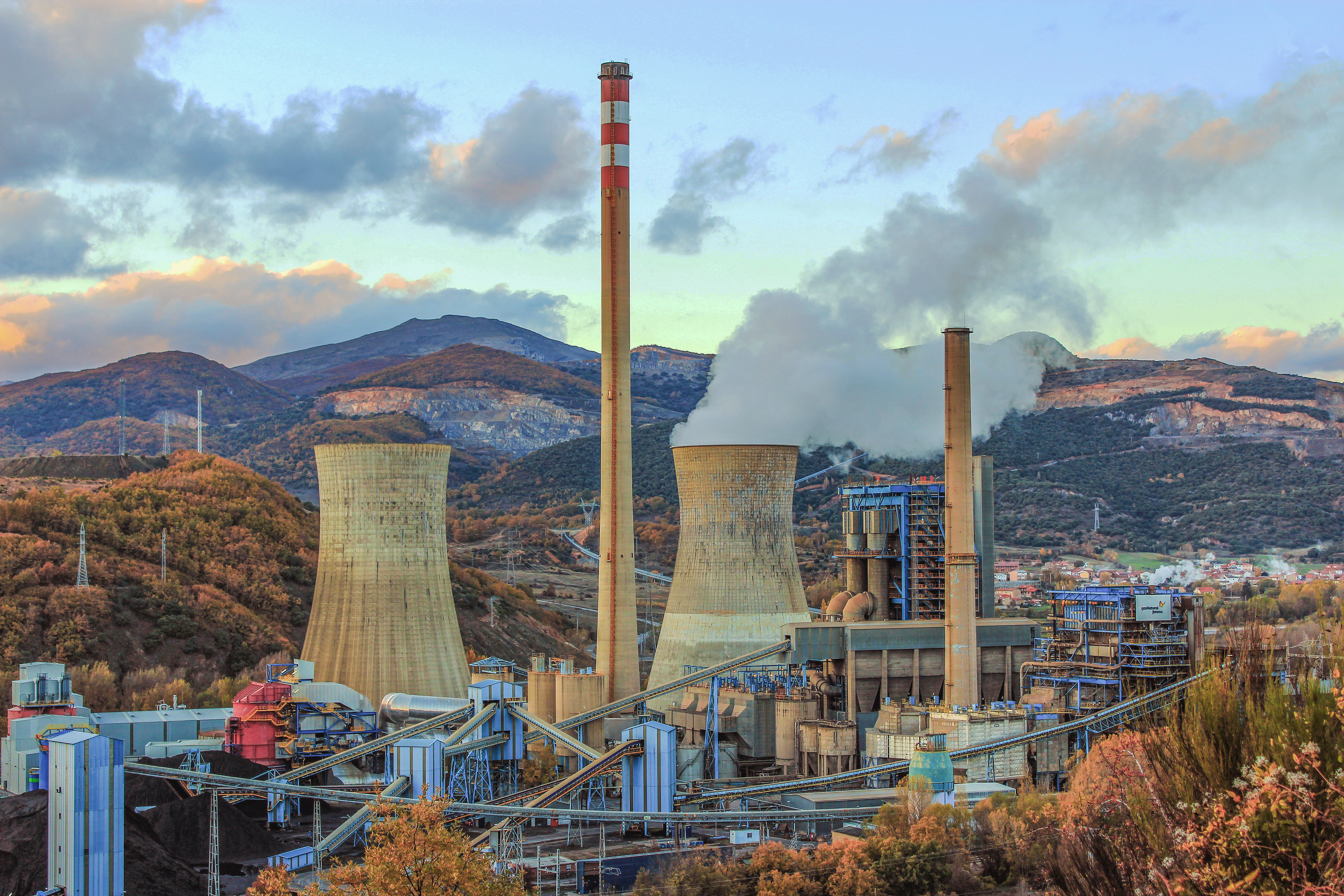
Central térmica de La Robla en la localidad homónima

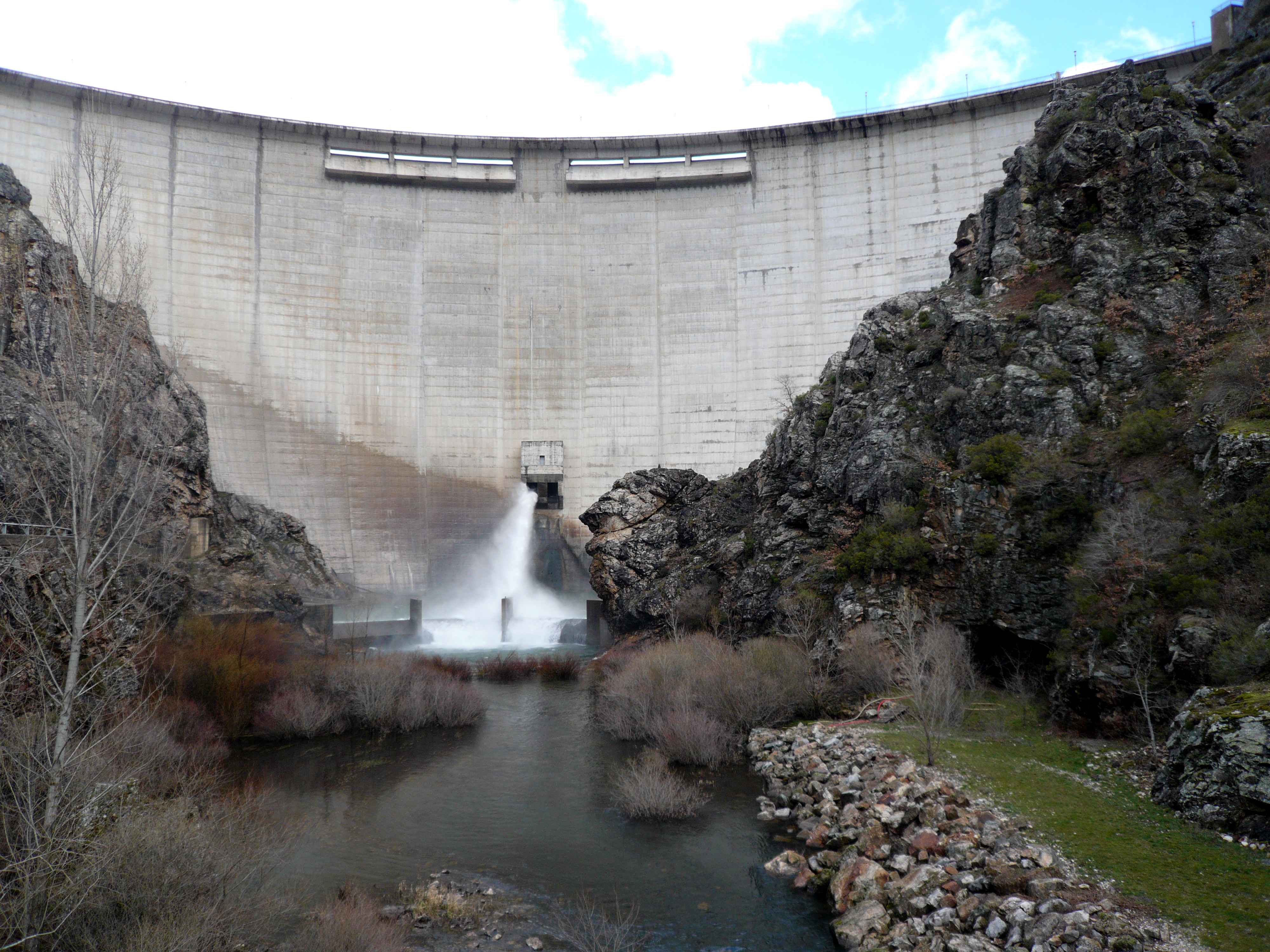
Muro del Embalse de Riaño, que sumergió la localidad homónima

El sector de la energía en León supone aproximadamente el 11 % del PIB provincial, pero su importancia va más allá de su participación en la producción total, puesto que es un sector estratégico del que necesitan todas las ramas de la actividad económica, y ésta es necesaria para cualquier clase de producción de bienes y servicios.
Durante el año 2009, la energía producida en la provincia ascendió a 5 192 550 MWh, tras un brusco descenso respecto al pasado año debido al parón producido en las centrales térmicas leonesas. En cuanto al consumo eléctrico, la provincia consumió menos de lo producido, con 2 303 283 MWh, también con un ligero descenso respecto al pasado año. El consumo de gas natural alcanzó los 2 345 487 MWh equivalentes, mientras que se quemaron 1 054 457 toneladas de carbón nacional y 222 071 de carbón importado. Se consumieron a su vez 72 429 toneladas de gasolina, 586 556 de gasóleo y 18 796 de fuelóleo. El consumo final de energía se situó por debajo de los 1,2 millones de toneladas equivalentes de petróleo.
La mayor parte de la potencia eléctrica instalada en la provincia es de origen térmico, con tres centrales que aprovechan los recursos carboníferos leoneses quemándolos junto a carbón de importación. Las tres centrales, por potencia instalada, son la central térmica de Compostilla, con 1341 MW instalados, seguida por La Robla, con 620 MW instalados y finalmente por la central de Anllares, con 350 MW, en total, 2311 MW instalados de origen térmico.
El aprovechamiento de los recursos hídricos se realiza a través de grandes presas y pequeñas centrales hidroeléctricas que aprovechan el curso de los ríos, entre las que destaca la central de Cornatel, con 132 MW. En cuanto al aprovechamiento de la energía eólica, se encuentran en funcionamiento nueve parques con una potencia instalada de 225,75 MW.

### Educación

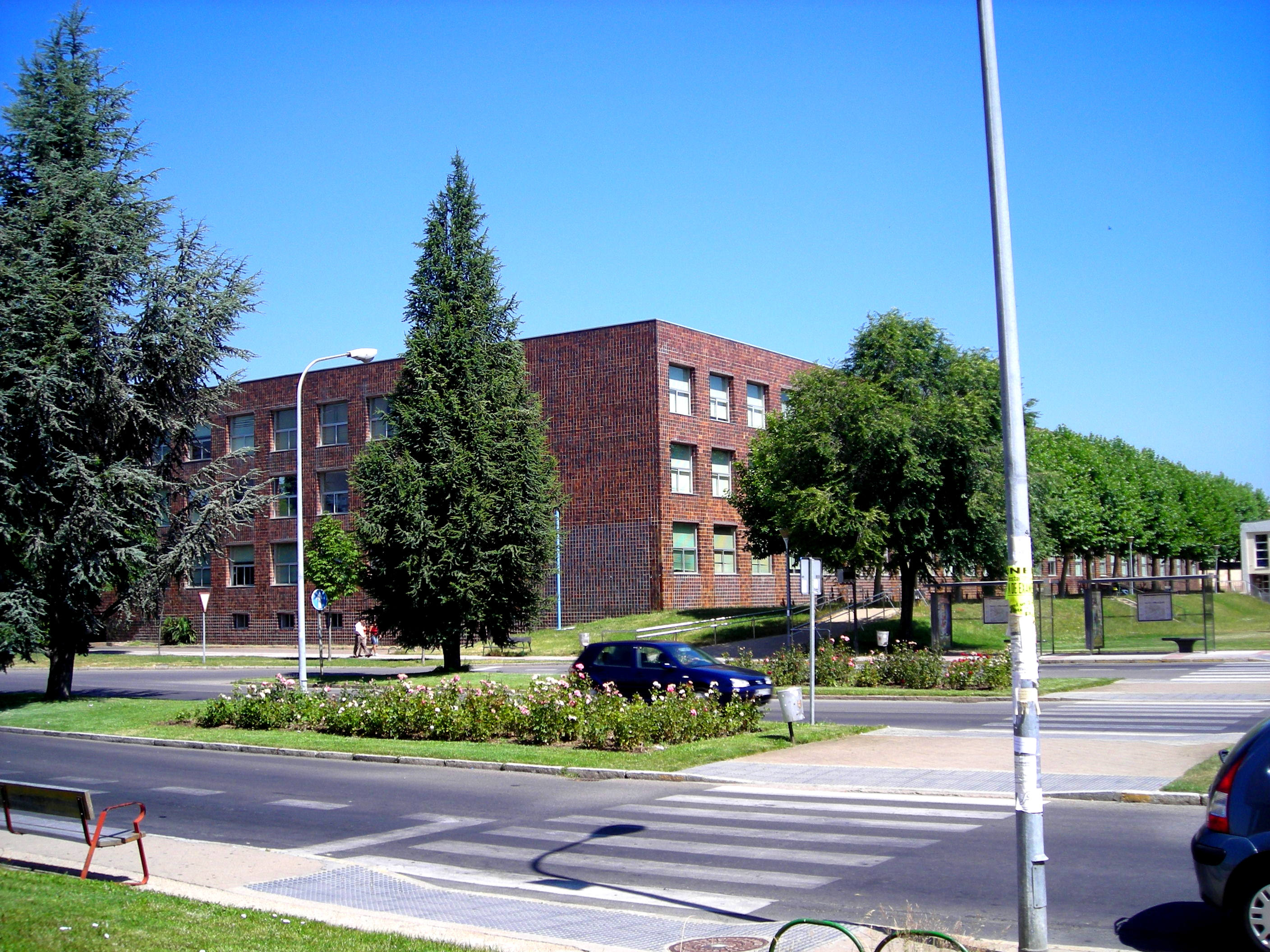
Facultad de Filosofía y Letras de la Universidad de León, una de las dos presentes en la provincia

La formación reglada se imparte en los distintos centros escolares públicos de educación infantil, educación primaria, educación secundaria y formación superior, dependientes de la Consejería de Educación de la Junta de Castilla y León, y en las distintas escuelas privadas religiosas. Estas suman un total de cuarenta colegios, siendo los centros públicos, por su parte, ciento treinta y cinco entre escuelas de educación infantil y centros de educación primaria, y cuarenta y uno los institutos de educación secundaria y formación superior entre los que se encuentran dos centros de capacitación agraria. Por otra parte, hay diecinueve centros de educación de personas adultas y tres centros de educación especial. En cuanto a las enseñanzas de régimen especial, la provincia cuenta con tres escuelas de idiomas, cinco conservatorios de música y una Escuela de Arte y Superior de Conservación y Restauración de Bienes Culturales.
En lo referente a enseñanzas universitarias, en la provincia están presentes dos universidades: la Universidad de León y la UNED. La primera fue fundada en 1979, desgajándola de la Universidad de Oviedo, a partir de las diversas escuelas y facultades que, dependientes de aquella, existían en la ciudad de León, y sobre unos terrenos llamados Vegazana. La universidad cuenta con dos campus, el ya citado de Vegazana en León, situado en la parte noreste de la ciudad, y el de Ponferrada. Cuenta con ocho facultades (entre las que sobresale la de Veterinaria, creada en 1852) y siete escuelas (tres de ellas adscritas), imparte más de 50 titulaciones, y posee 26 departamentos, siete institutos universitarios, cuatro centros tecnológicos y un centro de idiomas. En el curso 2006-07 contaba con 13 217 alumnos. En cuanto a la UNED, cuenta con un centro asociado en Ponferrada, creado en 1981, en el que se ofertan 28 titulaciones.

### Salud
El sistema sanitario en la provincia incluye ocho hospitales (con una capacidad de 1979 plazas), 39 centros de salud y 729 consultorios locales. A nivel público, de cuya gestión se encarga el Sacyl, la provincia se divide en dos áreas de salud: El Bierzo, dividido a su vez en 11 zonas básicas de salud, y entre cuyos recursos se encuentran once centros de salud y el hospital El Bierzo, con 450 camas, y el resto de León, dividido en 28 zonas básicas, y que cuenta con 25 centros de salud y el Hospital de León, con 795 camas. Además, existen tres centros de especialidades, dos en León y uno en Villablino y el centro de salud mental San Antonio Abad en León.
A nivel privado, la provincia dispone de otros seis centros hospitalarios: en Ponferrada están el Hospital de la Reina, con 88 camas, y la Clínica Ponferrada, con 45 camas, en San Andrés del Rabanedo el Hospital San Juan de Dios, con 231 camas, en Villablino el Hospital Valle de Laciana, con 20 camas y en León la Clínica San Francisco, con 104 camas y considerada como una de las cuatro mejores clínicas privadas de la comunidad autónoma, y la Obra Hospitalaria Nuestra Señora de Regla, perteneciente al obispado de León, con 110 camas. Además, hay nueve centros móviles de asistencia sanitaria, 16 centros polivalentes, 117 consultas médicas y 317 farmacias. Por último, Cruz Roja Española dispone de una red de 16 asambleas locales por toda la provincia a través de las cuales lleva a cabo sus distintos programas sociales.

## Cultura

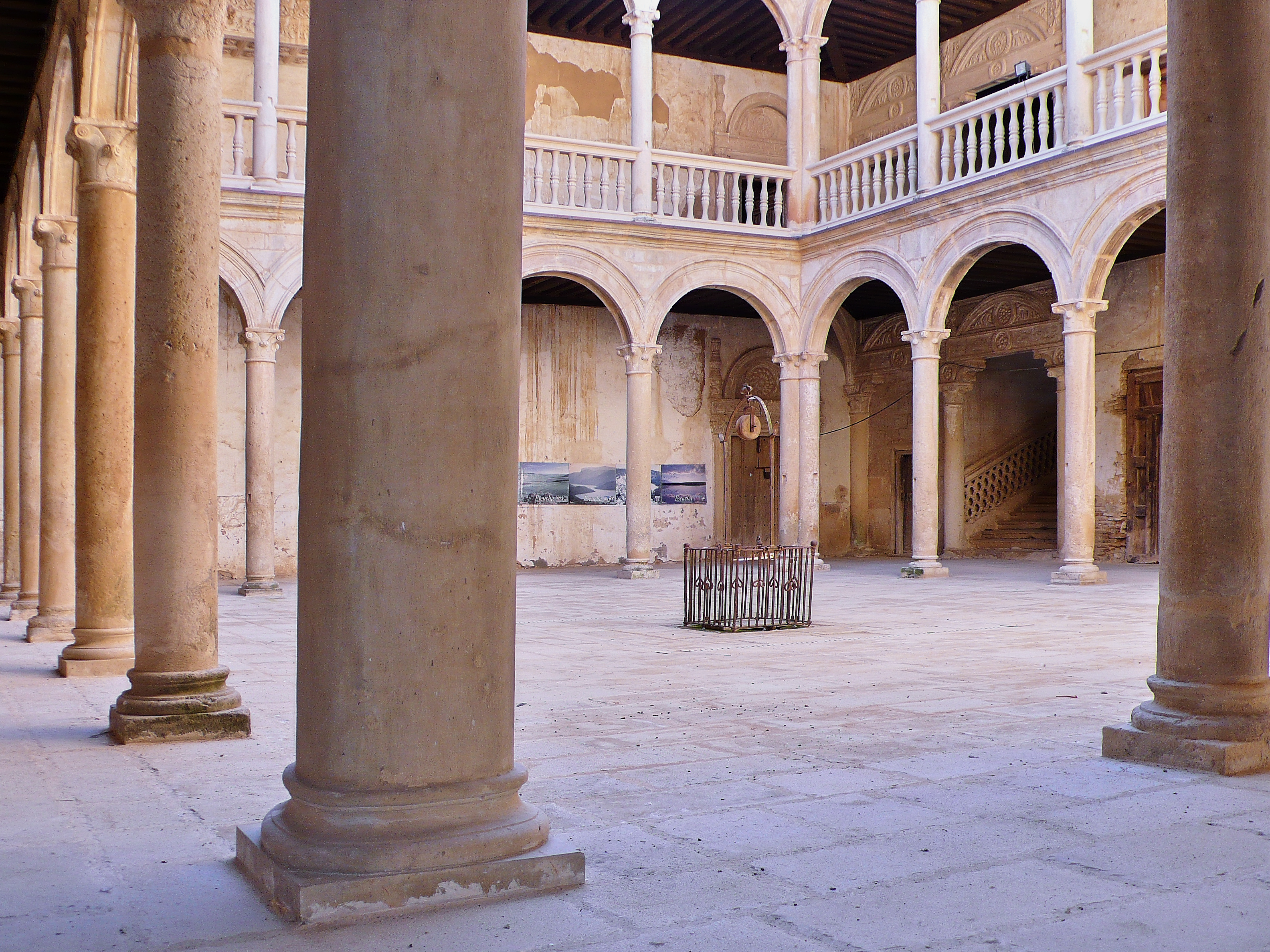
Palacio renacentista de la localidad de Grajal de Campos

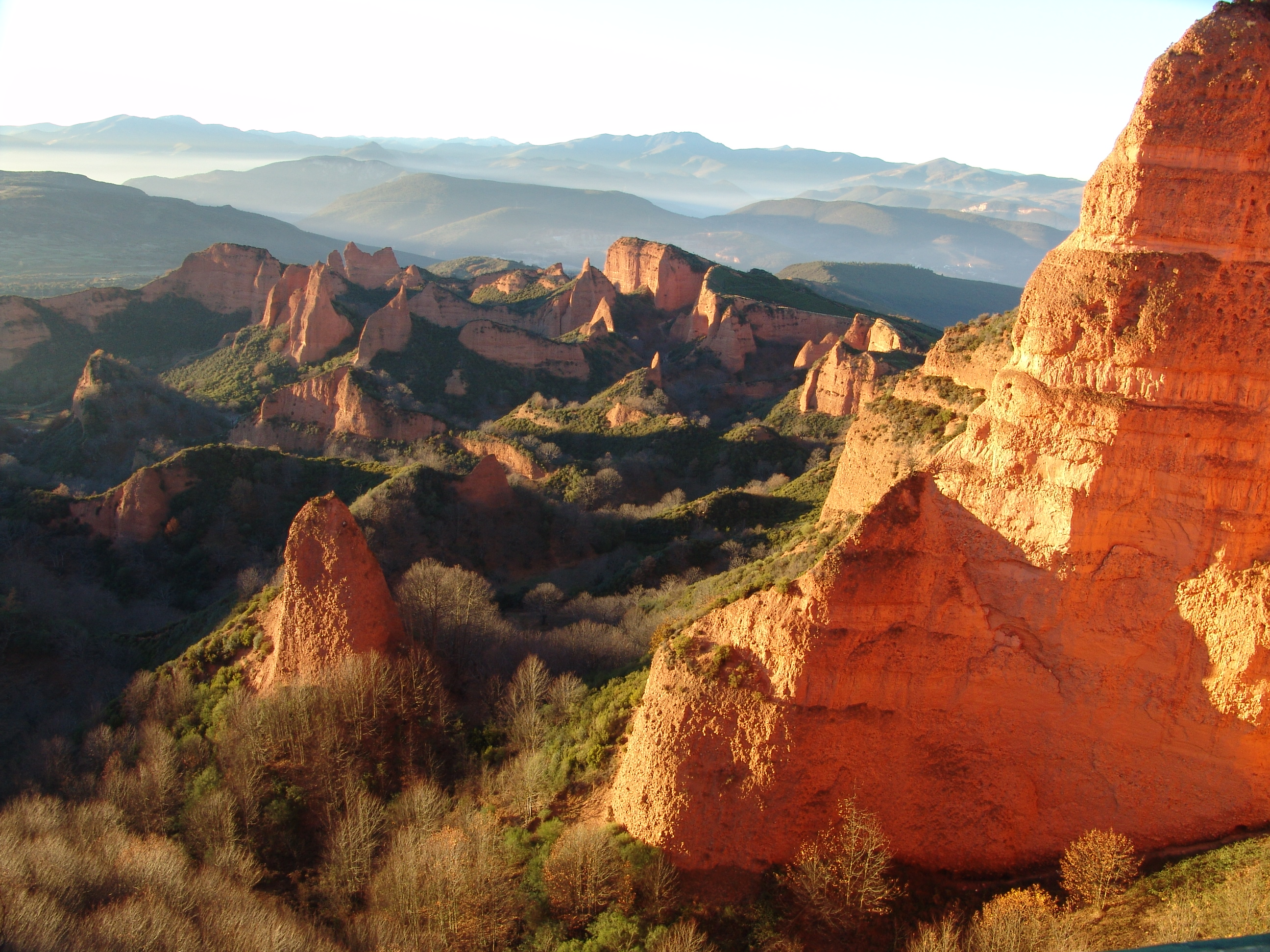
Vista panorámica de las minas romanas de Las Médulas

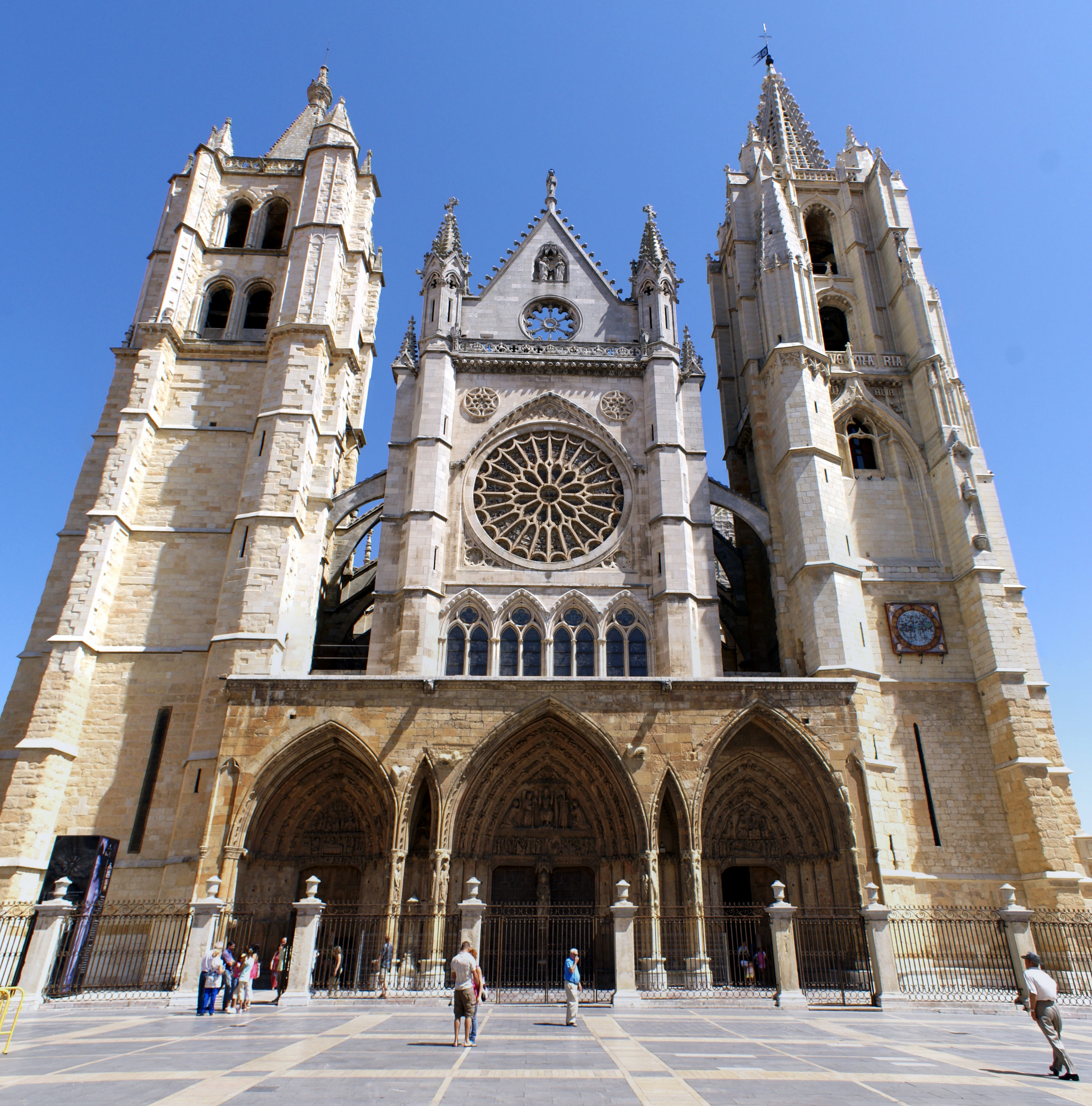
Fachada de la catedral de León

### Patrimonio artístico
El arte en la provincia de León abarca todas las manifestaciones artísticas realizadas desde la Edad del Bronce (hace 4000 años), momento al que pertenecen los petroglifos hallados en 2008 en Maragatería, hasta la actualidad. De época prerromana son varios los yacimientos o castros localizados, destacando, entre otros, los de Chano y Bergidum. Con la conquista romana el territorio se romanizó, siendo visible tanto en los restos de ciudades como Lancia, Asturica Augusta o Legio, como en las obras públicas de Las Médulas (declarado Patrimonio de la Humanidad) o los canales de La Cabrera. Con la crisis del Imperio, el poblamiento se ruraliza, contando en la provincia con los ejemplos de Navatejera y Los Villares, a la vez que el cristianismo ofrece sus primeras muestras en la iglesia de Marialba de la Ribera, del siglo IV. A mediados del medievo, en el siglo X, el arte mozárabe dejará huella en ejemplos como los de Santiago de Peñalba, San Miguel de Escalada y Santo Tomás de las Ollas. Por su parte, el mudéjar tiene especial protagonismo en Sahagún, donde se levantan la iglesia de San Lorenzo, la iglesia de San Tirso y el Santuario de la Peregrina.
Desde el primer tercio del siglo XI, las formas arquitectónicas del románico penetraron a través del Camino de Santiago, que recorre la provincia de este a oeste, contando con diversos ejemplos de arquitectura religiosa. Así está la Basílica de San Isidoro de León, en la cual se encuentra el Panteón de reyes, considerado una de las cumbres del románico español, la iglesia de San Salvador en Destriana, la iglesia de Santiago en Villafranca del Bierzo, la iglesia de San Miguel en Corullón o la Colegiata de Santa María de Arbas, en uno de los ramales de la ruta jacobea. Asimismo, la corona potenció, a través de distintas órdenes, la creación de monasterios como San Benito en Sahagún, San Miguel de las Dueñas, Monasterio de Santa María de Gradefes o Santa María de Sandoval. La presencia del gótico también es destacada, con muestras como el Monasterio de Santa María de Carracedo y la catedral de Astorga (aunque con reformas posteriores), pero especialmente la catedral de León (siglos XIII-XIV), que presenta un diseño del más depurado estilo gótico francés y es considerada una de las mejores muestras del gótico español, destacando su conjunto de vidrieras.

### Idiomas
Leonés

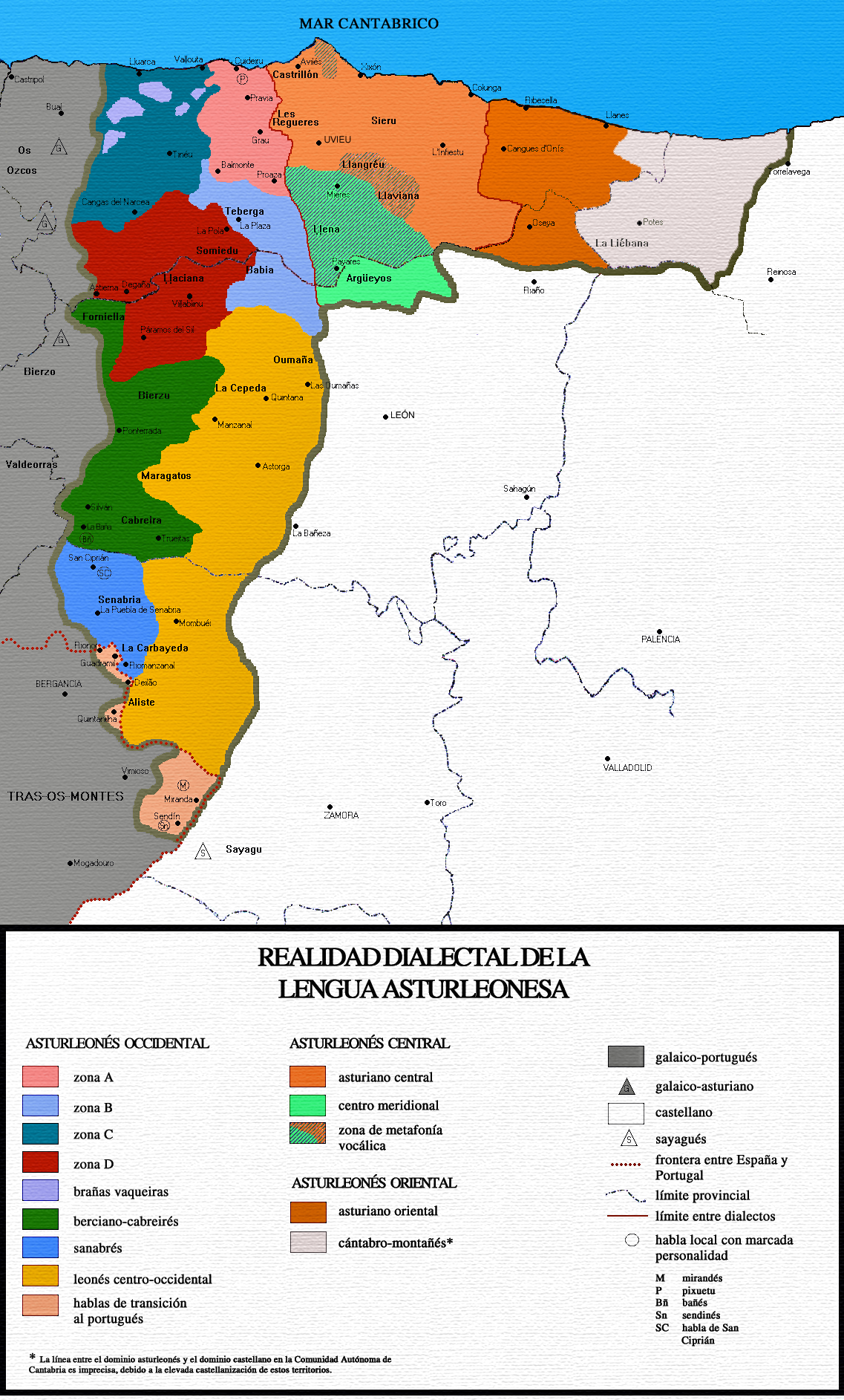
Mapa dialectal del dominio lingüístico asturleonés

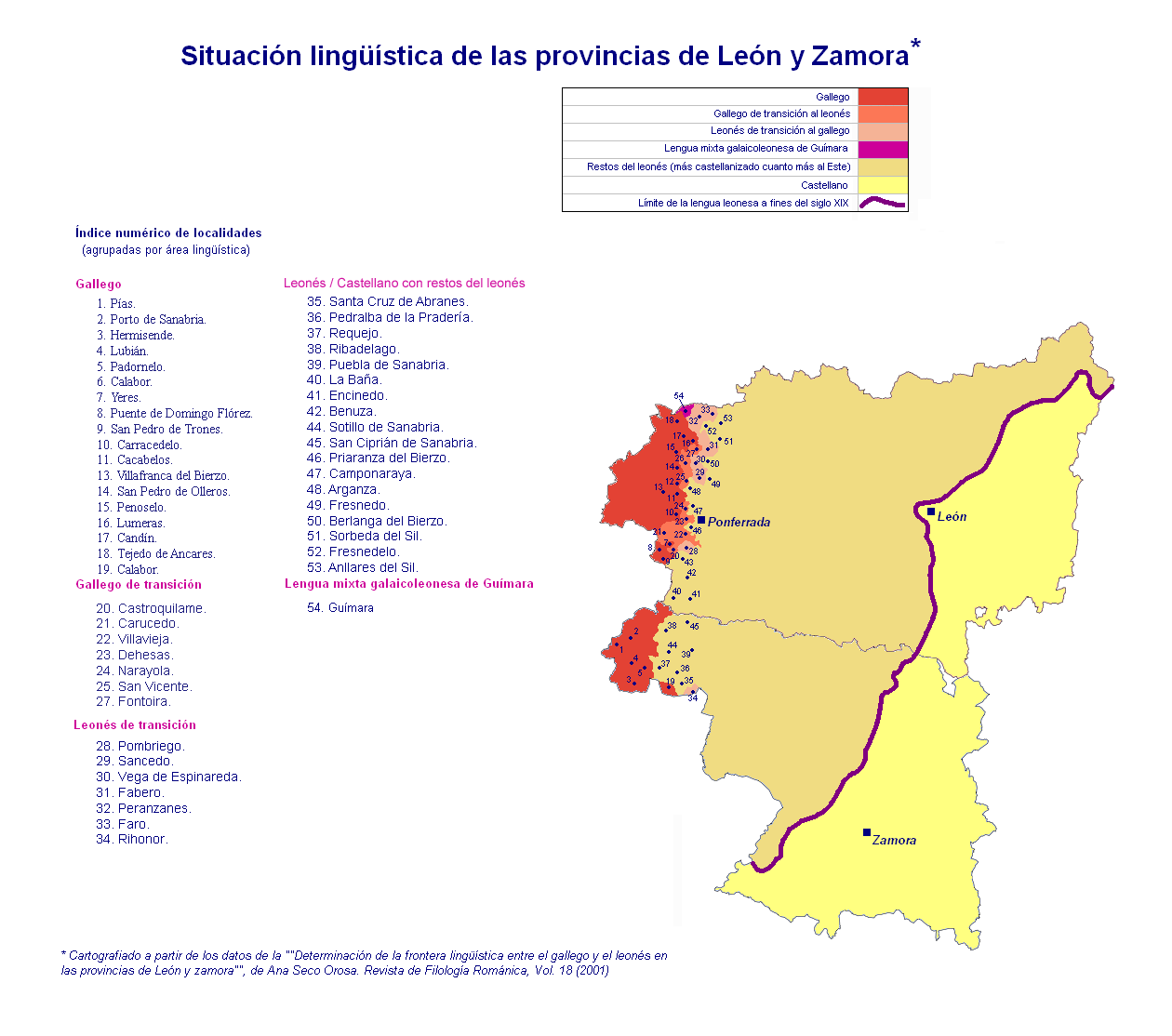
Mapa lingüístico actual de las provincias de Zamora y León en el cual aparece la extensión del gallego

El leonés es el término glotónimo utilizado para hacer referencia al conjunto de hablas romances vernáculas del dominio lingüístico asturleonés en las provincias de León y Zamora.,  La división de dicho dominio, que describe la lingüística, aparece dividida en tres bloques dialectales compartidos principalmente entre Asturias, León y Zamora, Occidental, Central y Oriental, de los cuales el predominante en León es el Occidental, extendiéndose por Laciana, El Bierzo, La Cabrera, Maragatería, La Cepeda, Babia y Omaña, con presencia del Central en la zona central de la montaña leonesa. No existe ningún censo lingüístico que permita conocer con precisión cuál es el número real de hablantes de leonés en la provincia, pero las estimaciones para León y Zamora oscilan entre los 5000 y los 50 000 hablantes.
Tras varios siglos relegado a un segundo plano, en el siglo XIX comenzó su recuperación, consolidada a lo largo del siglo XX con autores como Eva González Fernández y, especialmente en los primeros años del siglo XXI, con una nueva generación de escritores a los que se suman diversos estudios sociolingüísticos, al mismo tiempo que varias instituciones y asociaciones culturales como La Caleya, Furmientu o Facendera pola Llengua fomentan su uso y difusión. Así, el leonés es reconocido por la Junta de Castilla y León y se cita en el estatuto de autonomía, en el artículo 5 del Título Preliminar:

El leonés será objeto de protección específica por parte de las instituciones por su particular valor dentro del patrimonio lingüístico de la Comunidad. Su protección, uso y promoción serán objeto de regulación.

Actualmente, la Unesco cataloga al conjunto asturleonés como idioma en peligro de extinción.
Gallego
La lengua gallega está presente en varios municipios de la zona occidental de la provincia en contacto con la comunidad autónoma de Galicia y el número de hablantes, según un estudio del profesor Xosé Henrique Costas, es de más de 23 000, siendo usado en un 60 % por las personas mayores de 65 años. Hay autores que sostienen que el hablado en la provincia surgió evolucionando de una hibridación del gallego, asturiano, leonés y castellano, dialecto conocido como dialecto berciano, con caracteres propios diferenciados y con variaciones dialectales locales según la zona. En su defensa y promoción trabajan organizaciones como Fala Ceibe y, al igual que el leonés, es reconocido por la Junta de Castilla y León, indicándose lo siguiente en el artículo 5 del estatuto de autonomía:

Gozarán de respeto y protección la lengua gallega y las modalidades lingüísticas en los lugares en que habitualmente se utilicen.

Su enseñanza está reglada desde 2002 tras un acuerdo entre la Consejería de Educación de la Junta de Galicia y la Consejería de Educación de la Junta de Castilla y León, y así es posible su aprendizaje en nueve colegios de educación primaria, tres institutos de educación secundaria y la escuela oficial de idiomas de Ponferrada. En el curso 2008-09 fueron 1003 los alumnos que estudiaron gallego y en 2009-10 fueron 1094.

### Fiestas y romerías

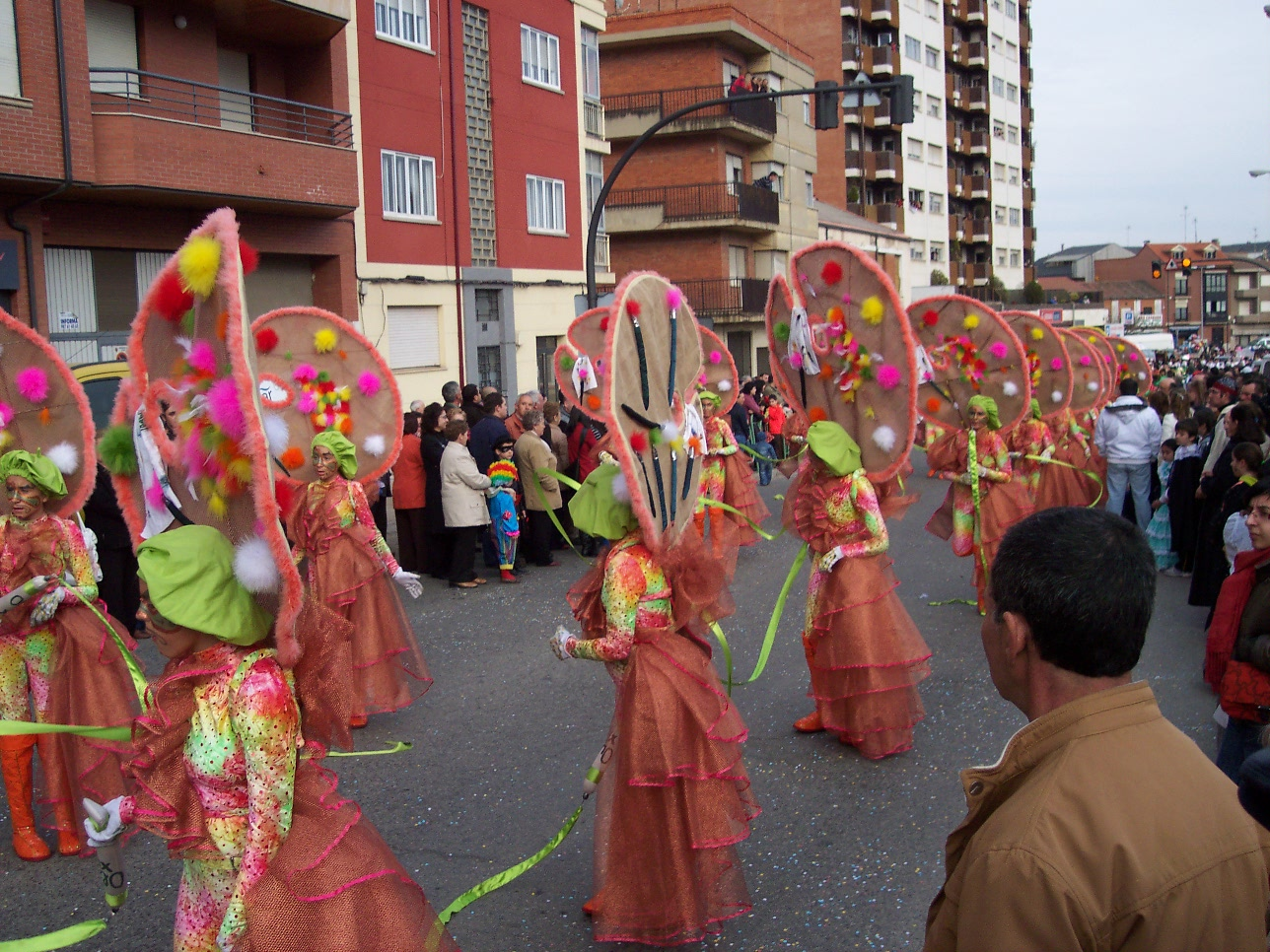
Los desfiles de carnaval congregan cada año a miles de personas en distintas localidades de la provincia. En la imagen, un instante del desfile de Astorga de 2009

La diversidad cultural de las distintas comarcas leonesas propicia unos festejos caracterizados por su gran variedad de formas, ceremonias, bailes y atuendos, aunque todos ellos con un sustrato histórico y cultural común. Es frecuente que, bajo celebraciones cristianas, aparezcan costumbres paganas y así, por ejemplo, santuarios y ermitas se levantan sobre lugares sagrados de origen pagano. Por otra parte, debido al carácter agrícola de la provincia, son los ritmos agrarios los que marcaron el calendario festivo, encuadrándose en ellos las distintas celebraciones cristianas. En todas ellas, los dos elementos más tradicionales son el pendón y el ramo.

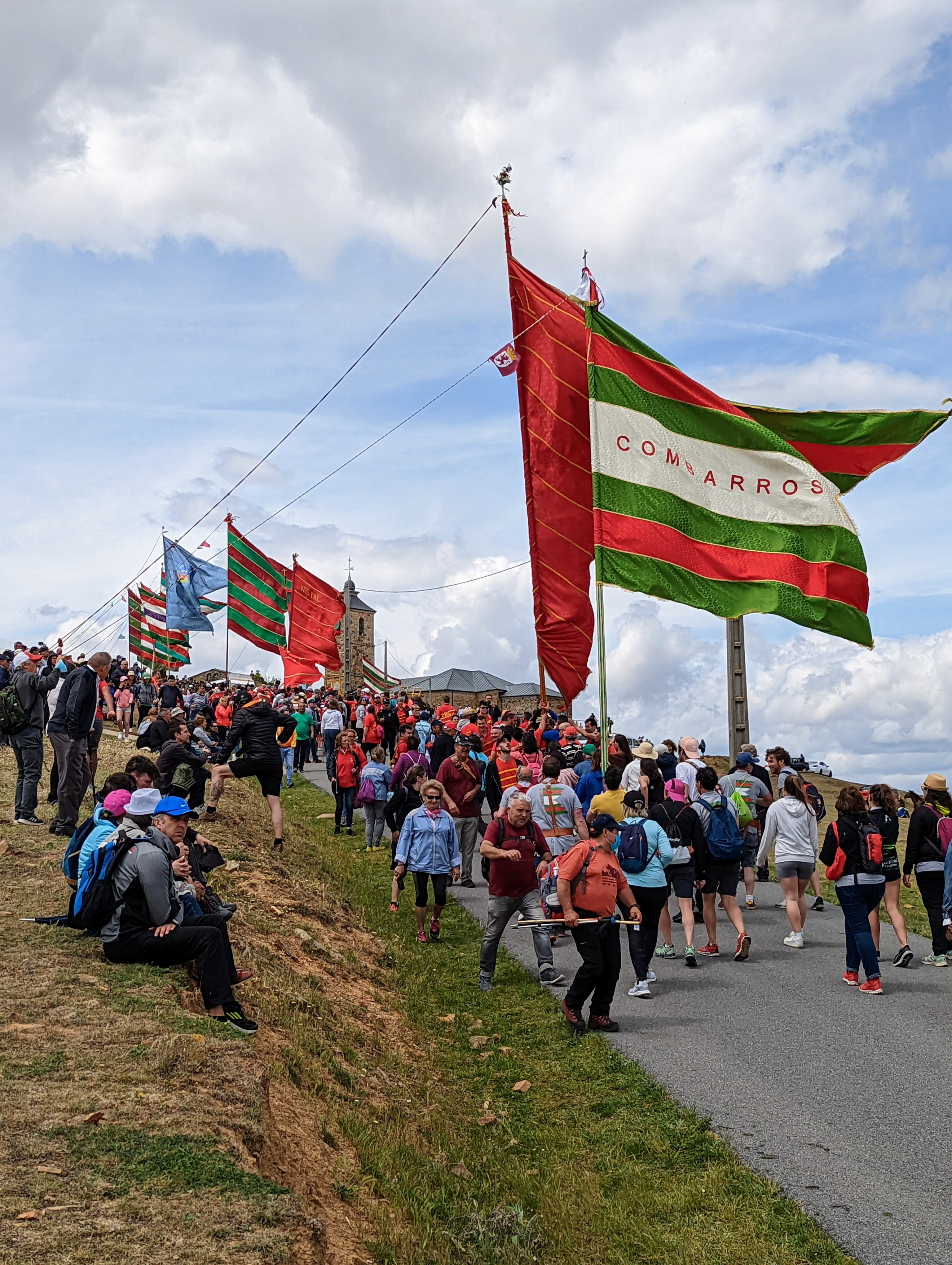
A lo largo de la primavera se celebran distintas romerías rogativas por toda la provincia. En la imagen, los pendones que acompañan a la Virgen del Castro a su llegada a su santuario en Castrotierra

Cronológicamente, en torno a Navidad y Año Nuevo, pervive la tradición del Ramo, consistente en un armazón de madera que se engalana con pañuelos, velas, rosquillas, frutas, cintas de colores y elementos vegetales, al cual se canta una vez llevado a la iglesia. En febrero son numerosas las localidades que celebran las Candelas y las Águedas, en la cual las mujeres toman el poder. De carácter civil son los carnavales, representados a través de diversos personajes como los guirrios, zafarrones, jurrus o maranfallos y a través de desfiles como los de León, Astorga o La Bañeza, este último declarado de Interés Turístico Nacional.
Con la llegada de la primavera tienen lugar por toda la provincia numerosas romerías y rogativas entre las que destacan la Pascua en Cacabelos o San Jorge en San Esteban de Nogales, ambas declaradas de Interés Provincial. Son también tradicionales las fiestas del Voto, frecuentes en el Páramo, que expresan la gratitud por los favores que el pueblo hubiese recibido de manos de la Virgen o algún santo. De carácter similar es la fiesta de Las Cabezadas, en la capital provincial, por la que la corporación municipal, en agradecimiento por distintos milagros, acude a la Basílica de San Isidoro con un cirio y cuatro hachas de cera, donde entablan una discusión dialéctica sobre el carácter de la ofrenda, despidiéndose del Cabildo con tres reverencias. El mes de mayo comienza con la celebración de los Mayos, en sus distintas variantes, desde colocar un árbol en la plaza hasta los mayos vivientes de Villafranca del Bierzo, mientras que, paralela a la fiesta profana, se celebra la Cruz de Mayo en distintos puntos de la provincia como en Valderas con su Pastorcica. Durante todo el mes continúan las romerías y rogativas como las de Camposagrado o San Froilán en Valdorria, ambas de Interés Provincial. Sin periodicidad fija, pues se vota cuando lo requiere la sequía, se celebra la romería de Castrotierra, en la que miles de personas y decenas de pendones acompañan a la Virgen del Castro desde su santuario a la Catedral de Astorga y, tras nueve días de rogativas, de nuevo a su santuario.

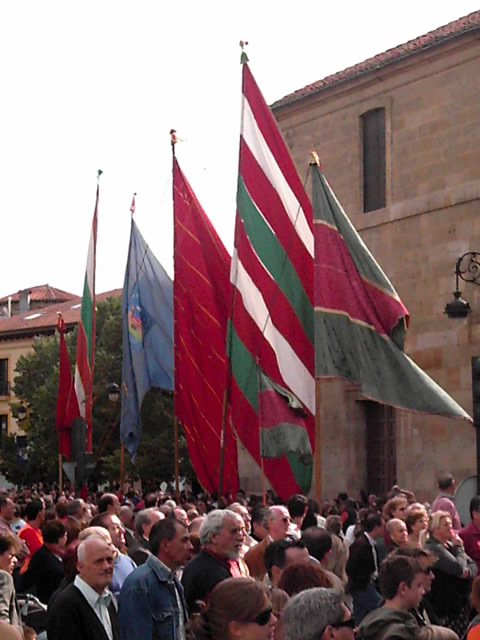
El desfile de pendones es uno de los actos más llamativos de las fiestas de San Froilán en la capital provincial

En junio es muy celebrado por toda la provincia el Corpus Christi, destacando los festejos de Laguna de Negrillos, declarado de Interés Turístico Regional. Muy distintas son las Justas Medievales de Hospital de Órbigo, que recuerdan el histórico Paso Honroso de Suero de Quiñones y otros nueve caballeros en 1434. En San Juan son numerosas las localidades que celebran sus fiestas, entre ellas la capital provincial, cuando sus principales fiestas populares tienen lugar. En Astorga, y cada tres años, se conmemora la victoria cristiana de la batalla de Clavijo mediante un desfile en el que el Pendón de Clavijo, acompañado por autoridades y la Guardia Zuiza, se traslada a la catedral en acción de gracias. Ya a finales de mes, en Prioro, tiene lugar la fiesta de la Trashumancia, de Interés Provincial, en la que se celebra la llegada de los rebaños. En el mes de julio cobran protagonismo las recreaciones históricas, como la Noche Templaria de Ponferrada, en la que se recuerda el pasado templario de la ciudad, la Fiesta Medieval de Mansilla de las Mulas, con mercado, justas y ambiente del medievo, y la fiesta de Astures y Romanos en Astorga, en la que el mercado o el circo rememoran los primeros tiempos de la ciudad maragata.
A principios de agosto se celebra Nuestra Señora de las Nieves, siendo numerosas las localidades de la montaña leonesa las que festejan tal fecha como las romerías de Puebla de Lillo o Páramo del Sil. A mediados de mes son las festividades de la Asunción y San Roque, celebradas en la provincia por más de un centenar de localidades en fiestas y romerías como la de Pandorado, a la que acude toda la comarca de Omaña. A finales de agosto Astorga celebra sus fiestas patronales en honor de Santa Marta mientras que otras romerías, como la de la Virgen de los Remedios en Barrillo de las Arrimadas, congregan a cientos de fieles por distintos puntos de la provincia. El 8 de septiembre, fecha de la Natividad de Nuestra Señora, más de 40 localidades celebran sus fiestas bajo distintas advocaciones, como la Virgen de la Encina (patrona de El Bierzo) en Ponferrada o la Carballeda en Val de San Lorenzo. Igualmente, el día 14 del mismo mes, son más de cuarenta localidades las que celebran fiestas en honor del Cristo, destacando las de Bembibre y Villafranca del Bierzo. Entre ambas fechas tienen lugar la Fiesta del Pastor en Los Barrios de Luna y la Fiesta de los Pastores en Joarilla de las Matas, ambas declaradas de Interés Provincial.
A principios de octubre se celebra en la capital provincial la fiesta de Las Cantaderas, que conmemora la liberación del tributo de las cien doncellas que los reyes asturleoneses debían pagar a los califas de Al-Ándalus. Al mismo tiempo, en La Virgen del Camino, tiene lugar la romería en honor de San Froilán y la Virgen del Camino, patrones de la Región de León, mientras que en la ciudad de León se puede contemplar un desfile de pendones y de carros engalanados. El segundo domingo de octubre, la localidad de Luyego acoge la Romería de los Remedios a la cual acuden gentes de la Maragatería y de las comarcas limítrofes, y a principios de noviembre es costumbre en distintos lugares de la provincia la celebración del magosto con el comienzo de la recolección de castañas. Por último, durante todo el otoño tienen lugar distintos festejos patronales entre los que destaca Santa Bárbara, celebrada en la mayoría de cuencas mineras.
Semana Santa

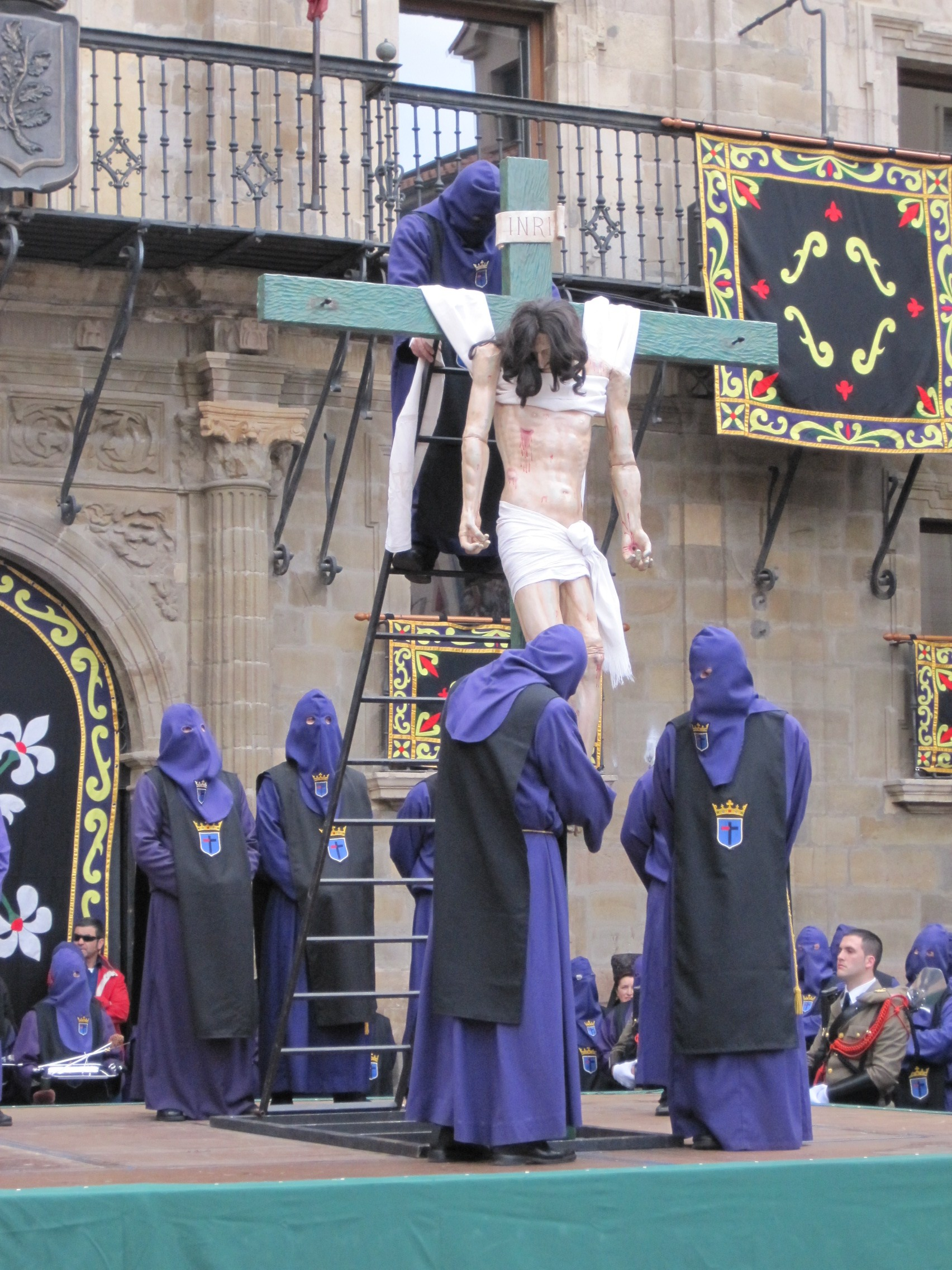
El Desenclavo es uno de los actos centrales del Viernes Santo en Astorga

Ampliamente arraigada por toda la provincia, y de la que forman parte costumbres como matar judíos o jugar a las chapas, la celebración de la Semana Santa tiene su punto neurálgico en la capital provincial. En ella, miles de papones (cofrades), pertenecientes a 16 cofradías y hermandades, recorren las calles de la ciudad a lo largo de diez días. Entre sus momentos más significativos están la Ronda y la Procesión de los Pasos, ambos el Viernes Santo, que recibieron mención especial en su declaración como Fiesta de Interés Turístico Internacional en 2002. Asimismo, la noche del Jueves Santo tiene lugar el Entierro de Genarín, celebración pagana en honor de un pellejero de León atropellado en 1929 mientras hacía sus necesidades en la base de la muralla de la ciudad, lugar donde año tras año recibe homenaje, habiéndose convertido en los últimos años en una de los eventos más multitudinarios de la Semana Santa.
En Astorga, declarada de Interés Turístico Regional y de Interés Turístico Nacional, son ocho cofradías y hermandades las que, junto a la Junta Profomento de la Semana Santa, salen a la calle en estos días, destacando las distintas procesiones que tienen lugar el Viernes Santo. Asimismo, cada año (en 2011 se celebró la 18.ª edición) se celebra un certamen de bandas de música que ofrecen un variado repertorio de marchas procesionales. En 2011 está pendiente de la declaración como Fiesta de Interés Turístico Nacional. En La Bañeza son tres las cofradías que recorren las calles de la ciudad en un total de 14 procesiones, destacando como uno de sus actos más significativos la procesión del Santo Potajero (Miércoles Santo), declarada de Interés Turístico Provincial, en la que se reparten al pueblo raciones de potaje de garbanzos con arroz y bacalao.
En Sahagún, declarada de Interés Turístico Regional, la Cofradía de Jesús Nazareno y Patrocinio de San José recorre las calles de la villa durante los días grandes de la Semana con actos como la subasta de pasos, el uso de la trompa, la Isa y la procesión de los Pasos. En Ponferrada, también declarada de Interés Turístico Regional, son cuatro las cofradías y hermandades que procesionan durante toda la Semana, destacando el personaje del Lambrión Chupacandiles, que, con una campanilla, anuncia por las calles el inicio de estos días. En el resto de la provincia son también destacados los actos que se celebran en lugares como Villafranca del Bierzo, Valencia de Don Juan, Almanza, Santa Lucía de Gordón o Valderas.

### Tradiciones
Pendones leoneses

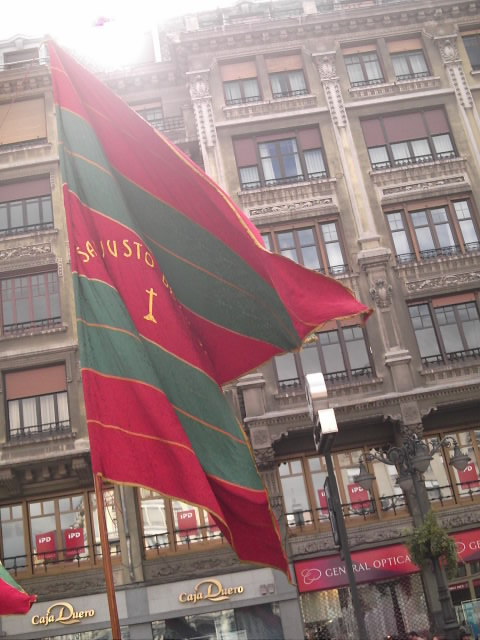
El pendón de San Justo de la Vega en el desfile de las fiestas de San Froilán, en la capital provincial

Los pendones son grandes enseñas compuestas por una vara o mástil, que puede medir entre 3 y 14 metros, y una tela de seda adamascada en franjas que combinan varios colores. El peso de todo el conjunto oscila entre los 15 y los 35 kilogramos y para ayudar a su desplazamiento dispone de los llamados «remos», cordones que se fijan a lo alto de la vara. Los colores más usuales son el carmesí (en relación con el reino de León), el verde (quizás relacionado con la Reconquista, pues es el color del islam), el blanco y el azul (ambos vinculados a devociones marianas).
Según el historiador Alejandro Valderas, su origen es militar, sirviendo en la Edad Media como símbolo de las milicias concejiles que armaba cada localidad para ir a la guerra, siendo por tanto un símbolo del pueblo mismo. Con el paso del tiempo, los pendones se fueron deteriorando, siendo reparados en varias ocasiones, por lo que hay muy pocos pendones medievales conservados, entre los cuales son célebres el Pendón de Baeza y el Pendón Real. En los últimos años, muchas localidades de la provincia han llevado a cabo una recuperación de sus pendones y se ha procedido a la catalogación, restauración y recuperación de muchos otros guardados desde hace décadas en dependencias parroquiales.
Actualmente, los pendones siguen siendo insignias de los concejos (juntas vecinales) pero en muchas ocasiones ligados con las parroquias, saliendo a la calle en procesiones religiosas y romerías. Asimismo, a través de la asociación Pendones del Reino de León, y apoyadas por diversas instituciones como la Diputación Provincial y los ayuntamientos, las concentraciones de pendones han alcanzado un gran auge, como la celebrada en la capital provincial el 27 de julio de 2010 en la que se batió el récord mundial de concentración de estandartes, con un total de 143.
Ramo leonés

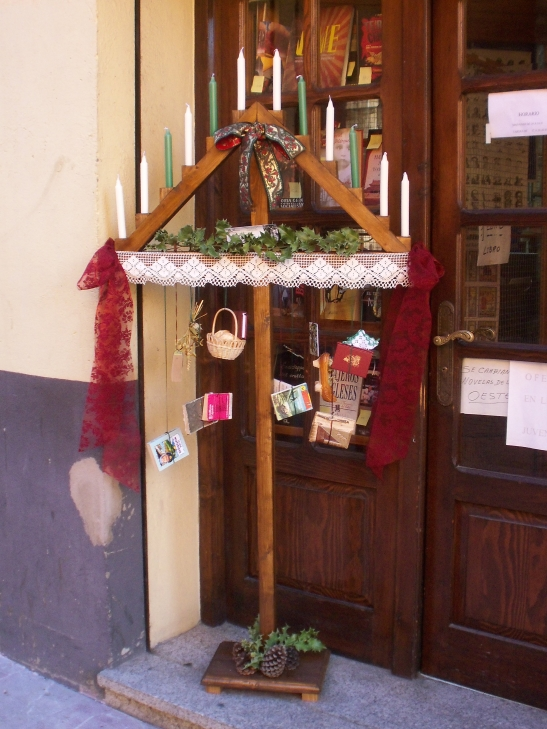
Un ramo leonés a la entrada de un establecimiento comercial

El ramo leonés es un elemento decorativo, utilizado especialmente durante las fiestas navideñas en distintos lugares de la provincia, que se ofrecía a la Virgen María o a otras figuras del santoral durante la misa de Gallo. Sus orígenes parecen remontarse a la época precristiana, en la que tenía un carácter votivo, siendo, por tanto, un símbolo pagano asimilado por la Iglesia desde la Edad Media. Del ramo natural evolucionó a una estructura de madera, y de las iglesias pasó a usarse en los hogares. Con la despoblación del ámbito rural acaecida durante el siglo XX, la tradición estuvo cerca de perderse, ayudado por el empuje de otras tradiciones como el citado árbol, pero en los últimos años vive un renacer, especialmente en la capital provincial.
El ramo consiste en un soporte de madera con una estructura en la que se colocan velas u otro tipo de ofrendas como cintas bordadas, lazos, hilos de lana, puntillas, rosquillas o frutas. Los tipos de ramo son variados pero, en general, se puede hablar de cuatro especialmente; el triangular (característico de la Ribera y el Páramo), el redondo (abundante en Omaña), el ovalado o en forma de cola de pavo real, y el llamado «rastro», similar al apero agrícola.

Filandón

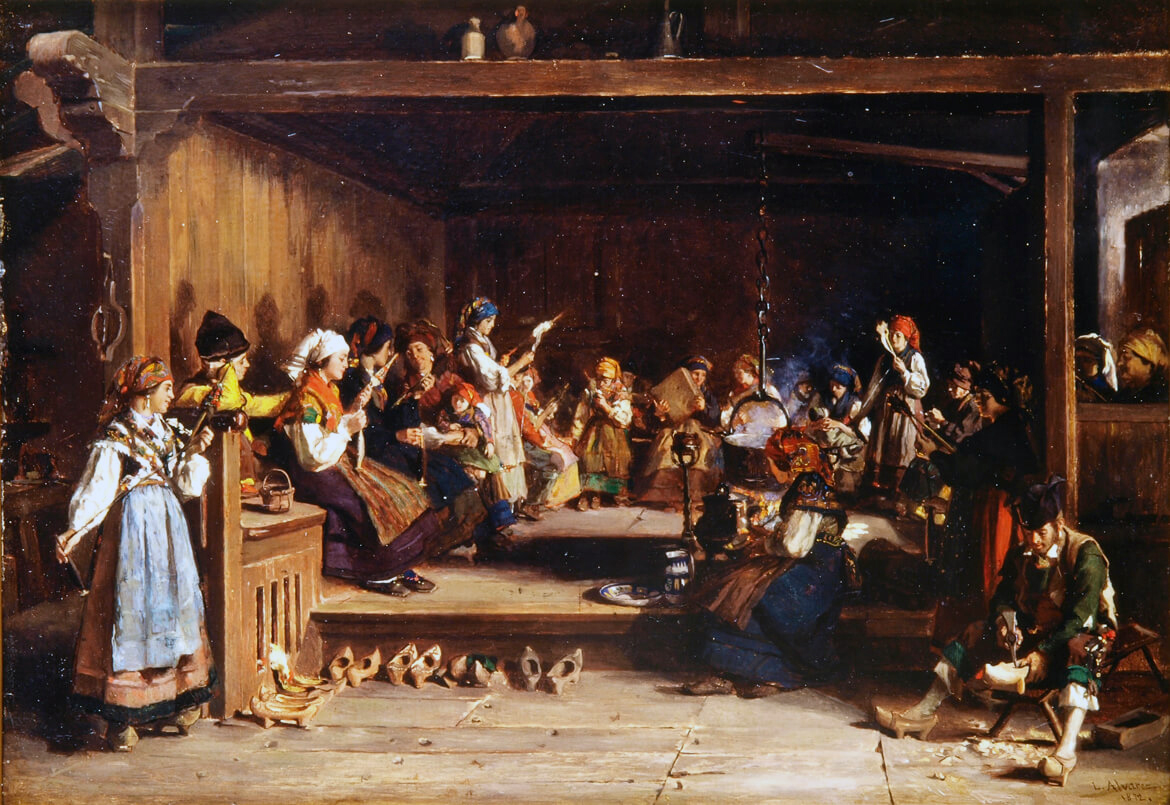
Filandón, cuadro de 1872 obra de Luis Álvarez Catalá

El filandón era una tradición consistente en una reunión, una vez terminada la cena, en la que se contaban cuentos en voz alta a la vez que se trabajaba en alguna labor manual, generalmente textil. Dicha reunión se solía hacer alrededor del hogar, con los participantes sentados en escaños o bancadas. Además de la provincia leonesa, es también tradición en algunas zonas de Galicia y Asturias.
En las últimas décadas esta tradición se ha recuperado, principalmente en León, gracias a la labor de narradores, cuentacuentos o músicos, siendo por ejemplo el tema central de la película El Filandón, de 1984, en la cual varios escritores (Luis Mateo Díez, Pedro Trapiello, Antonio Pereira, José María Merino y Julio Llamazares) relatan distintas historias, siendo todos ellos, junto con el también escritor Juan Pedro Aparicio, responsables de la popularidad literaria y del renacimiento del filandón. En 2010 fue declarado bien de interés cultural, pidiéndose asimismo su inclusión como Patrimonio Cultural Inmaterial de la Unesco, algo que finalmente no consiguió.
Cuelga
La cuelga de cumpleaños es la tadición que consiste en vestir a una persona que cumple años con un collar engarzado de dulces.

### Gastronomía

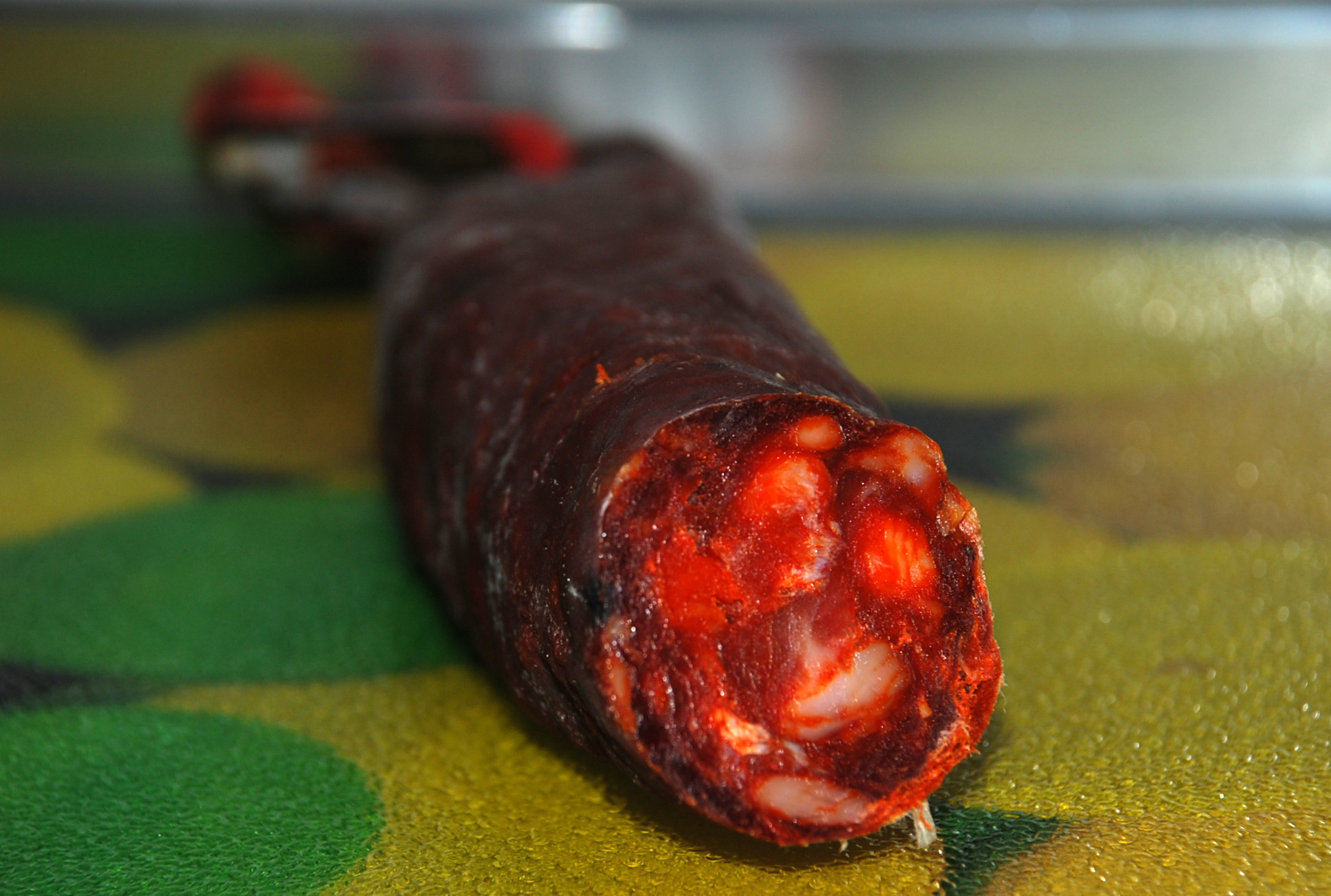
Chorizo picante de la localidad de San Andrés del Rabanedo

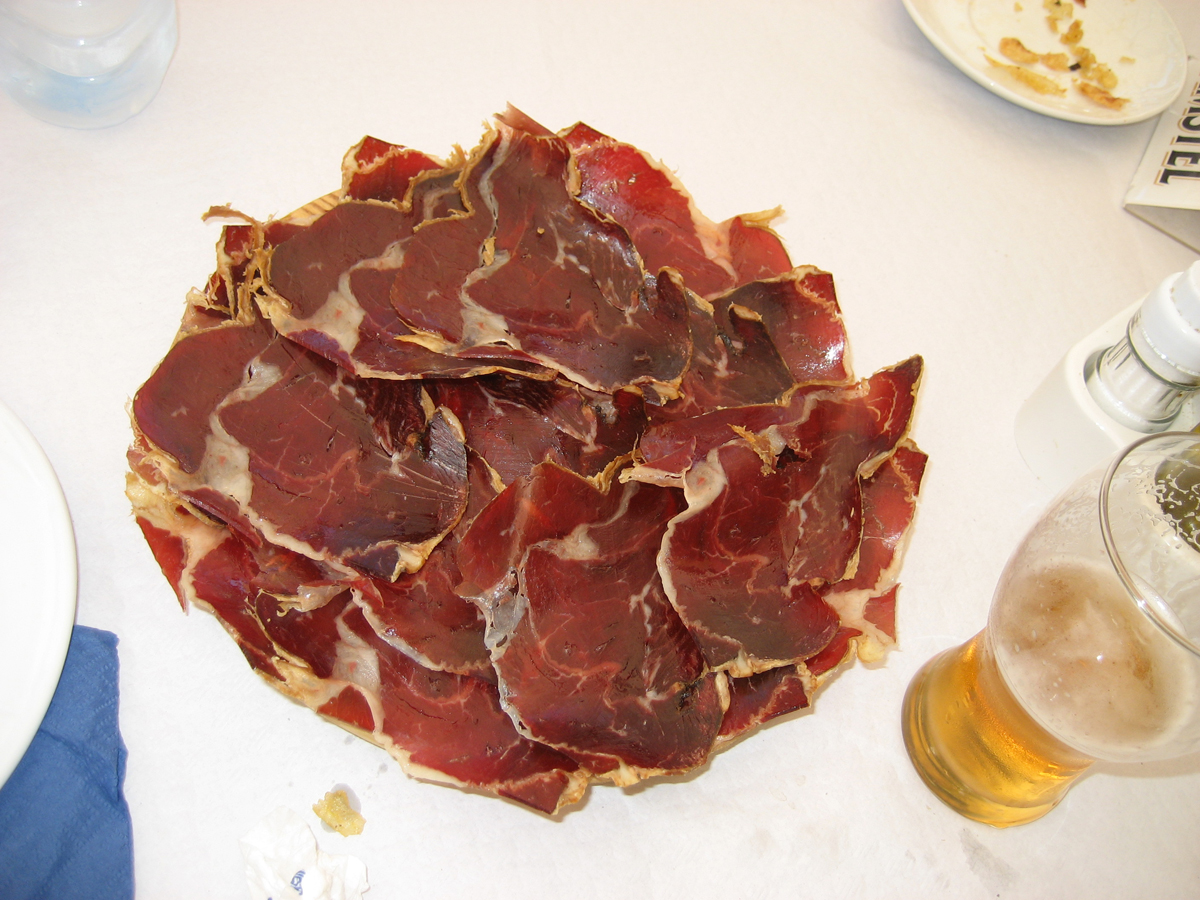
Plato de cecina

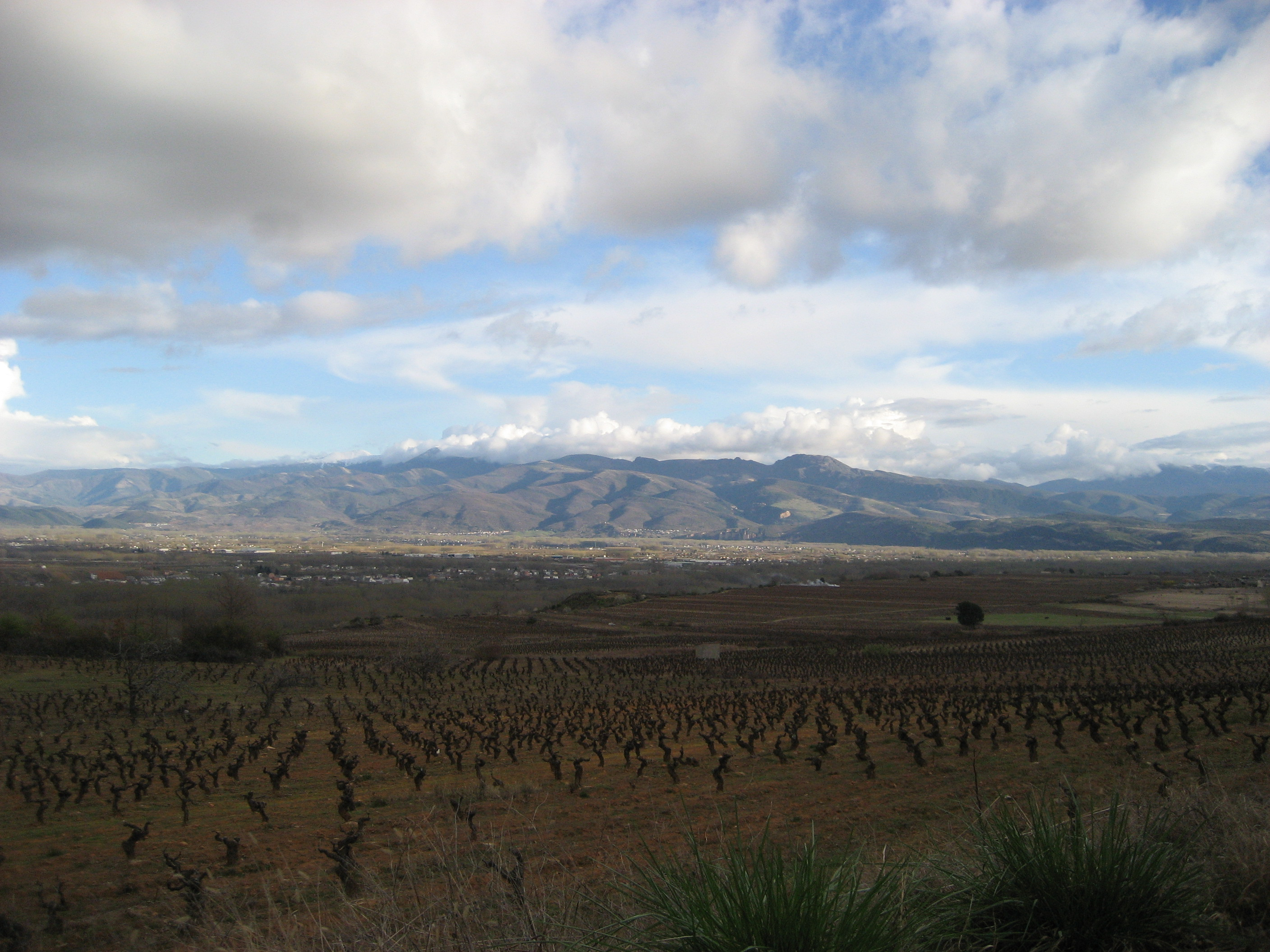
Viñedos de la denominación de origen Bierzo

La provincia de León cuenta con numerosos productos tradicionales derivados de la actividad agrícola y ganadera, caracterizándose todos ellos por su calidad y elaboración artesanal, estando muchos de ellos protegidos. La configuración geográfica y climática del territorio permite una amplia variedad de alimentos como frutas, vinos, quesos, productos de huerta, embutidos y legumbres, entre otros.
Entre las carnes frescas destacar la carne de vacuno Montañas del Teleno y el lechazo Montañas del Teleno, ambas protegidas por una Marca de Garantía. En los embutidos y carnes curadas están el Botillo del Bierzo, la cecina de León, ambos con Indicación Geográfica Protegida (I.G.P.), y la cecina de chivo de Vegacervera, con Marca de Garantía. Entre los quesos y lácteos destaca el queso de Valdeón, con I.G.P., entre las legumbres la alubia de La Bañeza, también con I.G.P., y entre las frutas y verduras mencionar la denominación de origen manzana reineta del Bierzo, la pera conferencia del Bierzo, con Marca de Garantía, el pimiento asado del Bierzo y el pimiento de Fresno y Benavente, ambos con I.G.P., y el puerro de Sahagún, con Marca de Garantía.
Entre los platos cocinados destacan la sopa de trucha, la morcilla y el característico cocido maragato, cuya principal peculiaridad es que se come al revés, empezando por las carnes para terminar con la sopa. En cuanto a la panadería y repostería, destacan las mantecadas de Astorga, los hojaldres de Astorga, los lazos de San Guillermo de Cistierna, los imperiales de La Bañeza y los nicanores de Boñar. Entre los vinos sobresalen las denominaciones de origen de Bierzo y Tierra de León.
Por último, son también típicos de la provincia las tapas, muy extendidas por toda ella, siendo uno de los lugares donde más fama alcanzan el Barrio Húmedo de la capital provincial, y la celebración, a finales de octubre o principios de noviembre, del magosto, tradición especialmente extendida por la mitad occidental de la provincia y cuyos elementos más característicos son la hoguera y las castañas. En relación con esto último, en Santa Marina del Sil se celebra cada año la Feria de la Castaña, fiesta declarada de Interés Turístico Regional.

### Deporte
Entidades deportivas

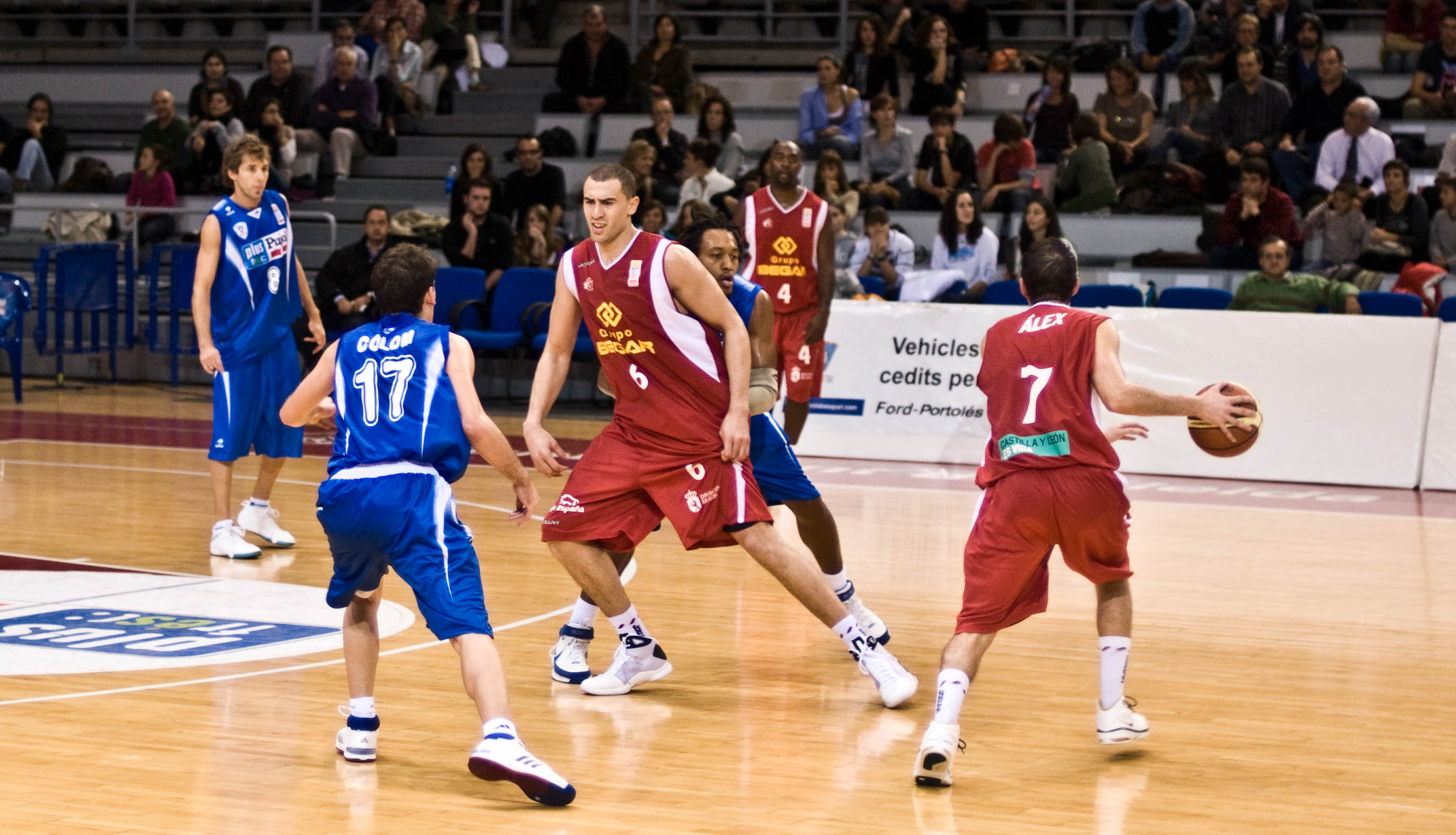
El Baloncesto León es el máximo representante de esta disciplina en la provincia

El deporte en la provincia está representado por el conjunto de instituciones deportivas que compiten en diferentes disciplinas a nivel nacional, autonómico, provincial y local.
Así, en fútbol, destacan la SD Ponferradina, que milita en la Segunda División de España, la Cultural y Deportiva Leonesa, en la Segunda División B de España, y el Atlético Astorga CF, el Atlético Bembibre, el CD La Virgen del Camino, el Júpiter Leonés y el La Bañeza FC militan en la Tercera División de España - Grupo VIII. De todos ellos, los más laureados son la Cultural, campeón de la Segunda División en la temporada 1954-1955, y la Ponferradina, campeón de la Segunda División B en las temporadas 2004-05 y 2007-08. El CD Fabero, el CD Onzonilla, el CD Atlético Mansillés y la SD Ponferradina B son otros de los equipos importantes, todos ellos en Primera División Regional Aficionados de Castilla y León.
En baloncesto, entre los distintos clubes existentes, está el Club Baloncesto Ciudad de Ponferrada que milita en la Liga Española de Baloncesto Plata, el Club Baloncesto Agustinos-Eras y el Club Deportivo Baskwt León 2015, que militan en la Liga Española de Baloncesto Aficionado. Anteriormente existía el Baloncesto León que militó en la LEB hasta su desaparición y que llegó a cuartos de final de la Copa Korać en la temporada 1997-1998. y el Club Polideportivo Bembibre de baloncesto femenino, actualmente en la primera división del baloncesto femenino español.
En fútbol sala destacaba el Ruta Leonesa, militante de la División de Plata de la LNFS, club disuelto por problemas económicos y, hasta su desaparición en 2001, el Astorga Fútbol Sala, que durante muchos años permaneció en la División de Honor.

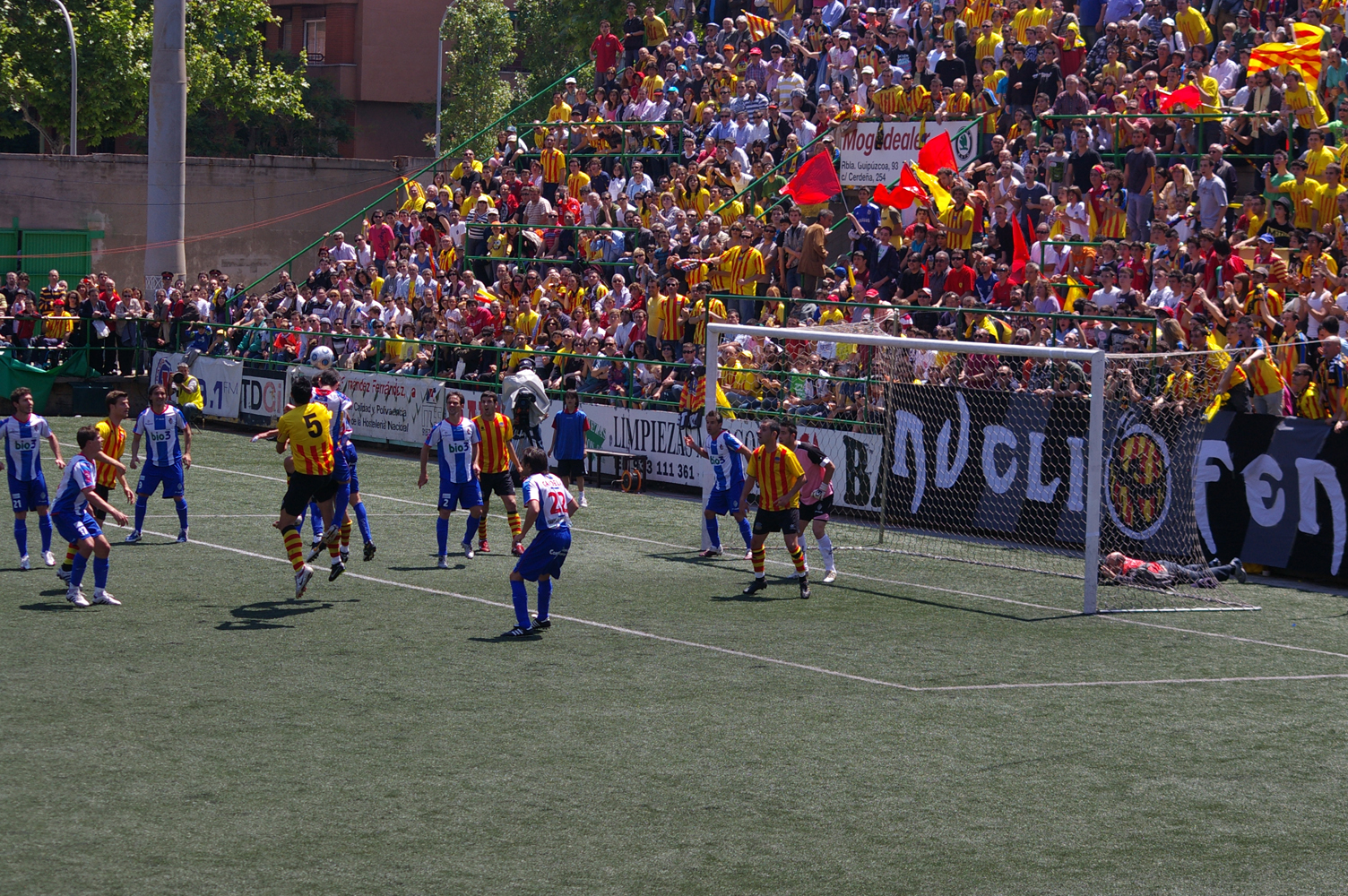
La Ponferradina jugando la promoción de ascenso a Segunda División en la temporada 2009-2010

Sin embargo, el deporte más laureado de la provincia es el balonmano gracias al Club Balonmano Ademar León, ganador de una Liga ASOBAL, dos copas ASOBAL, una Copa del Rey y dos Recopas de Europa. Otro de los clubes es el Club León Balonmano (Cleba), militante de la Liga española de balonmano femenino.
En relación con los deportes de invierno, la provincia cuenta con varias entidades como el CD León Curling, en la disciplina del curling, y los clubes San Isidro Esquí Club, Paraven Esquí Club o MAF Esquí Club, entre otros, en la disciplina de esquí.
Eventos deportivos
A lo largo del año tienen lugar en la provincia diversos acontecimientos deportivos. En la capital se celebra, desde 1988, el Magistral de Ajedrez Ciudad de León, en el cual participan algunos de los mejores jugadores del mundo de ajedrez. Cada año, y en 2010 se celebró su XXIª edición, tiene lugar la Vuelta Ciclista a León, organizada por la Diputación. En cuanto a deportes de motor, destacan el Rally del Bierzo, valedero para los campeonatos de Castilla y León y Madrid, y que en 2010 celebró su XVII edición, y el Gran Premio de Velocidad Ciudad de La Bañeza, que tiene lugar a mediados de agosto, y que en 2010 celebró su 51.ª edición. Se trata de uno de los pocos circuitos urbanos de motociclismo que existen en España, contando con carreras de motos clásicas (2 tiempos y 4 tiempos) y motos de 125cc. Asimismo, cada año tienen lugar distintas competiciones de lucha leonesa como la liga por equipos o el campeonato de verano, celebrándose los corros por distintas localidades de la provincia.
Lucha leonesa

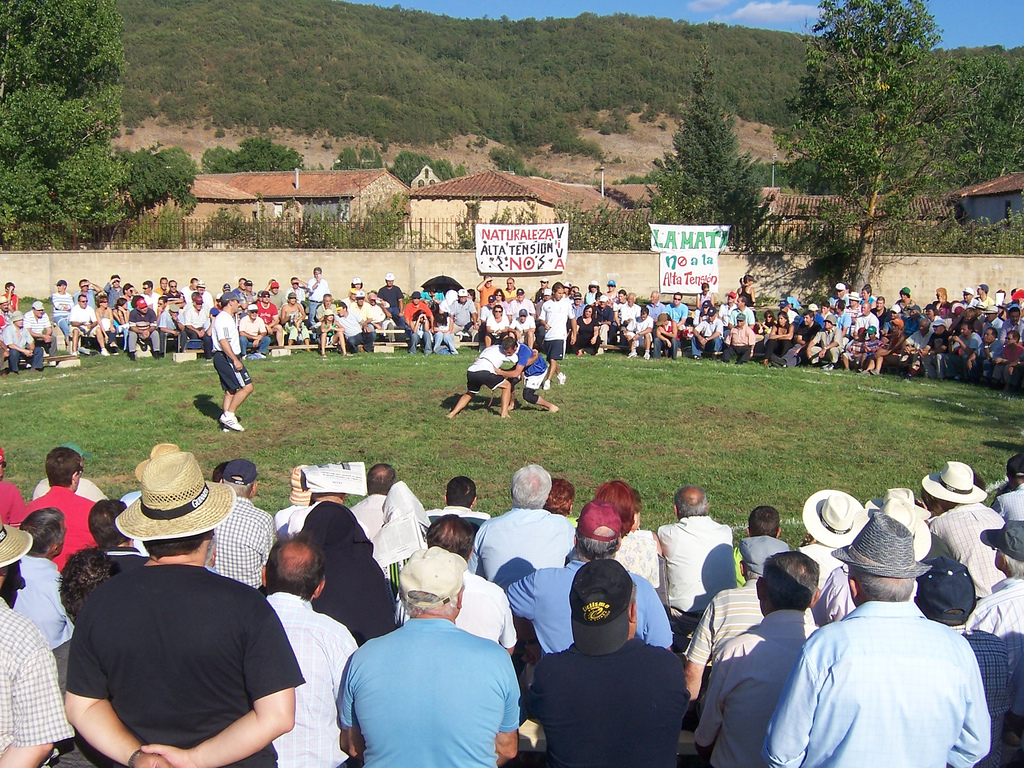
Corro de lucha leonesa en La Mata de Curueño (Santa Colomba de Curueño)

La lucha leonesa, o aluches como es conocida popularmente, es un deporte de combate en el que dos contrincantes tratan de tirar al suelo a su oponente mediante una serie de técnicas. Su origen se remonta al siglo XIV, cuando la repoblación provocaba disputas entre pastores y labradores. En aquel momento, las cosechas corrían riesgo de perderse mientras que la ganadería era más rentable, pudiéndose llevar de un lugar a otro, por lo que las disputas por los pastos provocaban luchas. Actualmente son tres zonas, Tierra de León, Montaña Oriental y Montaña Central (30 % de la provincia), las que presentan una mayor pervivencia de los aluches, estando presentes los corros de lucha en multitud de romerías y festejos de los pueblos, siendo el evento deportivo que más gente congrega entre los meses de junio y septiembre.
Bolos leoneses
Los bolos leoneses es un deporte tradicional originario de la provincia muy popular tanto como entretenimiento o como espectáculo. Existen varias modalidades como el juego individual, por parejas o por equipos, en los que se derriban los bolos, y el llamado «miche», en el que se valoran los recorridos de las bolas. A lo largo del año se organizan distintos campeonatos homologados así como una liga nacional.